# Brücken in Paris

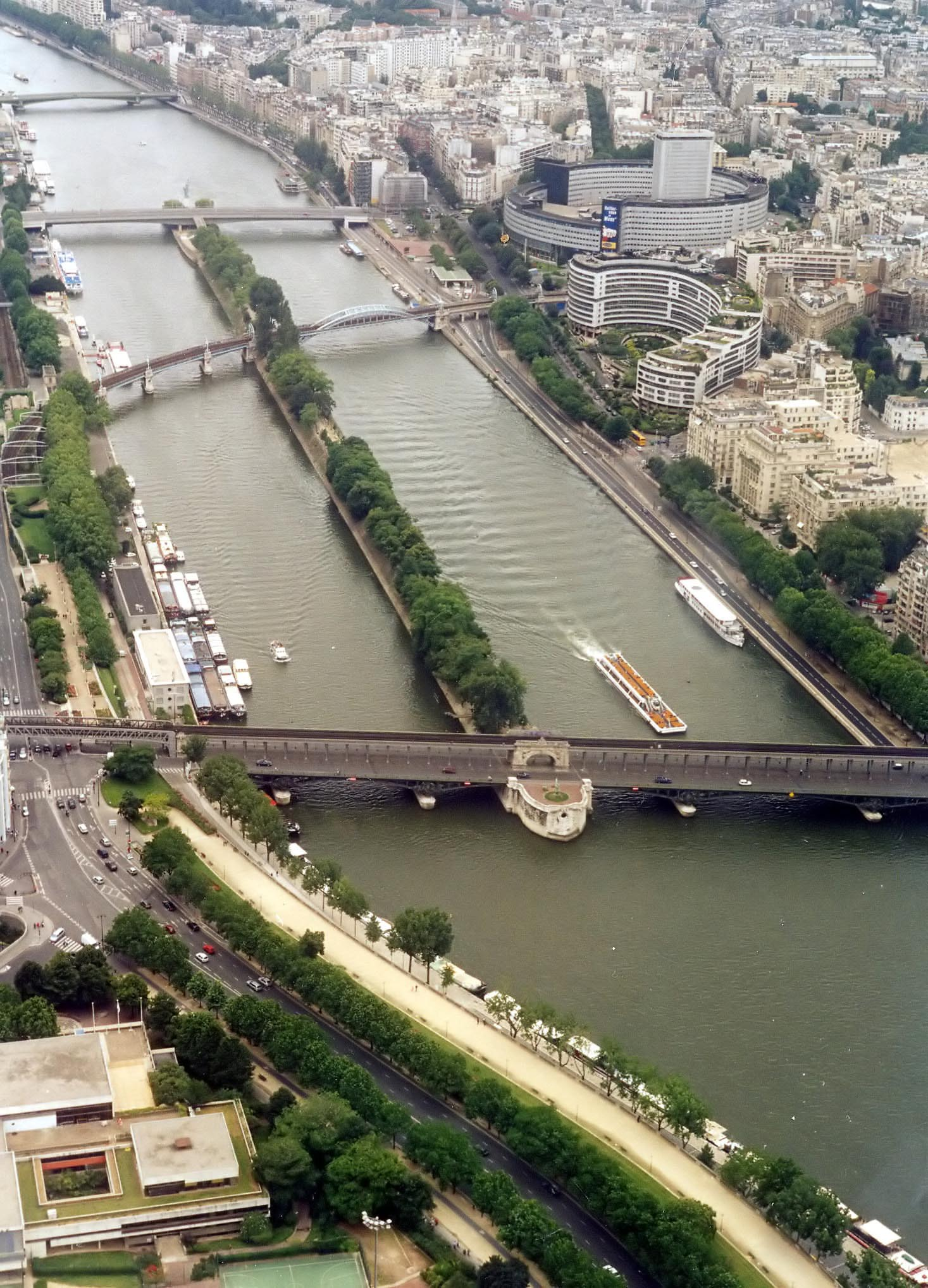
Die Brücken der Île aux Cygnes, in Fließrichtung: Pont de Bir-Hakeim, Pont Rouelle und Pont de Grenelle, 2002

Die Brücken in Paris überspannen als Straßen-, Eisenbahn- und Fußgängerbrücken die Seine sowie die Kanäle wie den Canal Saint-Denis und Canal Saint-Martin. Daneben existieren weitere Brücken, die nicht über ein Gewässer führen, sondern andere Verkehrswege kreuzungsfrei über andere Verkehrswege hinwegführen sowie Fußgängerbrücken in Parks. Allein die Ringautobahn Boulevard périphérique zählt 148 Autobahnbrücken. Verantwortlich für die kontinuierliche Instandhaltung, Renovierung und Restaurierung der Pariser Brücken sind die Abteilungen Direction de la voierie et des déplacements und die Division des ouvrages d’art der Stadtverwaltung.

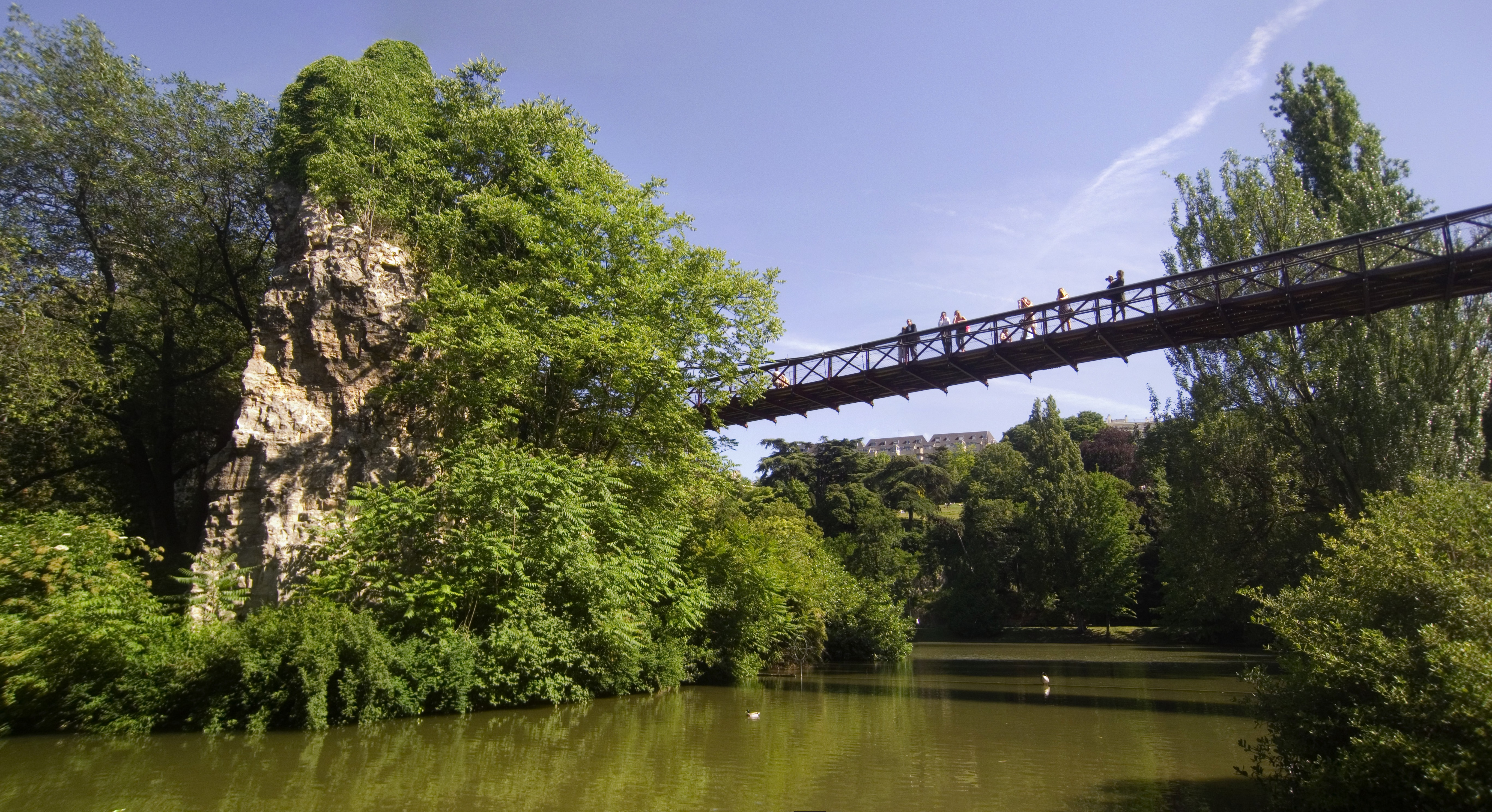
Fußgängerbrücke im Parc des Buttes-Chaumont

Die Seinebrücken in Paris verbinden das Rive Droite genannte rechte, nördliche Ufer der Seine mit dem linken Ufer, der Rive Gauche, verschiedentlich liegen sie auf Flussinseln auf oder überqueren lediglich einen Flussarm. Von ihren rund 775 Kilometern Gesamtlänge und ca. 310 Brücken (vgl. Liste der Seinebrücken) fließt die Seine während 13 km durch die heutige Hauptstadt Frankreichs und hat im Stadtgebiet 37 Brücken, davon 31 Straßenbrücken, 4 Fußgänger- und 2 Eisenbahnbrücken. War die Seine als Transportweg einerseits der wichtigste Faktor für die Entstehung und Entwicklung der Stadt Paris, die an oder auf der größten Seineinsel ihren Ursprung hatte, so mussten andererseits schon sehr früh die Brücken die Landwege auf beiden Ufern verbinden. Zunächst hatten die Brücken aber auch einen die Einwohner schützenden Charakter. Die bekannteste Brücke ist die Pont Neuf, die wie viele ältere Brücken auf die Île de la Cité führen. Seit 1991 ist das Seineufer von Paris zwischen der Pont de Sully und den Brücken Pont d’Iéna (rechtes) und Pont de Bir-Hakeim (linkes Ufer) mit 365 Hektar Fläche Weltkulturerbe.

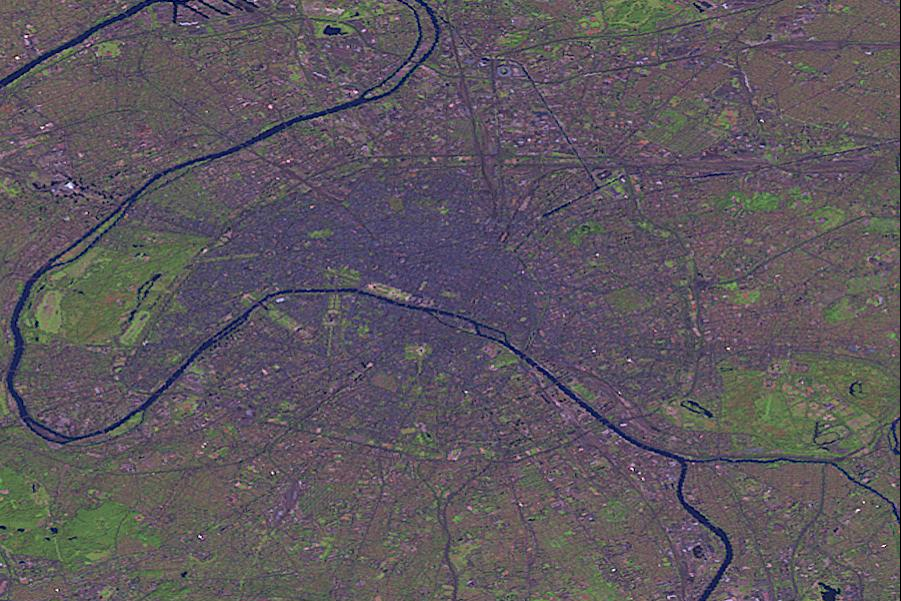
Satellitenfoto der Agglomeration

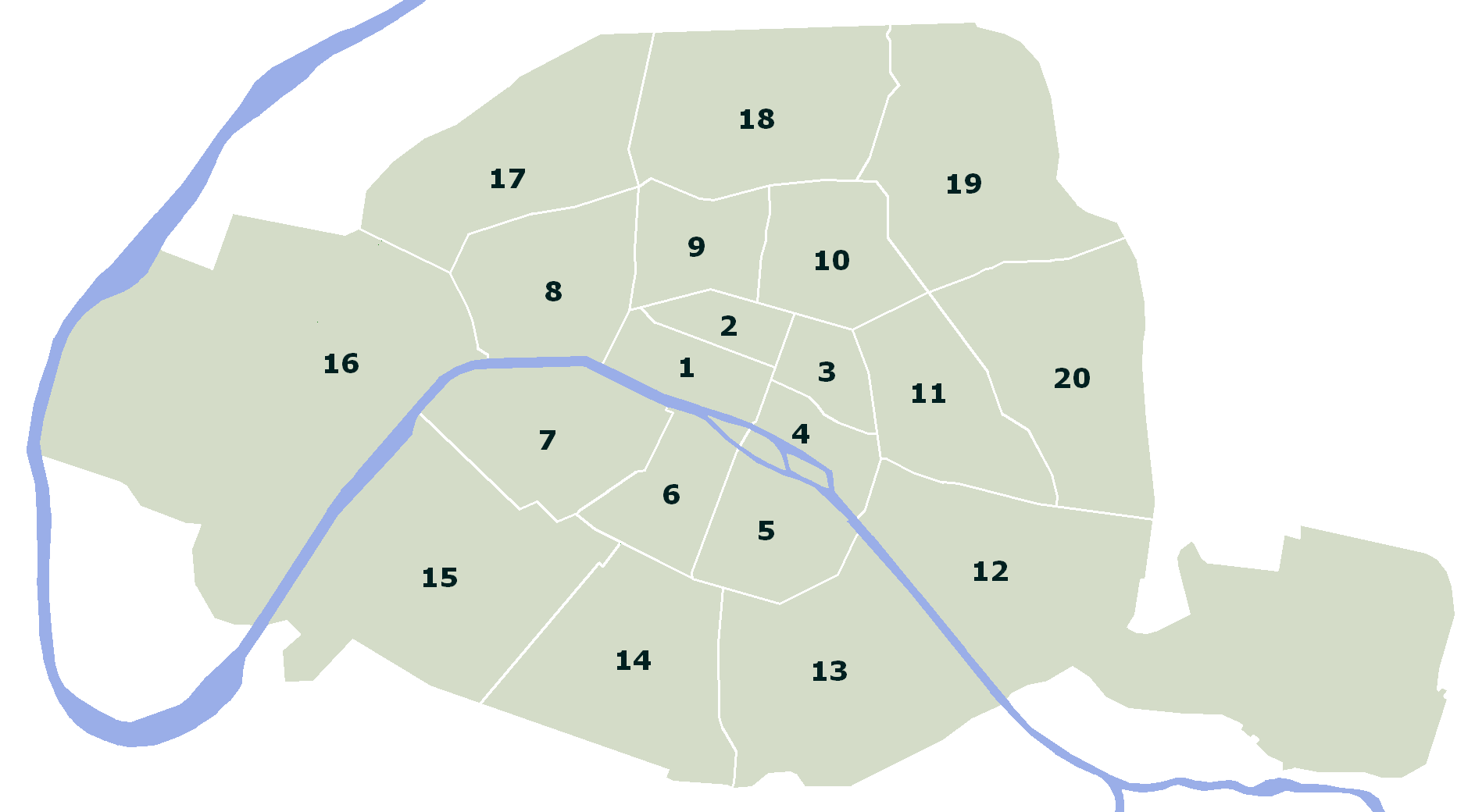
Verlauf der Seine in den Arrondissements

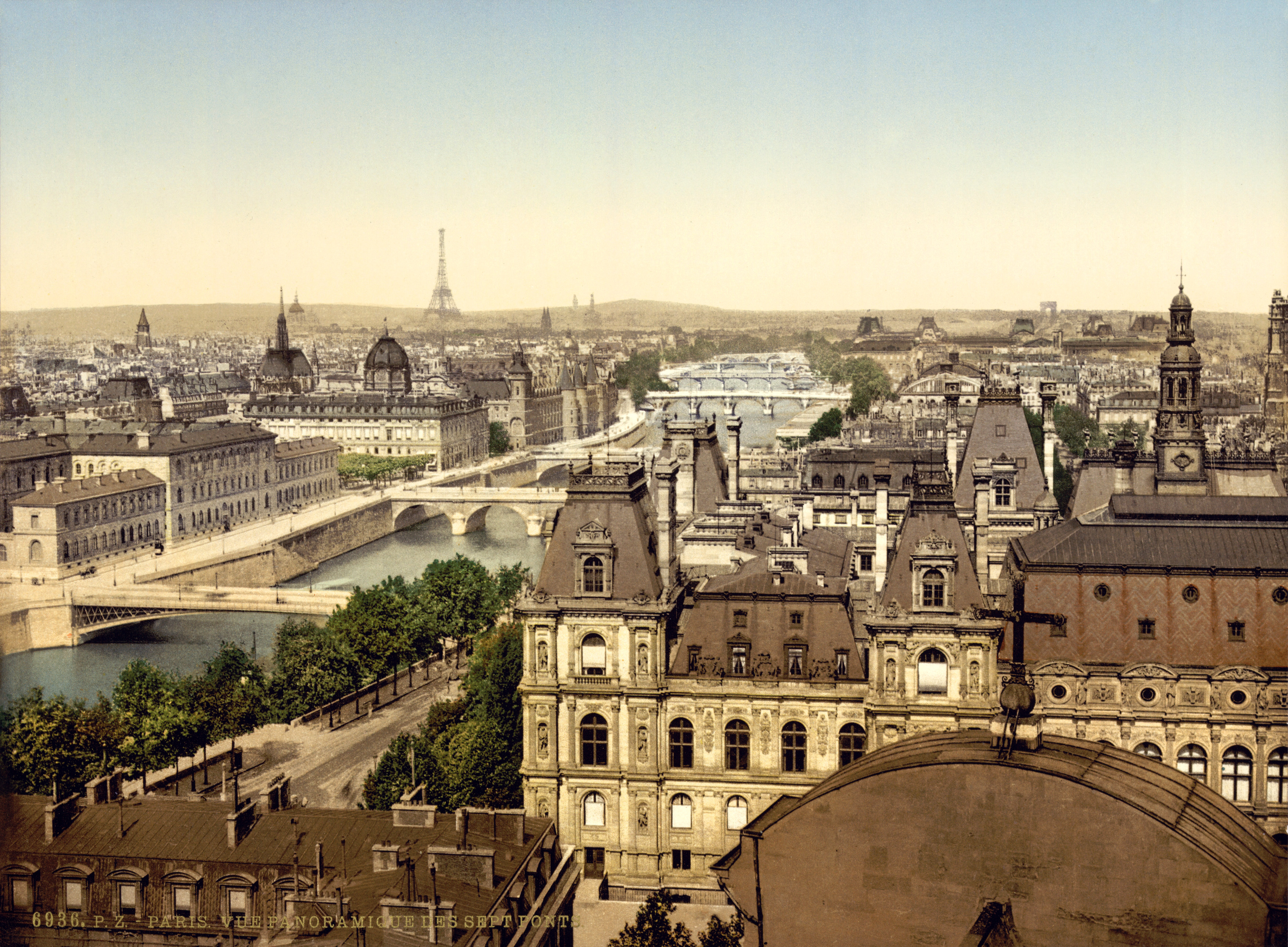
Fernblick vom Turm der Kirche St-Gervais-St-Protais über die Brücken des rechten Seinearms auf Höhe der Île de la Cité in Paris, ca. 1890–1900

## Geschichte

### Die Brücken in der Römerzeit

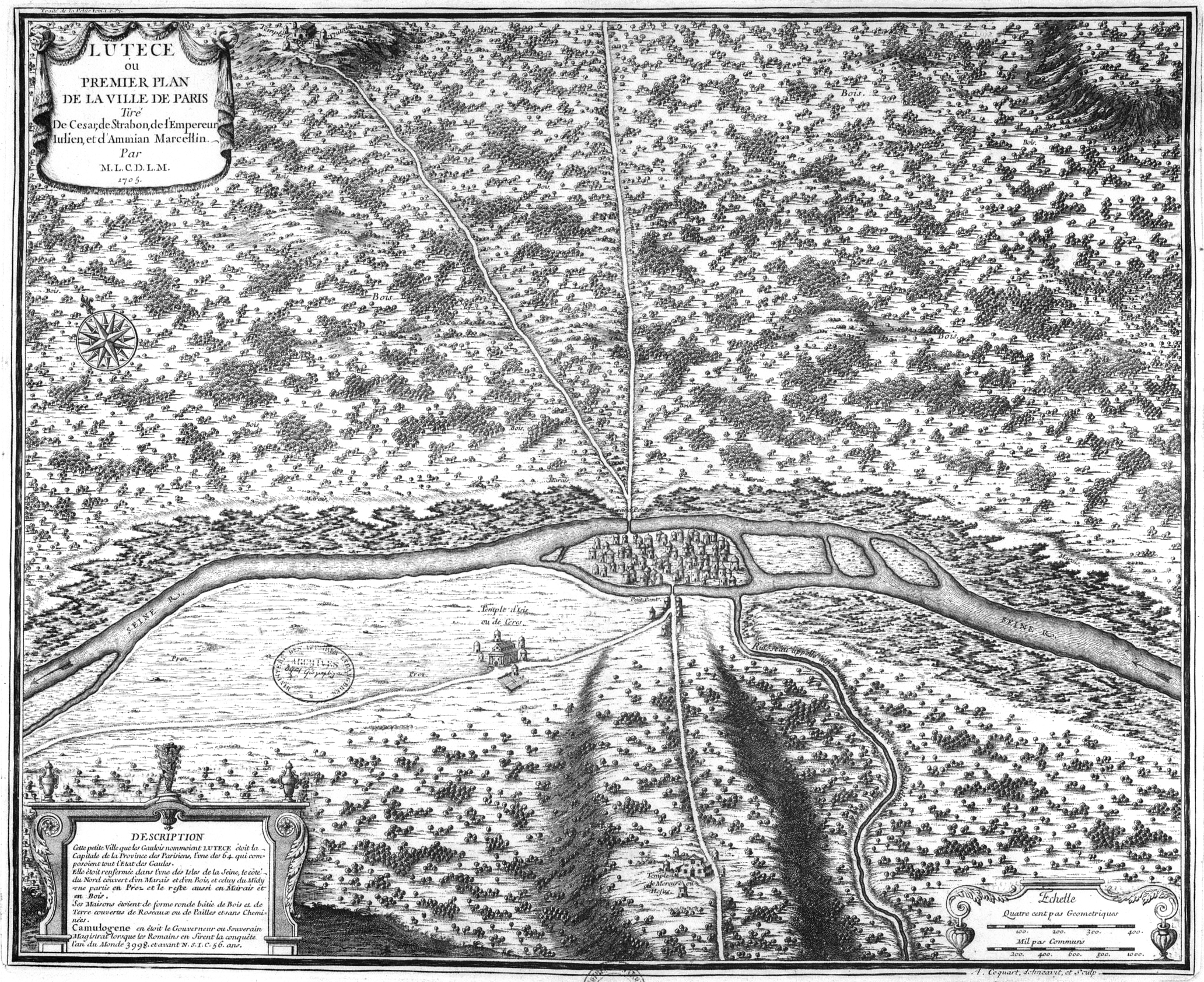
Lutetia

Die Petit Pont, heute nach dem Pariser Kardinal Petit-Pont-Cardinal-Lustiger benannt, besteht in dieser Form erst seit 1853. Petit Pont und Grand Pont waren die beiden ältesten Brücken der Stadt. Als Bestandteil des römischen Bollwerks Cardo von Lutetia zwischen der Rue de la Cité und der Rue du Petit Pont existierte an dieser Stelle bereits vor der Eroberung Galliens durch die Römer eine Brücke über den Fluss. Als sich die Truppen von Titus Labienus im Jahr 52 v. Chr. der Stadt näherten, zerstörten die Parisii diese Brücken, um dem Gegner das Übersetzen und die Einnahme der Stadt zu erschweren. Doch die Römer siegten. Sie bauten die Brücke in Holz wieder auf (im Gegensatz zur Brücke über den großen Seinearm, für die sie Stein verwendeten) und machten sie zu einem zentralen Bestandteil der Römerstraße von Soissons nach Orléans und des Cardos der Stadt. Hiervon zweigte wenige Meter südlich zudem die Straßen nach Burgund und Lyon (siehe Rue Galande) ab. Während der Belagerung von Paris (885–886) wurde die Petit Pont erneut zerstört.

### Die Brücken im Mittelalter

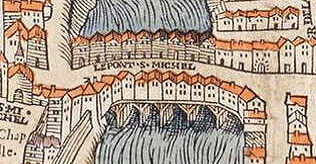
Pont Saint-Michel mit Brückenhäusern um 1550

Paris 1655

Danach hatte Paris bis zum 14. Jahrhundert nur zwei Holzbrücken, die Grand Pont (Pont au Changean, an der Stelle der heutigen Pont au Change) zum rechten und die Petit Pont zum linken Ufer. Die beiden im Zentrum liegenden Inseln Île de la Cité und Île Saint-Louis boten sich für Brückenschläge zwischen Norden und Süden an.
Die nicht mehr existierende Grand Pont war im Mittelalter die Pariser Hauptbrücke zur Flussinsel. Heute steht dort die Pont au Change. Erbaut wurde sie 861 – 862. Sie ersetzte die vermutlich beschädigte Pont Notre Dame. Diese stand geschützt durch ein Kastell auf der Nordseite an der Römerstraße von Soissons nach Orléans. Die Grand Pont wurde im Jahr 886 durch die Pont des Planches de Milbray ersetzt. Das noch existierende Gegenstück auf der anderen Inselseite ist die Petit Pont. Immer wieder wurden die Brücken durch Eisgang und Hochwasser beschädigt oder fortgerissen. Deshalb wurde ab 1587 die erste Steinbrücke, die Pont Neuf, errichtet. Sie ist heute die älteste Brücke in Paris.
1313 baute man die ersten Uferbefestigungen, den Quai de Nesle (heute Quai de Conti) und den Quai des Grands Augustins, an deren oberen Ende die Pont Saint-Michel als Steinbrücke gebaut wurde.
Die Pont Marie hat ihren heutigen Namen nach dem Bauunternehmer Christophe Marie. Sie wurde 1635 fertiggestellt und war ursprünglich mit Häusern bebaut, was damals üblich war. Am 1. März 1658 wurde die Brücke mitsamt den sich auf ihr befindlichen 20 Häusern und 60 Bewohnern vom Hochwasser weggerissen. 1660 wurde ein Ersatz aus Holz errichtet. 1670 wurden die zwei zerstörten Bögen ohne Häuser darauf wieder aufgemauert. Danach wurde die Hausbebauung auf Brücken in Paris verboten.
Neben den drei mittelalterlichen Brücken zur Île de la Cité (Pont Neuf von 1607, Pont au Double von 1626, Pont Marie von 1635) existiert heute noch die Pont Royal, die im Bereich des Louvre eine 1689 eine ältere Fährverbindung ersetzte.

### Neuzeit

#### 19. Jahrhundert
Das 19. Jahrhundert kann aus heutiger Sicht die große Zeit des Brückenbaus in Paris genannt werden. Die meisten Brücken wurden in dieser Zeit, u. a. in Vorbereitung auf die Weltausstellung Paris 1900, aus Eisen bzw. Stahl errichtet und seither benutzt. Ihre stilistische Ausformung ist deshalb oft durch Elemente der Gründerzeit geprägt. Ein Teil wurde inzwischen am gleichen Ort wieder rekonstruiert, praktisch alle wiederholt renoviert. Ein Teil der neuen Brücken dienten dem neuen Verkehrsmittel Schiene. Nur wenige Brücken kamen am Anfang des 20. Jahrhunderts oder später noch dazu. Die meisten Veränderungen ergaben sich durch den Zubau von Straßenspuren – was oft zu einer Verdoppelung der Bauwerke in der Breite führte. Auch die Trennung von Straßenfläche und Gehwegen sind ein häufiger Eingriff gewesen.

#### 20. Jahrhundert
Das Seinehochwasser 1910 richtete erhebliche Schäden an.
Im Ersten und Zweiten Weltkrieg wurden einige Brücken durch Bombardierung der eigenen Alliierten beschädigt, die den deutschen Besatzern schaden sollten. Im Ersten Weltkrieg bereitete General Gallieni, der Militärgouverneur von Paris, die Sprengung aller Seinebrücken vor. Im Zweiten Weltkrieg wurden 14 Seinebrücken beim Angriff am 22. Juni 1944 zerstört.
Am Kriegsende konnte die angeordnete und von den Deutschen für den 24./25. August 1944 vorbereitete Sprengung der Brücken verhindert werden (vgl. La Libération). Nach der Räumung durch das deutsche Militär kam es in der Nacht vom 26. auf den 27. August noch zu einem Luftangriff.

#### 21. Jahrhundert
Die jüngste Brücke ist die Passerelle Simone-de-Beauvoir (Baujahr 2006).

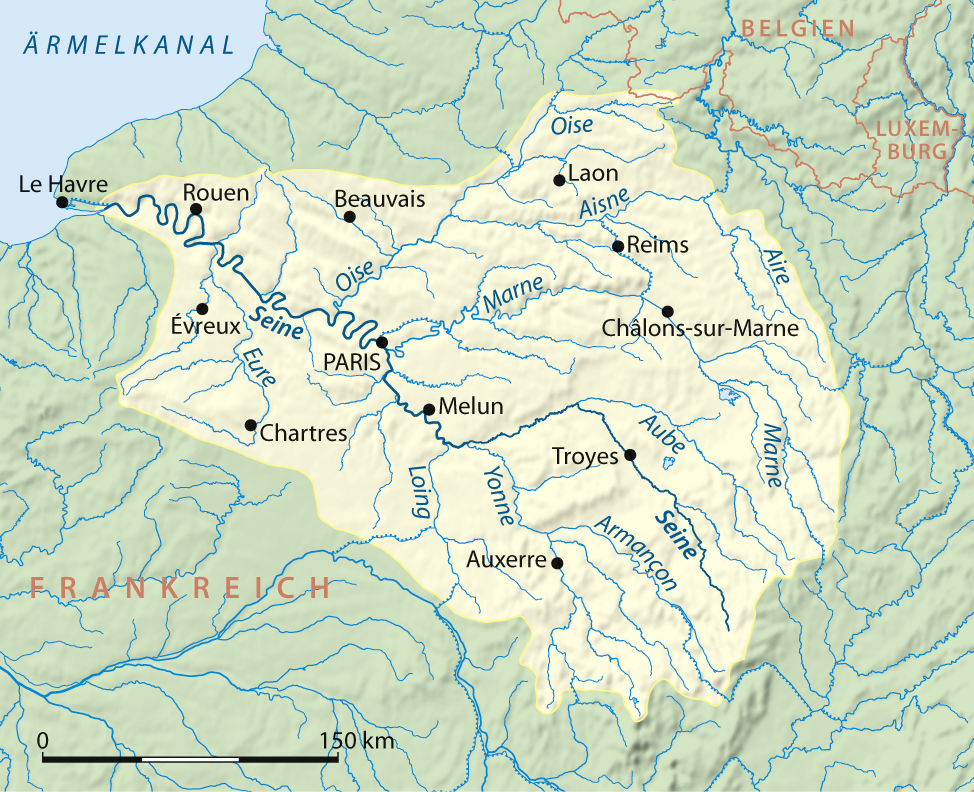
Zuflüsse und Verlauf der Seine

Flusslauf der Seine in der Île-de-France

## Seinebrücken in Paris

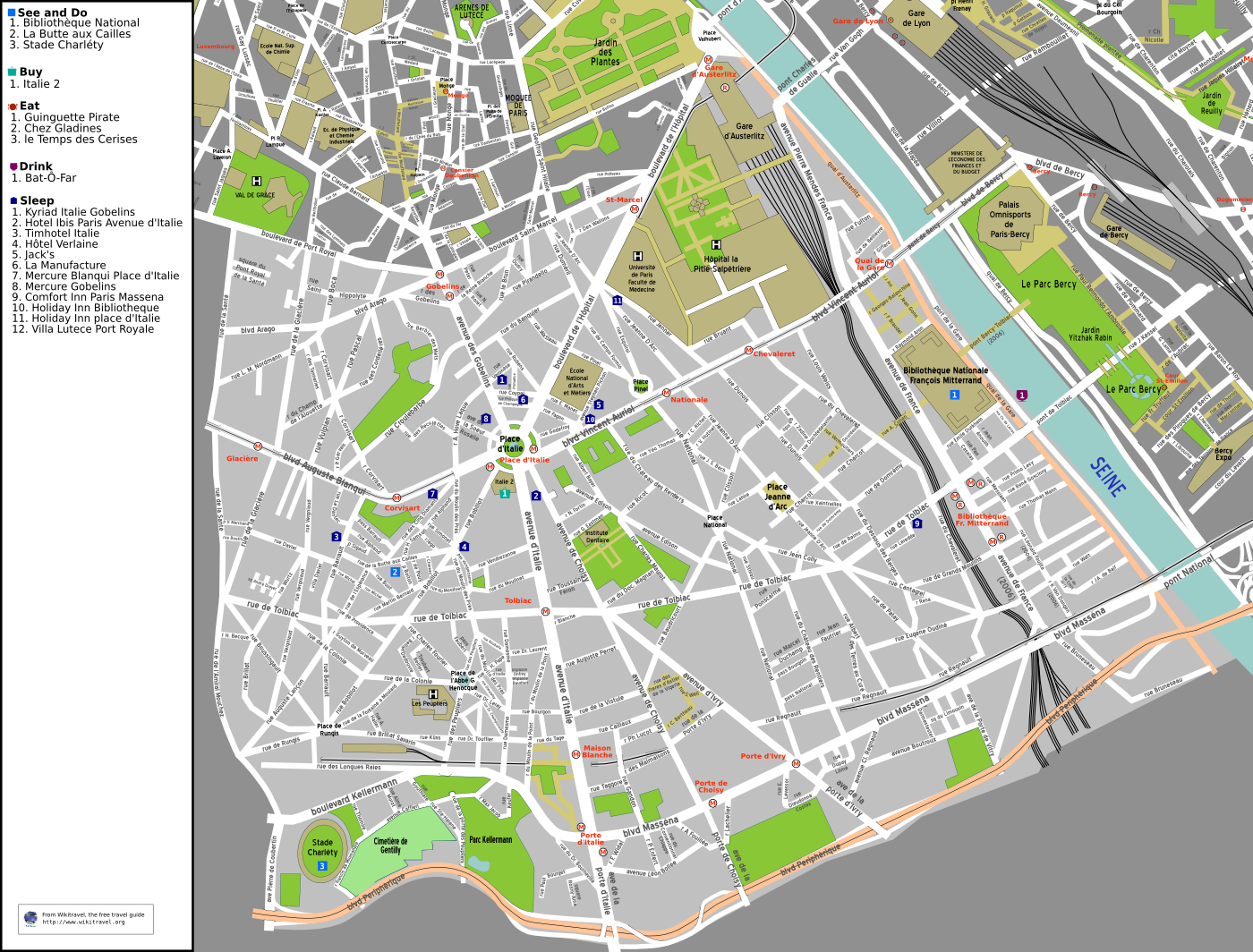
Plan des 13. Arrondissements
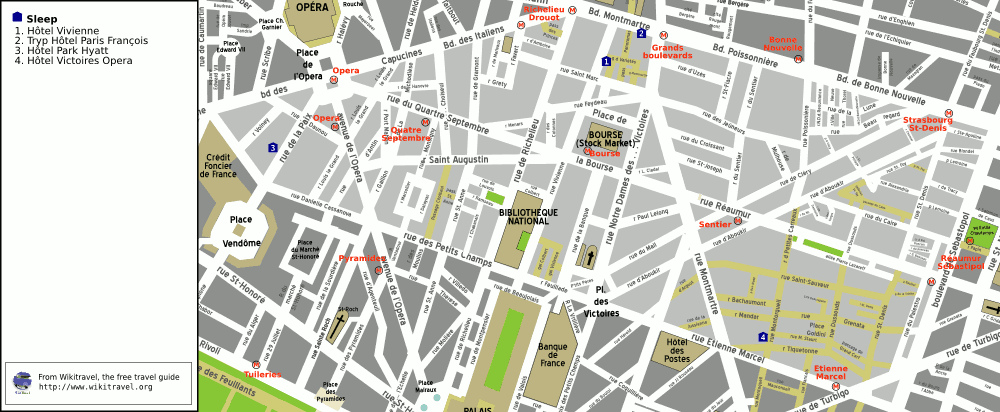
Plan des 2. Arrondissements
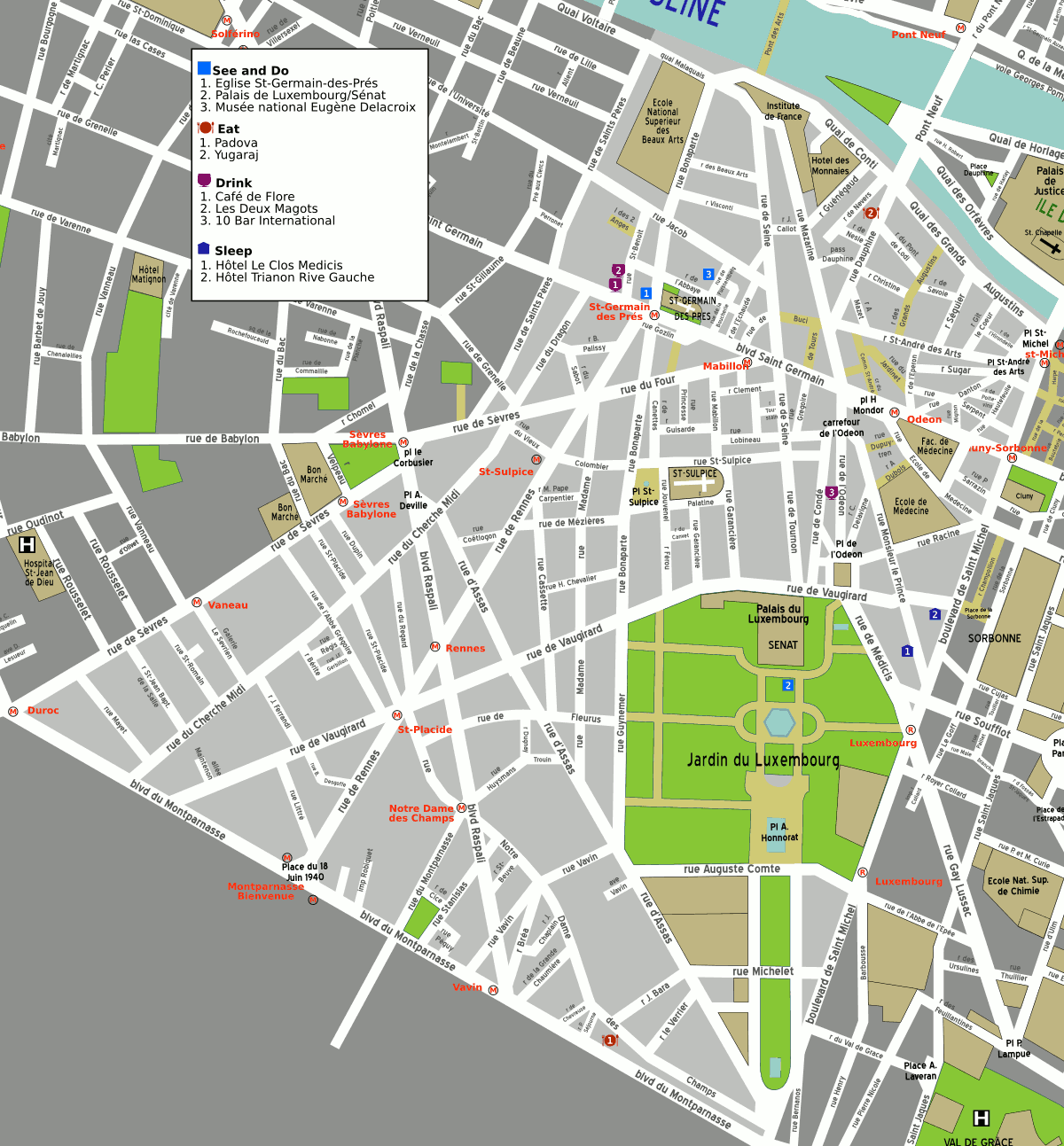
Plan des 6. Arrondissements
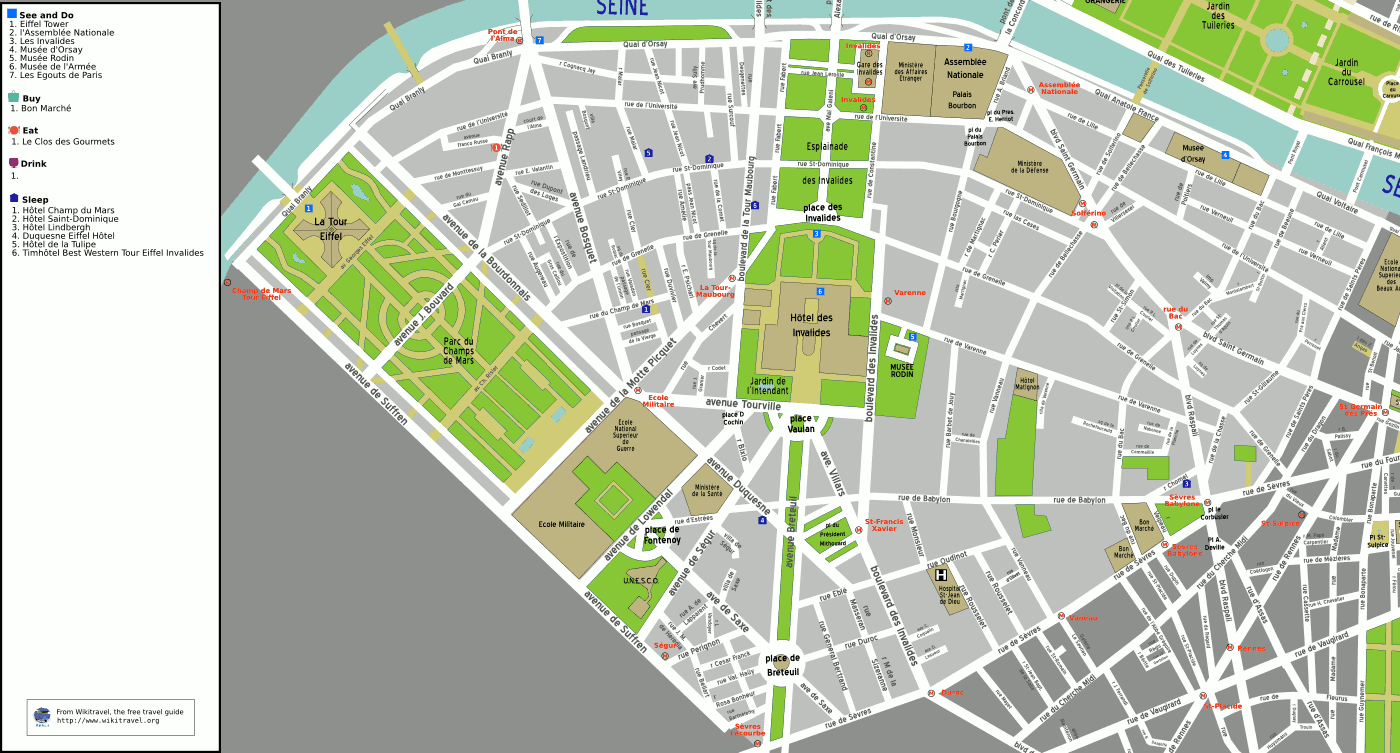
Plan des 7. Arrondissements
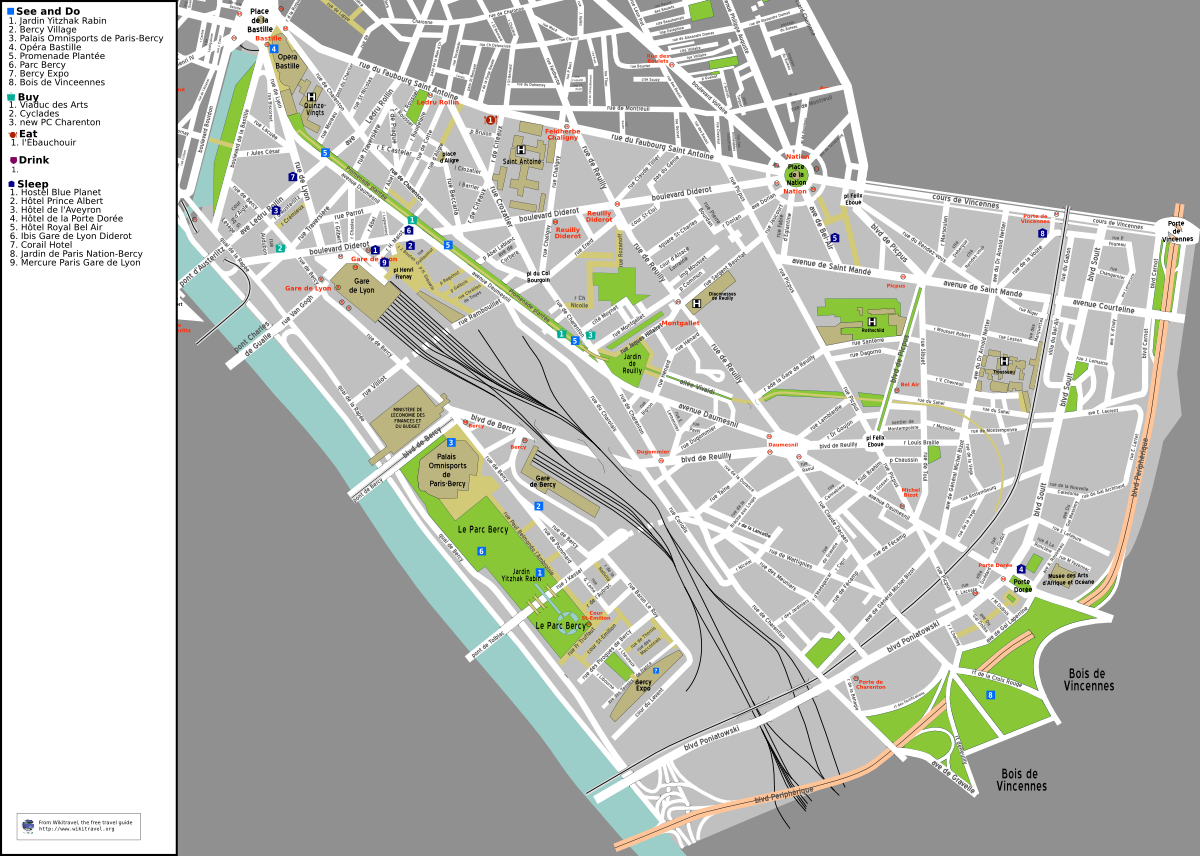
Plan des 12. Arrondissements
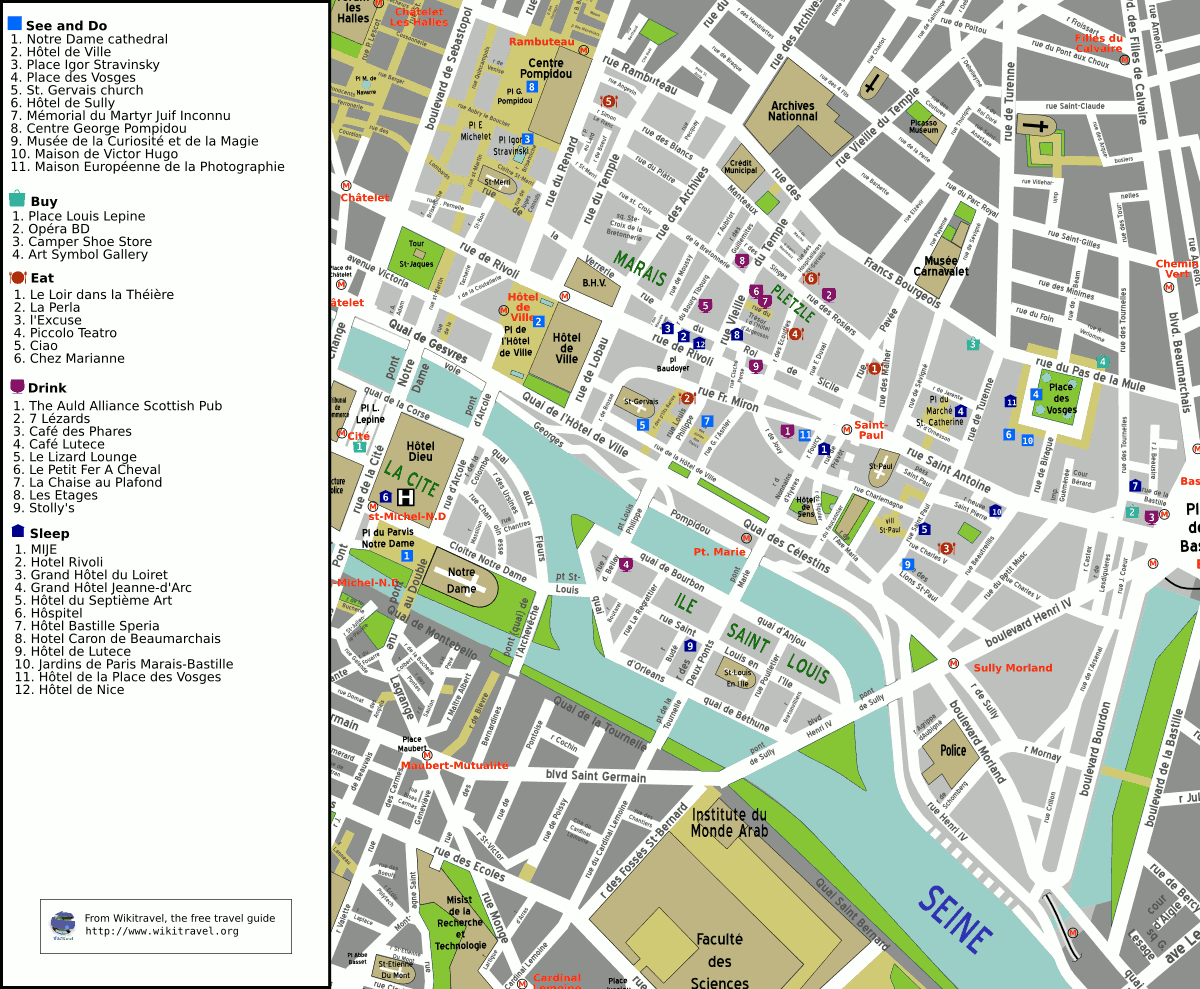
Plan des 4. Arrondissements
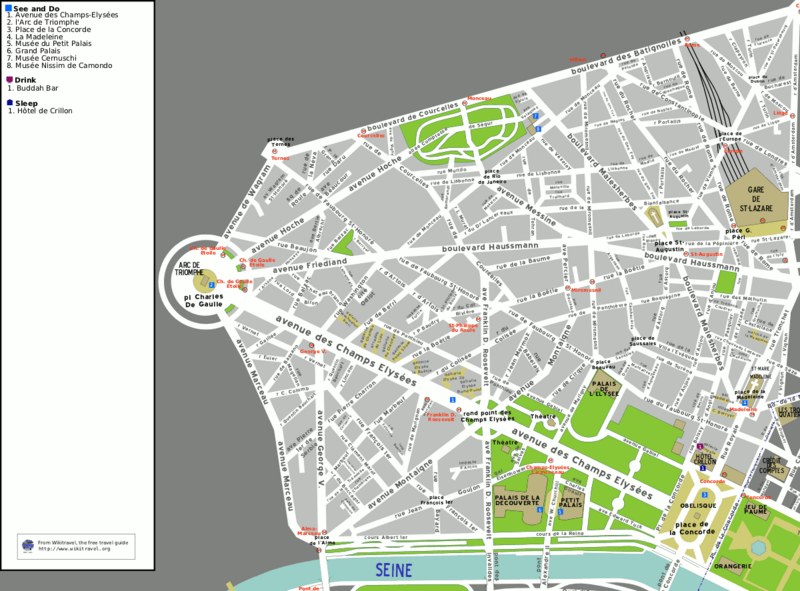
Plan des 8. Arrondissements
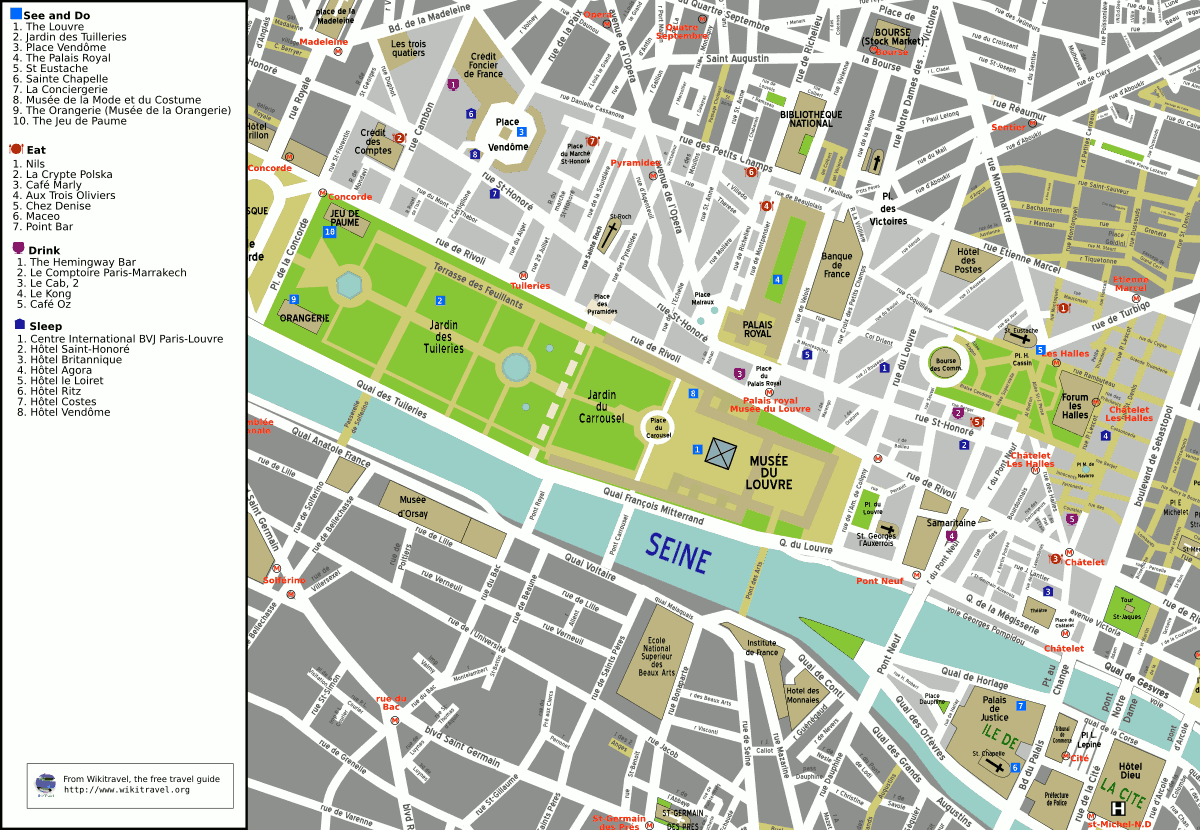
Plan des 1. Arrondissements

Die Seine fließt im Großraum Paris (Agglomeration Île-de-France) ab der Einmündung der Marne bei Vincennes im Pariser Becken in einem weiten Linksbogen von Südosten durch das Zentrum, um dann in einer engen Rechtskurve bei Boulogne-Billancourt sich wieder bis Saint-Denis nach Norden zu biegen und dabei noch einmal die City von Norden zu umfassen. Danach biegt sie in einem Bogen um Colombes/Villeneuve-la-Garenne erneut nach Nordwesten ab, um sich dann weiter Richtung Ärmelkanal zu schlängeln. Im weiteren Stadtgebiet überspannen 37 Brücken die Seine und verbinden die zentralen Arrondissements (Stadtbezirke). Zu abweichenden Zahlen führt die Berücksichtigung oder Nichtberücksichtigung der Brücken, die auf eine der Inseln führen.

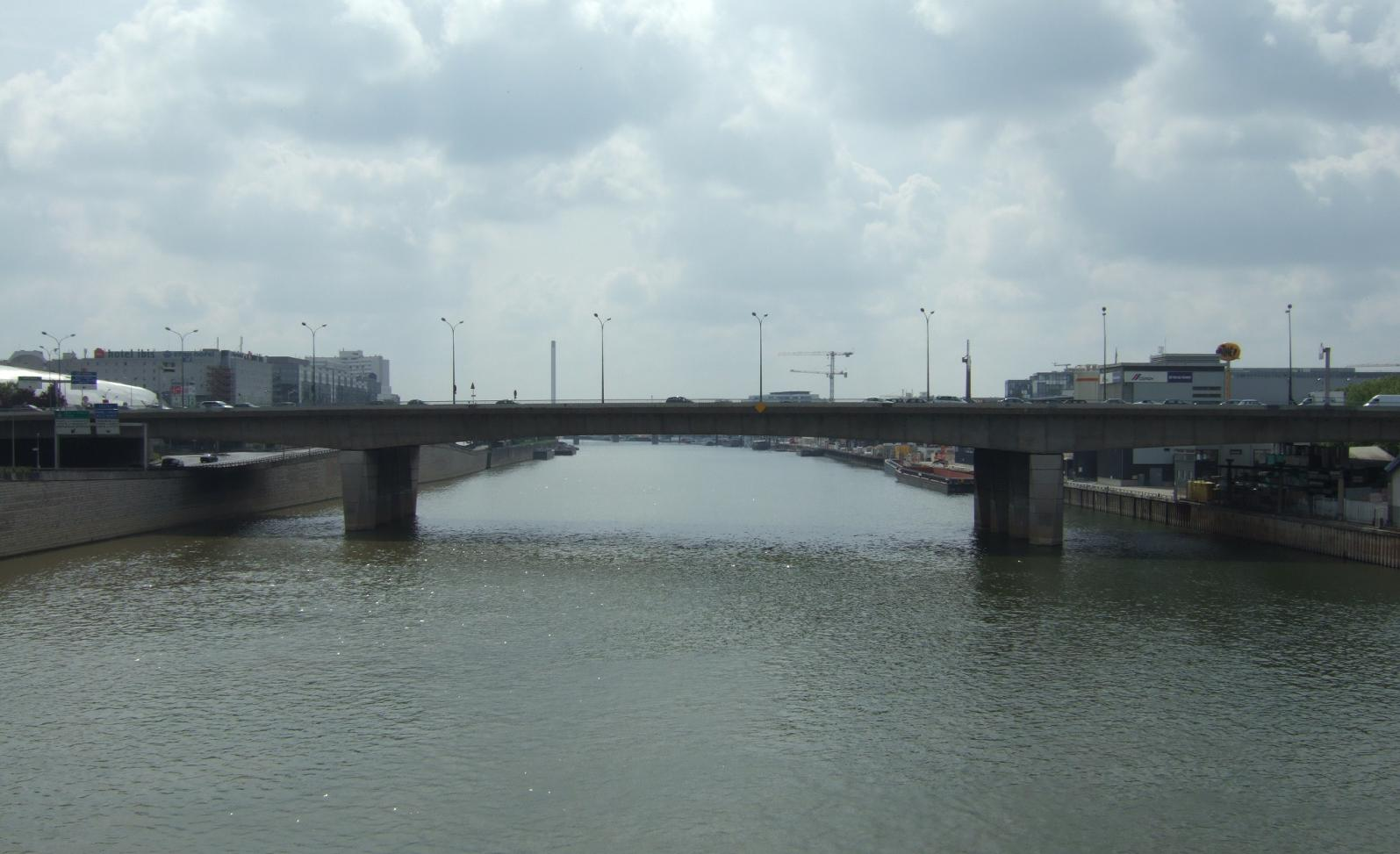
Blick von der Pont National auf die Pont Amont

### Pont Amont
Die Brücke hat keinen offiziellen Namen. Es ist aber flussaufwärts gesehen die letzte Brücke vor Verlassen des Pariser Stadtgebiets, deswegen hat sie vom Volksmund die Bezeichnung Pont Amont (d. h. Flussaufwärts-Brücke) erhalten. Sie wurde in den Jahren 1967–69 erbaut und führt den Pariser Autobahnring Boulevard périphérique östlich über die Seine. Die Brücke ist mit einer Länge von 270 m die zweitlängste Seinebrücke innerhalb von Paris. Die nördliche Dehnungsfuge der Brücke dient als Nullpunkt für die Kilometereinteilung auf dem Boulevard périphérique.

### Pont National

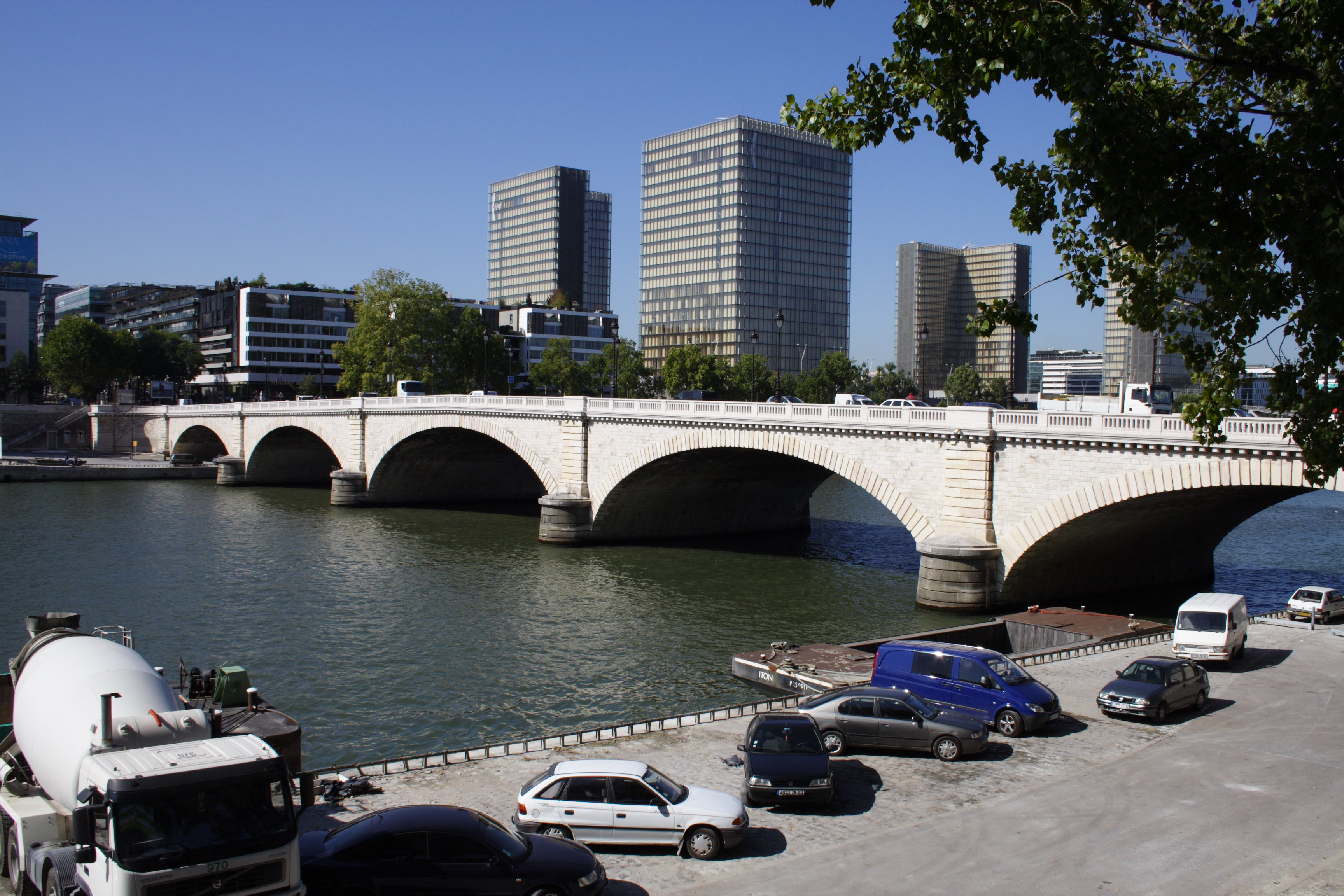
Pont de Tolbiac (dahinter die Nationalbibliothek)

Über 189 m Länge verbindet die Pont National den Boulevard Poniatowski am rechten Seineufer mit dem Boulevard Masséna. Sie diente auch dem Eisenbahnverkehr auf dem Inneren Gürtel. Sie wurde 1853 bzw. 1944 errichtet.

### Pont de Tolbiac

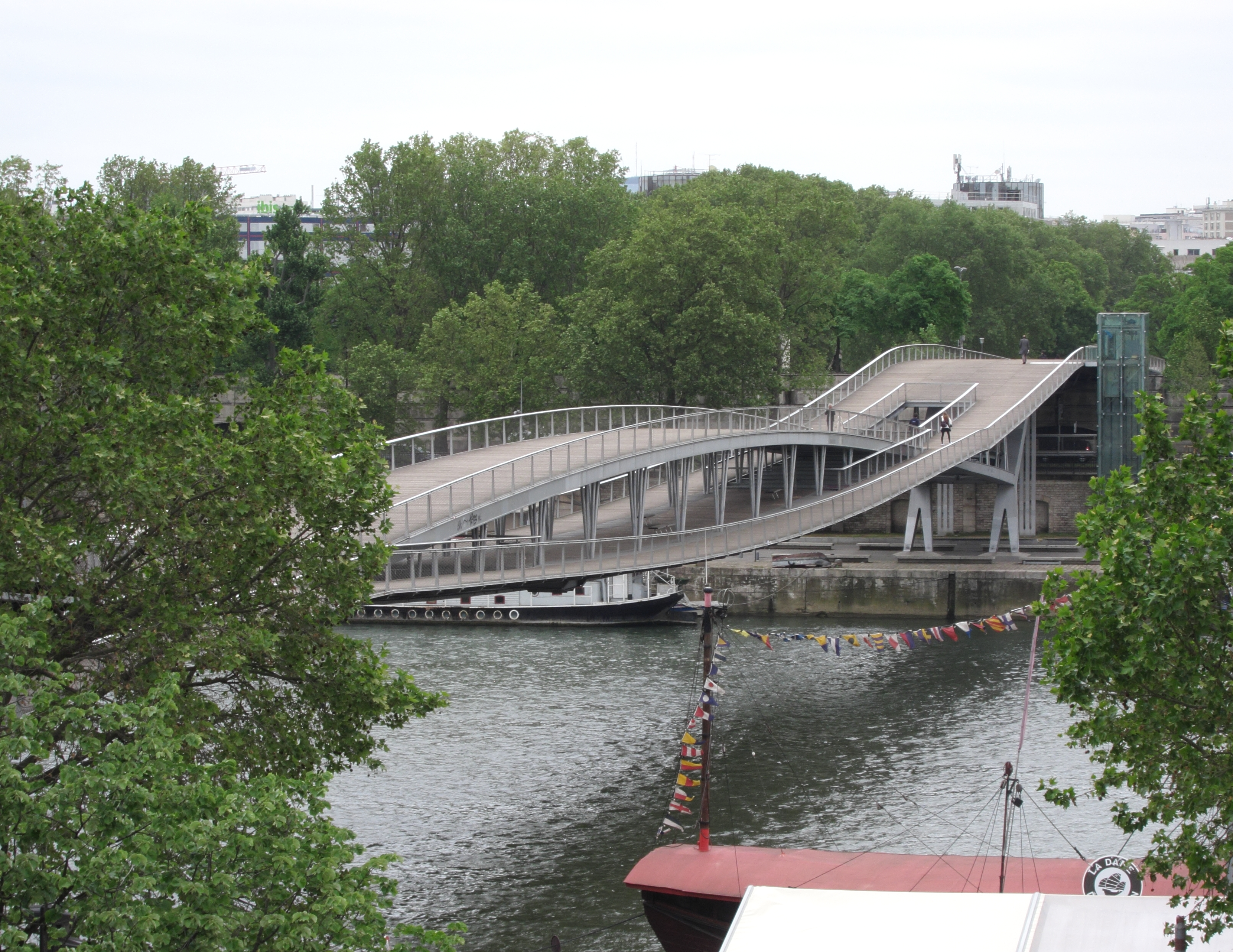
Nach Simone de Beauvoir benannter Steg

Die Pont de Tolbiac wurde 1882 eröffnet. Sie hat fünf Bögen mit den Maßen von 29 m, 32 m, 35 m, 32 m und 29 m Spannweite. Der Entwurf stammt von Bernard und Pérouse.

### Passerelle Simone-de-Beauvoir
Die Passerelle Simone-de-Beauvoir ist eine 12 Meter schmale, teilweise zweigeschossige Fußgängerbrücke, die als Kombination aus Bogen- und Hängebrücke ohne Strebepfeiler die Seine überspannt. Ihre ungewöhnliche äußere Form erinnert etwas an die DNA-Struktur.
Sie ist 194 Meter lang, ihr Baujahr ist 2006. Damit ist sie die jüngste Seine-Brücke im Stadtgebiet. Architekt ist der Österreicher Dietmar Feichtinger. Benannt ist sie nach der insbesondere für die weltweite Frauenbewegung bedeutsamen Schriftstellerin Simone de Beauvoir (1908–1986).

### Pont de Bercy

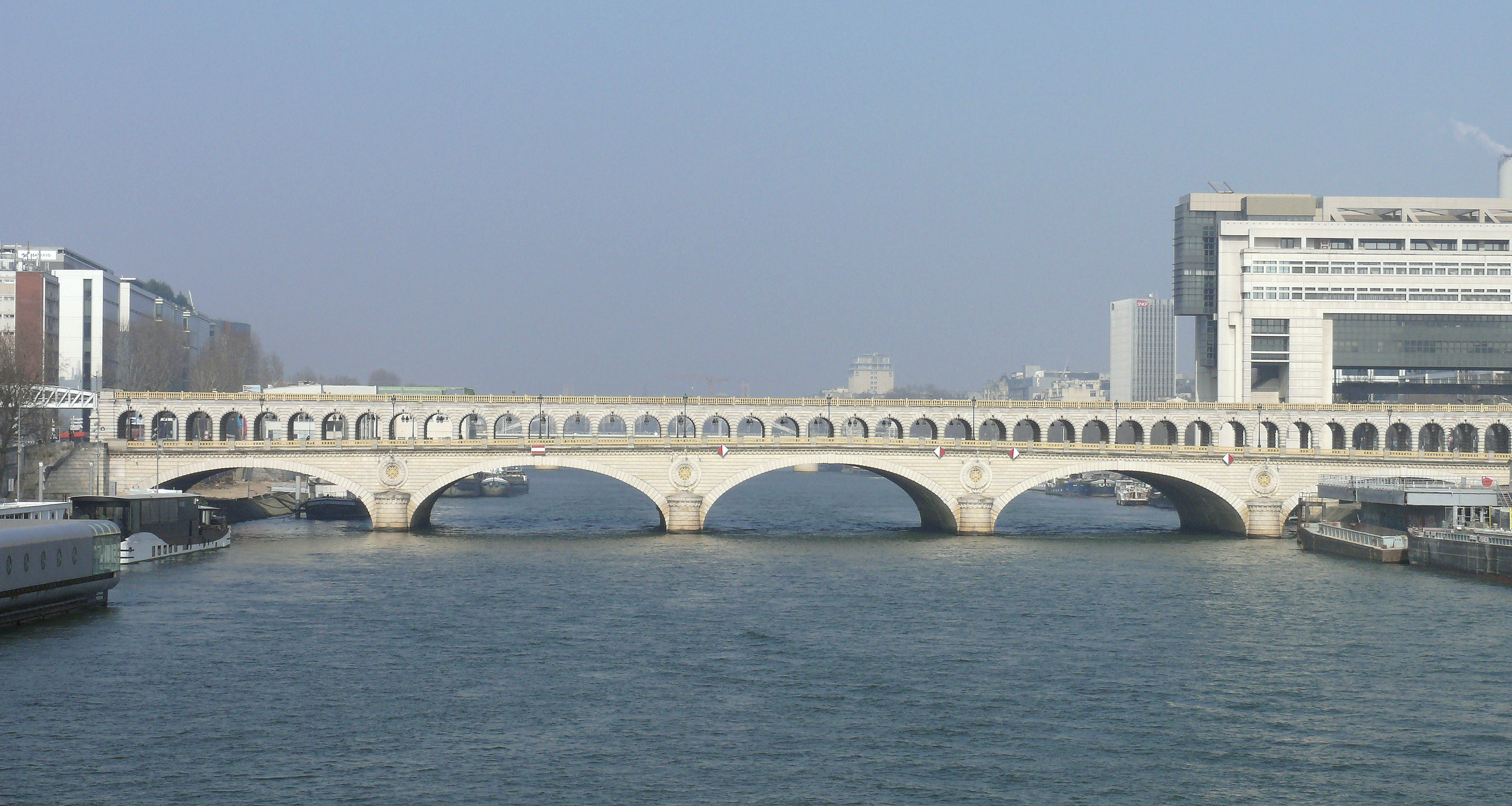
Pont de Bercy mit dem aufgesetzten Viadukt für die Métro; rechts das Finanzministerium

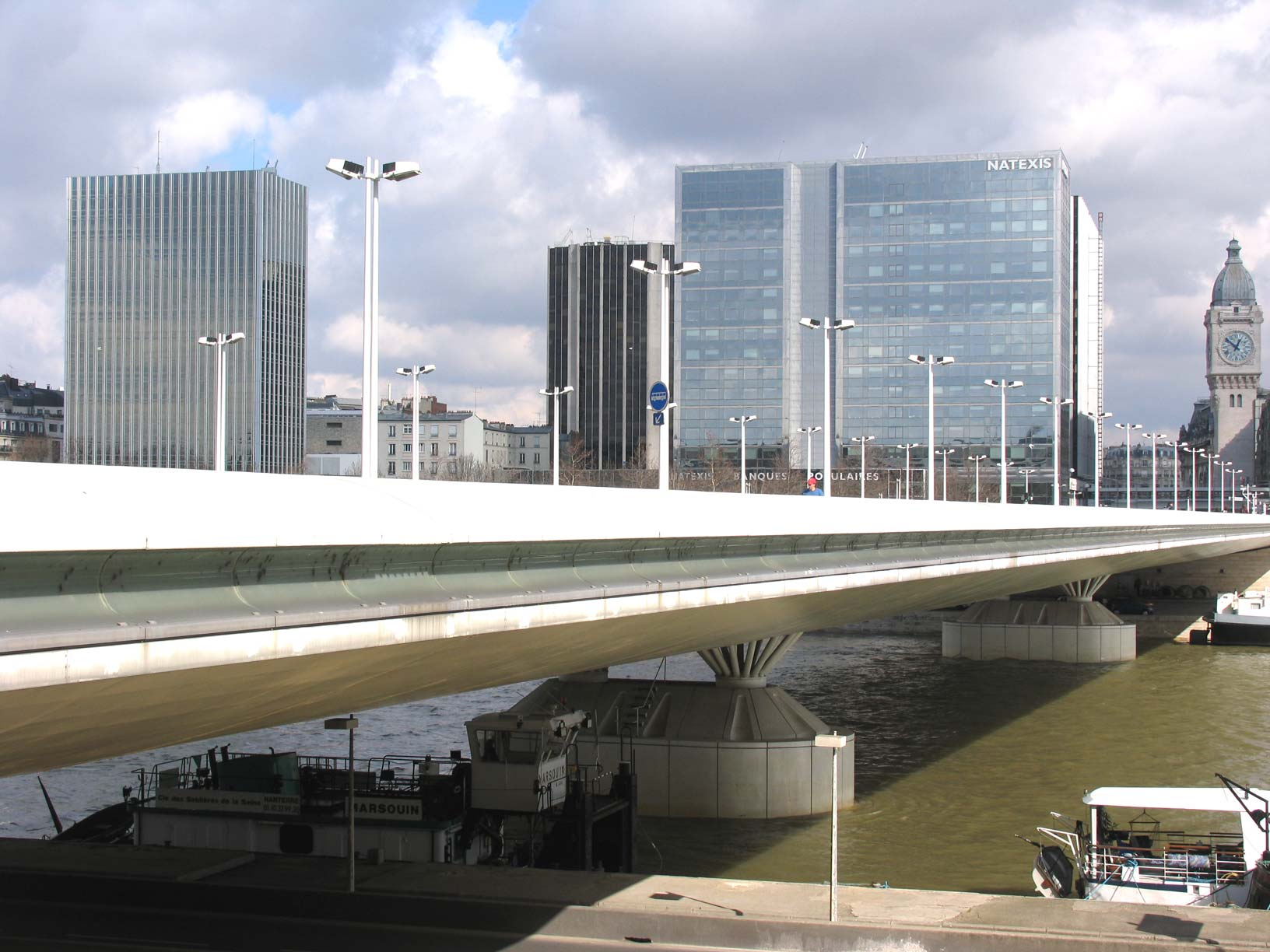
Pont Charles-de-Gaulle

1832 wurde ein Vorgängerbau der Pont de Bercy unter Louis-Philippe I. eröffnet, 1864 rekonstruiert und 1904 um 5,5 m verbreitert, um den Viadukt der Métrolinie 6 aufzunehmen. Sie verbindet das 12. und 13. Arrondissement. Die Verdoppelung der Brücke mit Renovierung der alten Teile erfolgte 1992.
Die Brücke ist 175 m lang und heute 40 m breit. Die ursprüngliche Brücke besteht aus gemauerten Bögen mit 29 m Spannweite, der Verbreiterungsbau von 1992 aus Spannbeton mit Steinverkleidung.

### Pont Charles-de-Gaulle
Die Pont Charles-de-Gaulle im Südosten ergänzt die Brücken Pont de Bercy und Pont d’Austerlitz seit 1996. Sie ist benannt nach dem General und Nachkriegspräsidenten Charles de Gaulle. Architekten waren Louis Arretche und Roman Karasinki, die Länge beträgt 207,75 m. Die Stahlbrücke ruht auf zwei Betonpfeilern mit einem Querschnitt, der an einen Flugzeugflügel erinnert. Sie ist am Quai d’Austerlitz und Quai de la Rapée gelegen.

### Viaduc d’Austerlitz

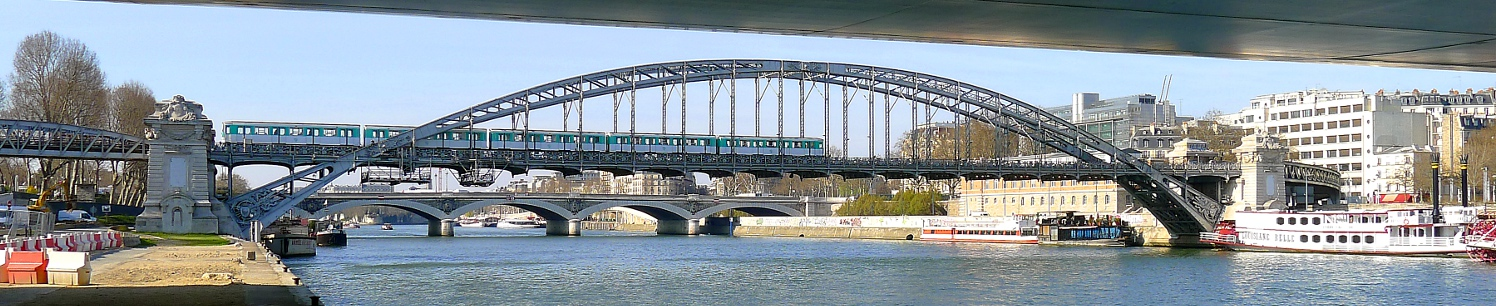
Viaduc d’Austerlitz

Die seit 1903 bestehende Brücke Viaduc d’Austerlitz steht seit 1986 unter Denkmalschutz. Es handelt sich um eine 140 m lange Eisenbahnbrücke, welche von der Métrolinie 5 benutzt wird.

### Pont d’Austerlitz

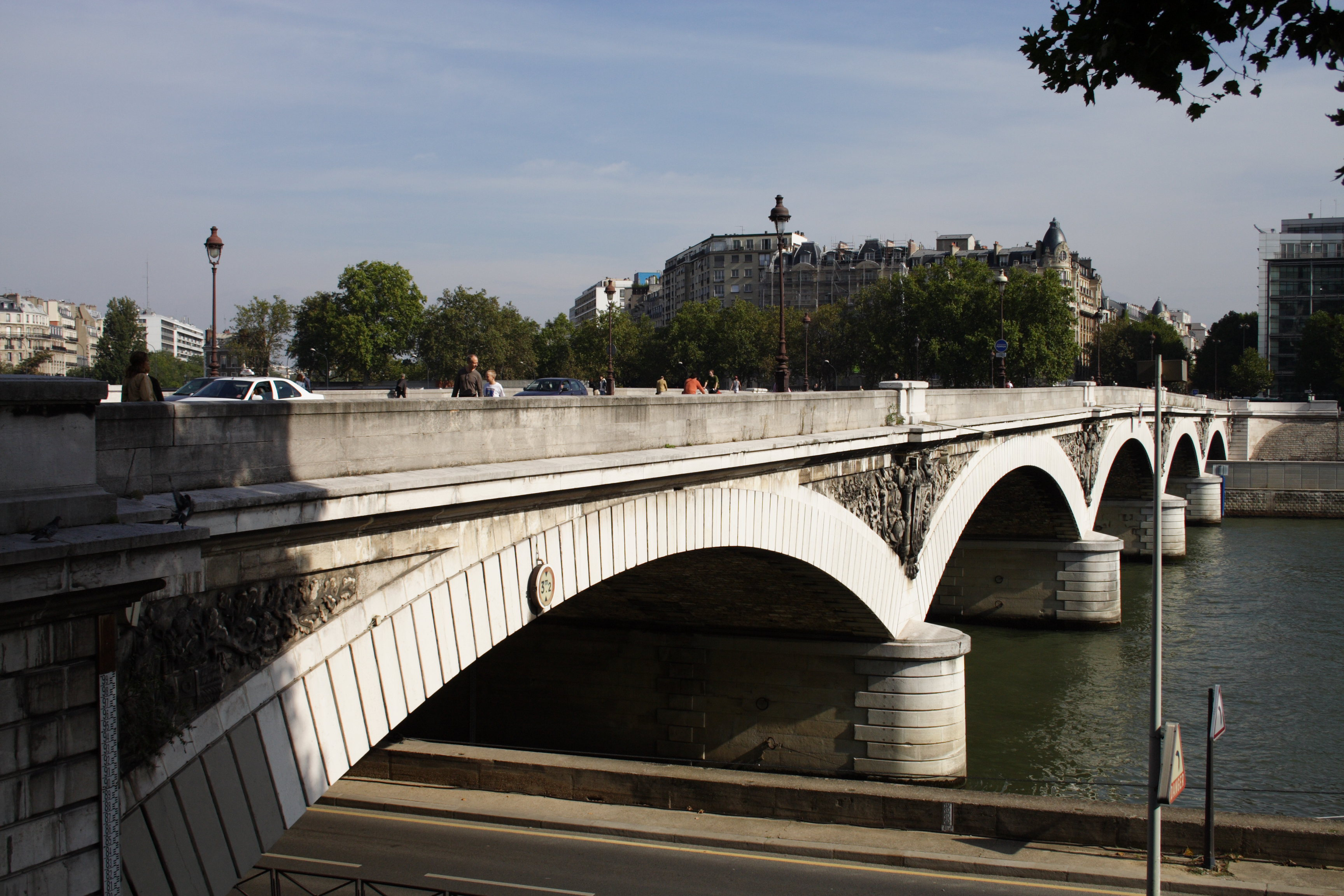
Blick auf die Pont d’Austerlitz

Die Pont d’Austerlitz existiert in ihrer jetzigen Gestalt seit 1885. 1806 wurde hier zunächst eine Eisenbrücke errichtet, deren Bögen sich auf vier gemauerten Pfeilern abstützten. 1854 wurde sie durch eine steinerne Brücke unter Beibehaltung der Pfeiler ersetzt und schließlich in den Jahren 1884–85 erheblich verbreitert.
Sie ist 174 m lang und hat heute eine Nutzbreite von 30 m. Die Fahrbahn ist 20 m, die beiden Gehsteige sind je 5 m breit.
Verwaltungsgrenze zwischen 12./13. und 4./5. Arrondissement
Île Saint-Louis
Die sechs zur und von der erst im 17. Jahrhundert bebauten Île Saint-Louis führenden Brücken sind im Westen der Insel zwei eigenständige, durch einen Straßenabschnitt des Boulevard Henri IV voneinander getrennte aber unter einem Namen zusammengefasste Brücken, die den Verkehr zwischen Nord- und Südufer aufnehmen (Pont de Sully), zwei den rechten Seinearm querende Brücken (Pont Marie und Pont Louis-Philippe), eine über dem linken Flussarm errichtete (Pont de la Tournelle) und die vorgenannte Fußgängerbrücke Pont Saint-Louis zur Île de la Cité. Hier beginnt seit 1991 flussabwärts das Gebiet des UNESCO-Weltkulturerbes bis zur Pont d’Iéna.

### Pont de Sully

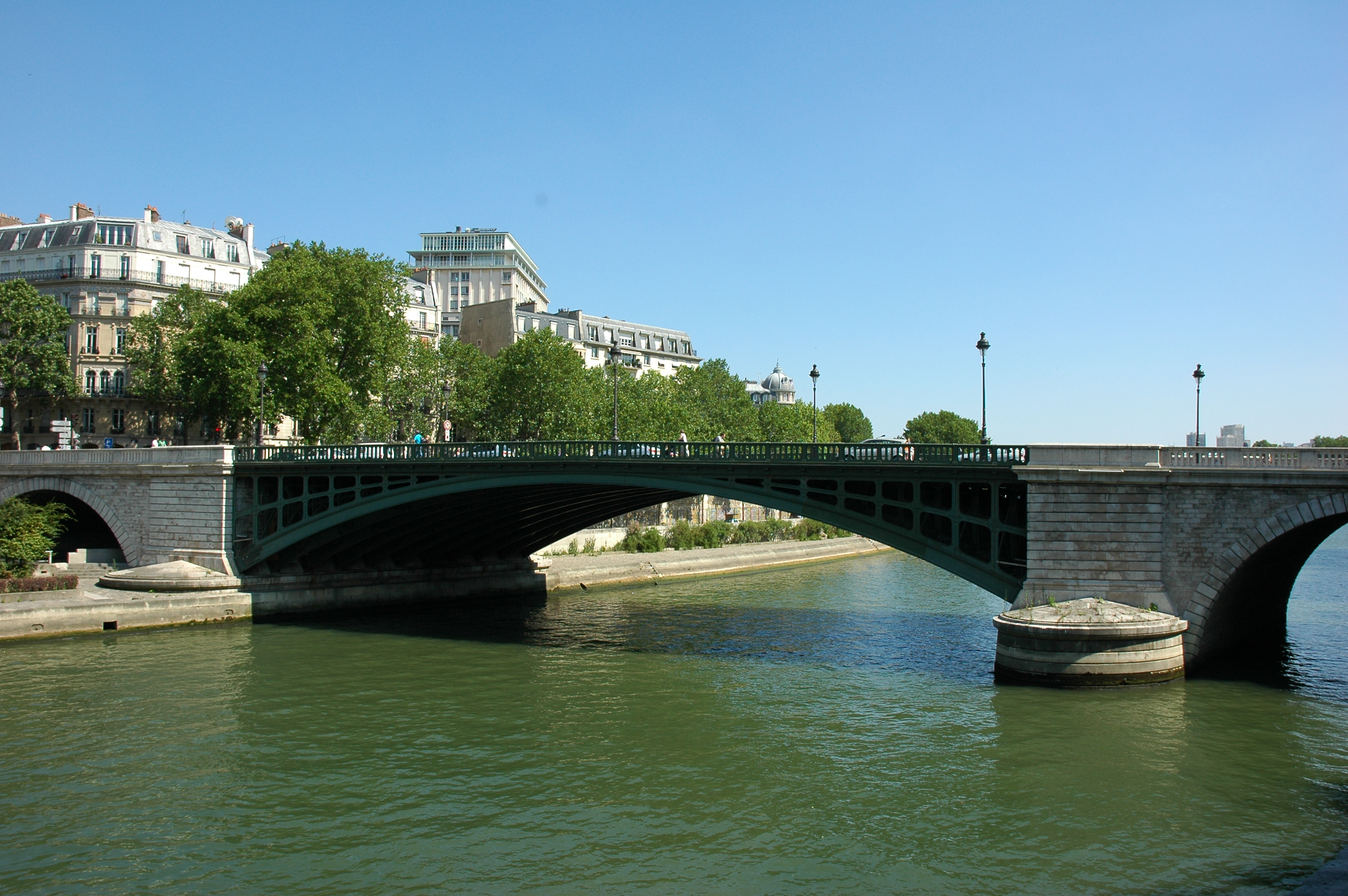
Pont de Sully

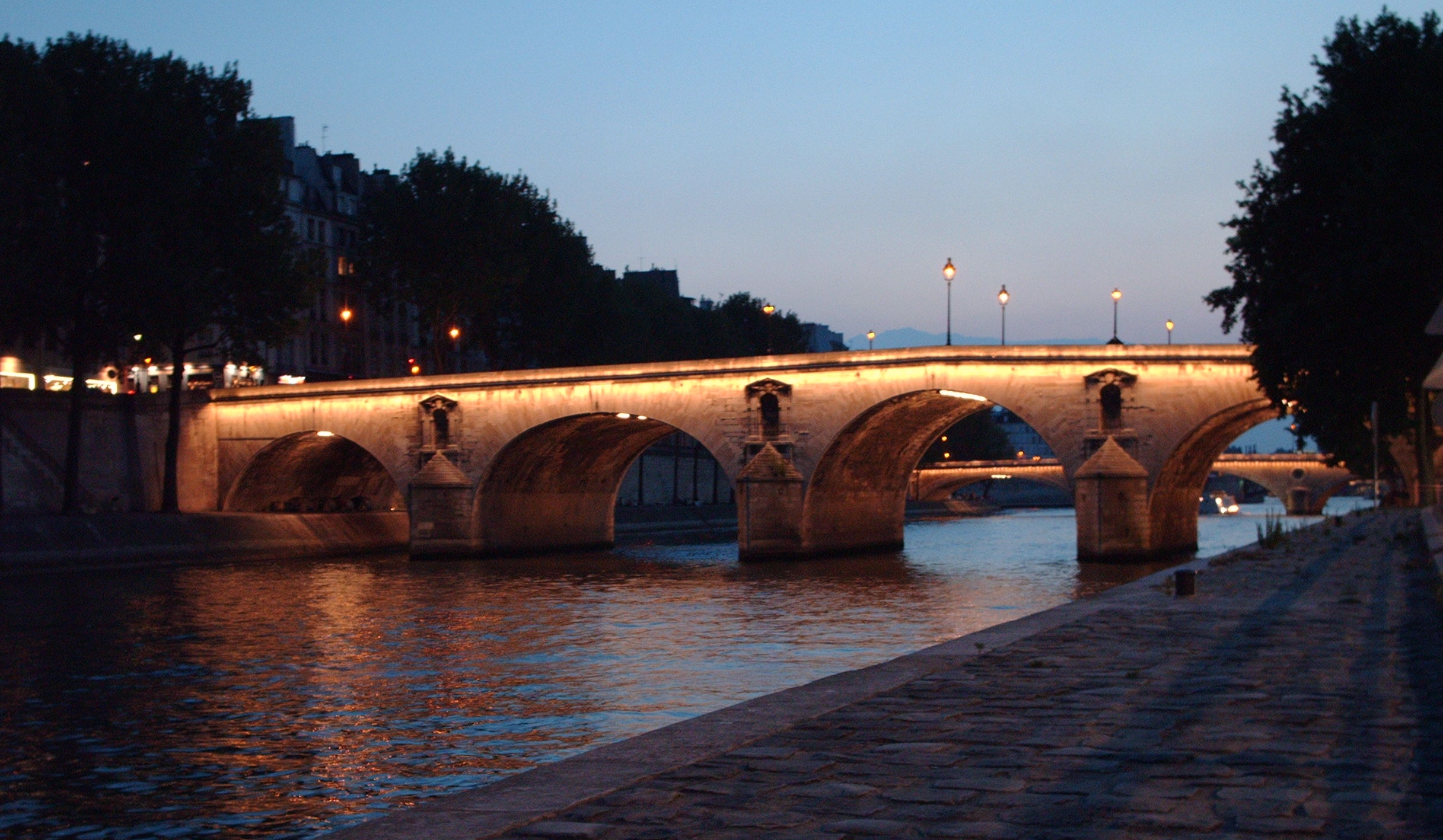
Pont Marie im Abendlicht

Die Pont de Sully wurde 1876 als Nachfolgebau von zwei Fußgängerbrücken, der Passerelle Damiette und der Passerelle Constantine, über zwei Arme errichtet. Sie verbindet den Boulevard Henri IV, rechtsseitig, mit dem Boulevard Saint-Germain und Quai Saint-Bernard. Sie ist benannt zu Ehren von Maximilien de Béthune, Duc de Sully und Minister von Henri IV
.

### Pont Marie

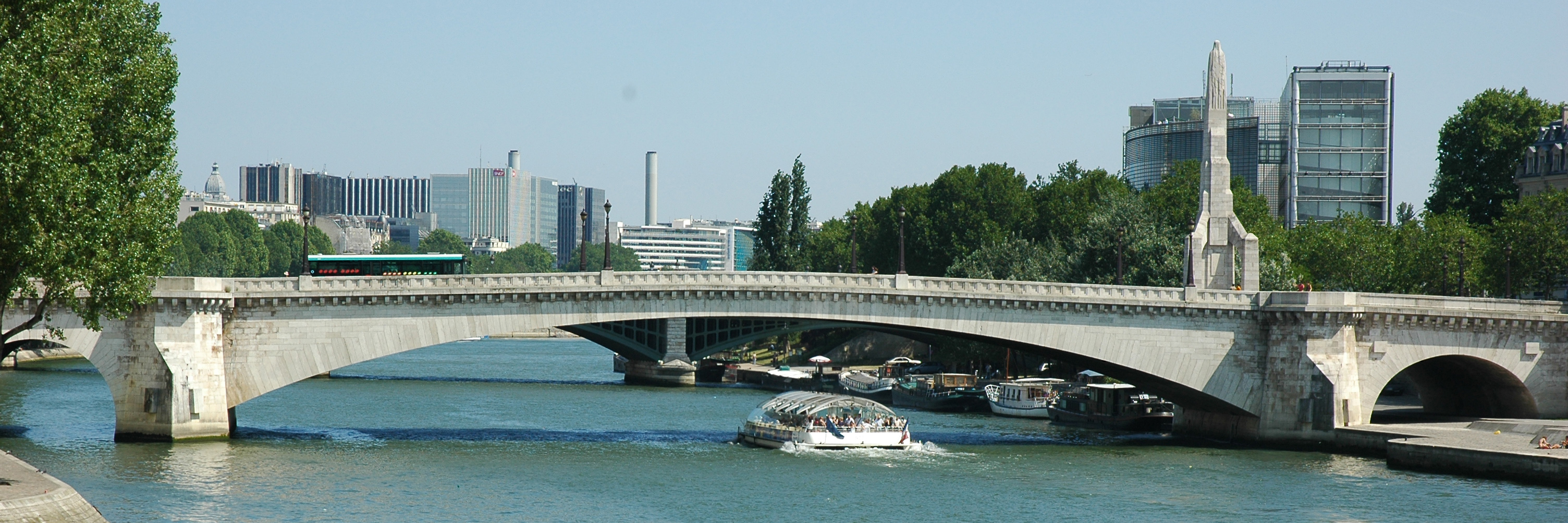
Pont de la Tournelle

Die Pont Marie hat ihren heutigen Namen nach dem Bauunternehmer Christophe Marie. Sie wurde 1635 fertiggestellt und war ursprünglich mit Häusern bebaut, was damals üblich war. Die Pont Marie erschließt die Île Saint-Louis zum rechten Ufer. Sie ist das Gegenstück zur Pont de la Tournelle zur linken Seineseite. Am 1. März 1658 wurde die Brücke mitsamt den sich auf ihr befindlichen 20 Häusern und 60 Bewohnern vom Hochwasser weggerissen. 1660 wurde ein Ersatz aus Holz errichtet. 1670 wurden die zwei zerstörten Bögen ohne Häuser darauf wieder aufgemauert. Die Brücke ist 92 m lang, die Straße ist 14,6 m breit mit zwei Bürgersteigen zu je 4 m Breite.

### Pont de la Tournelle

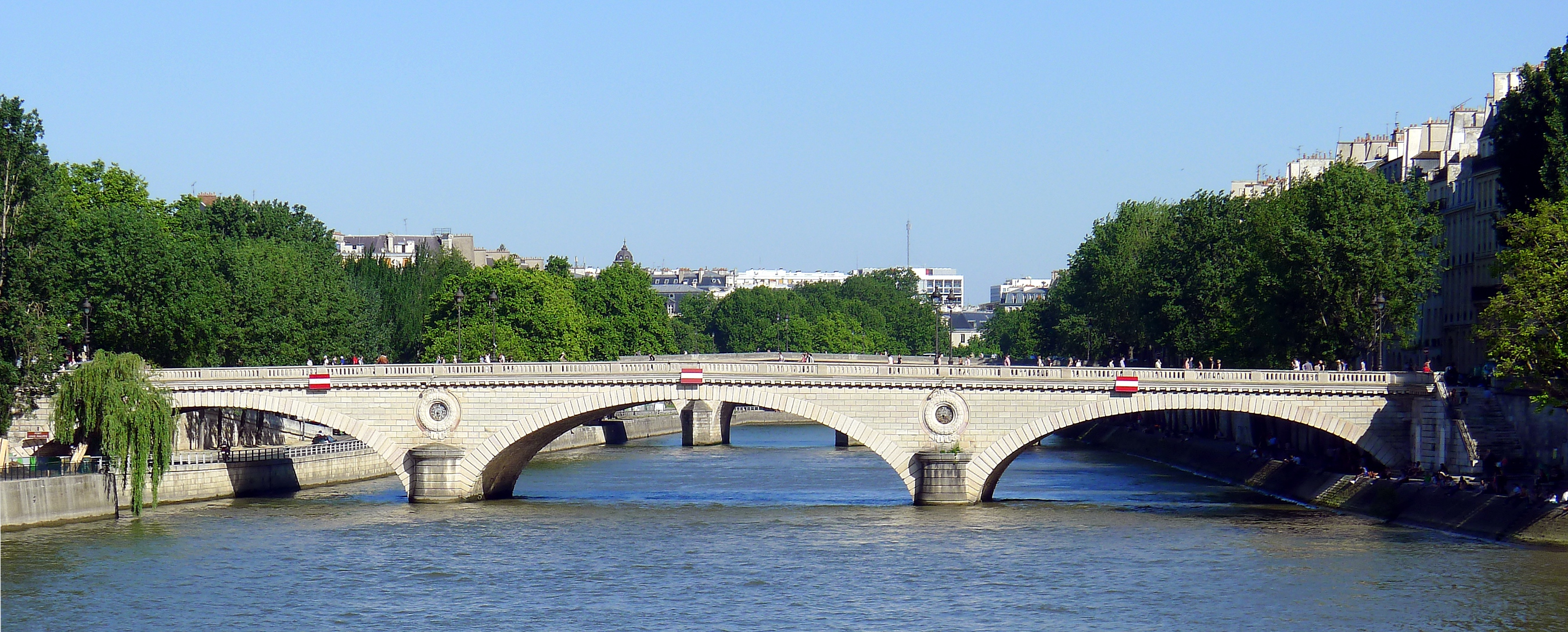
Blick von Westen auf die Pont Louis-Philippe

Die Pont de la Tournelle verbindet seit 1651 die Île Saint-Louis mit dem gleichnamigen Quai. An ihr wird seit 1759 der Pegelstand für Paris gemessen. Das Seinehochwasser 1910 erreichte einen Rekordpegel. Ihr Gegenstück auf der anderen Seite der Insel ist die Pont Marie.
Der Entwurf stammt von den Brüdern Louis und Pierre Guidetti. Die heutige Stahlbeton-Konstruktion stammt von 1930. Die Länge ist 122 m, die Breite 23 m, davon Straße 15 m und zwei Trottoirs von je 4 m. Die drei Bögen sind unsymmetrisch, der mittlere ist der weiteste. Auf dem Pfeiler zum rechten Ufer hin steht eine 14 m hohe Statue der Schutzpatronin von Paris, der heiligen Geneviève von Paul Landowski. Der Name Tournelle stammt von einem Turm der Stadtmauer Philipp Augusts aus dem 13. Jahrhundert.

### Pont Louis-Philippe
Diese im Jahr 1862 vollendete Brücke verbindet die Île Saint-Louis mit dem rechten Seine-Ufer. Die Pont Louis-Philippe ist 100 m lang und nur 15 m breit. Vorläufer war eine aus dem Jahr 1834 stammende Hängebrücke, die 1860 abgerissen wurde.
Île de la Cité

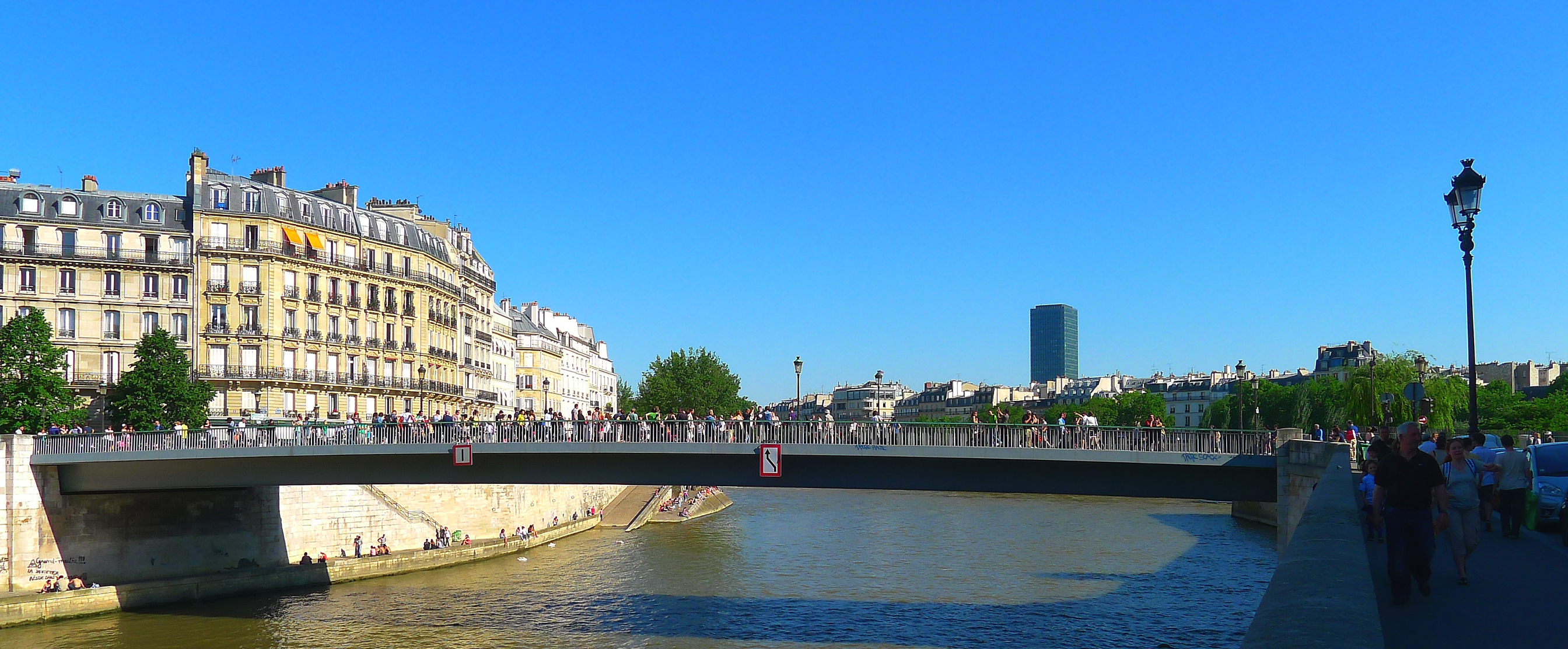
Pont Saint-Louis

Von den insgesamt neun Brücken der Île de la Cité stellt eine Fußgängerbrücke an der östlichen Inselspitze (Pont Saint-Louis) die Verbindung mit der benachbarten Île Saint-Louis her, sieben führen entweder nur zum rechten Ufer (in Fließrichtung Pont d’Arcole, Pont Notre-Dame, Pont au Change) oder nur zum linken (Pont de l’Archevêché, Pont au Double, Petit Pont, Pont Saint-Michel), während die auf der Westspitze aufliegende Brücke (Pont Neuf, deutsch "Neue Brücke"), die ungeachtet ihres Namens die älteste der in Paris bestehenden Brücken ist, die Überquerung der beiden Seinearme gestattet.

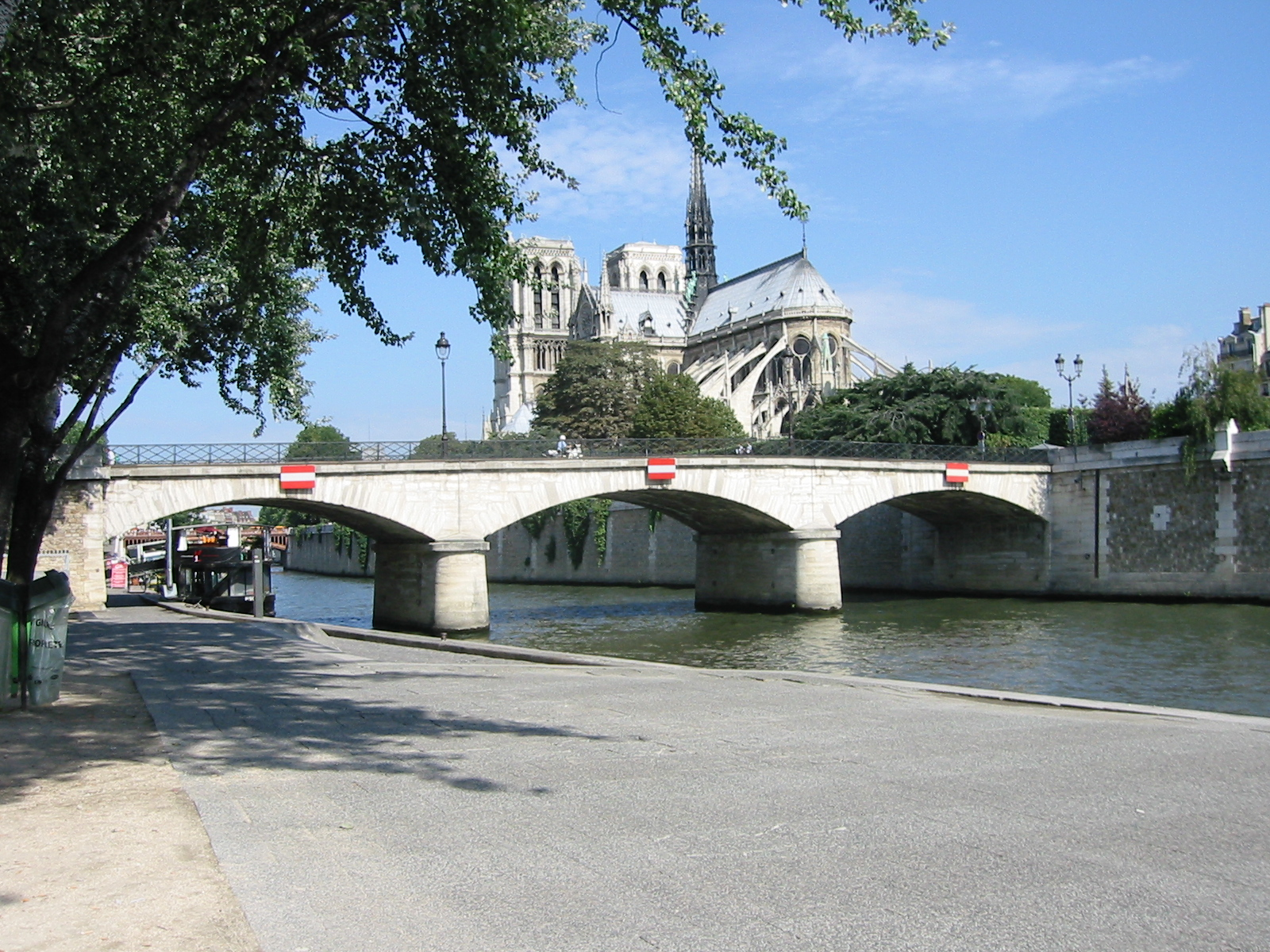
Pont de l’Archevêché

### Pont Saint-Louis
Die Pont Saint-Louis verbindet seit 1970 die Seine-Inseln Île Saint-Louis mit der Île de la Cité. Die Länge dieser Stahlbrücke beträgt 67 m, die Breite 16 m.
Es ist die siebte im Laufe der Jahrhunderte zwischen den beiden Inseln geschaffene Brücke. Die erste, allgemein Pont de Bois (deutsch: Holzbrücke), offiziell Pont Saint Landry genannt, entstand bereits 1634 etwas weiter nördlich, zwischen dem Quai de Bourbon und einem kleinen Platz, von dem die Rue des Chantres und die Rue Basse du port (heute: Rue des Ursins) abzweigten.

### Pont de l’Archevêché
Die Pont de l’Archevêché verbindet die Île de la Cité mit dem linken Ufer.

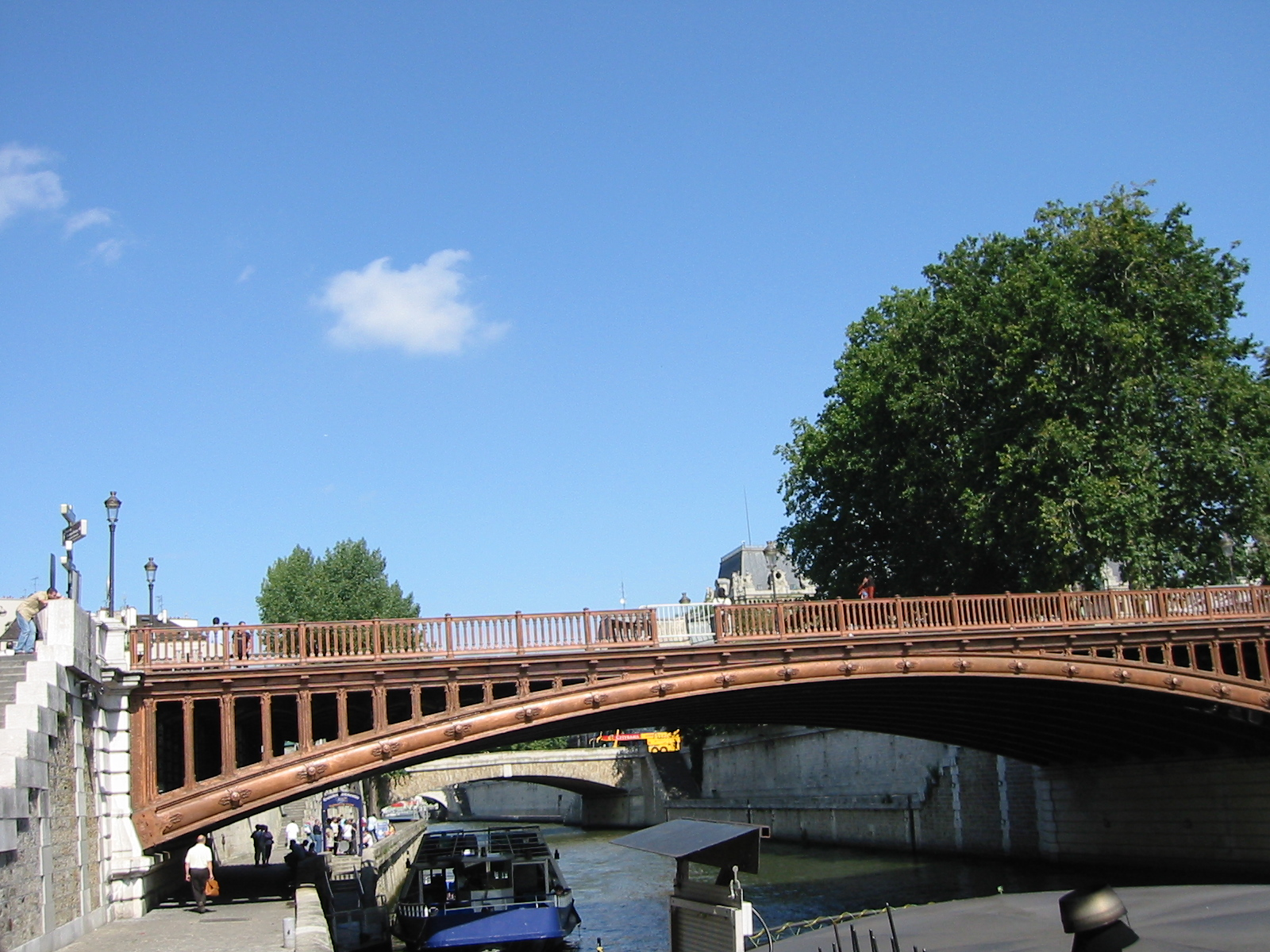
Pont au Double

### Pont au Double
Die Pont au Double verbindet die Île de la Cité mit dem linken Ufer über den schmalen Arm der Seine. Ihren Namen hat die Brücke von der Maut, die beim Überqueren gezahlt werden musste: ein doppelter Denier.

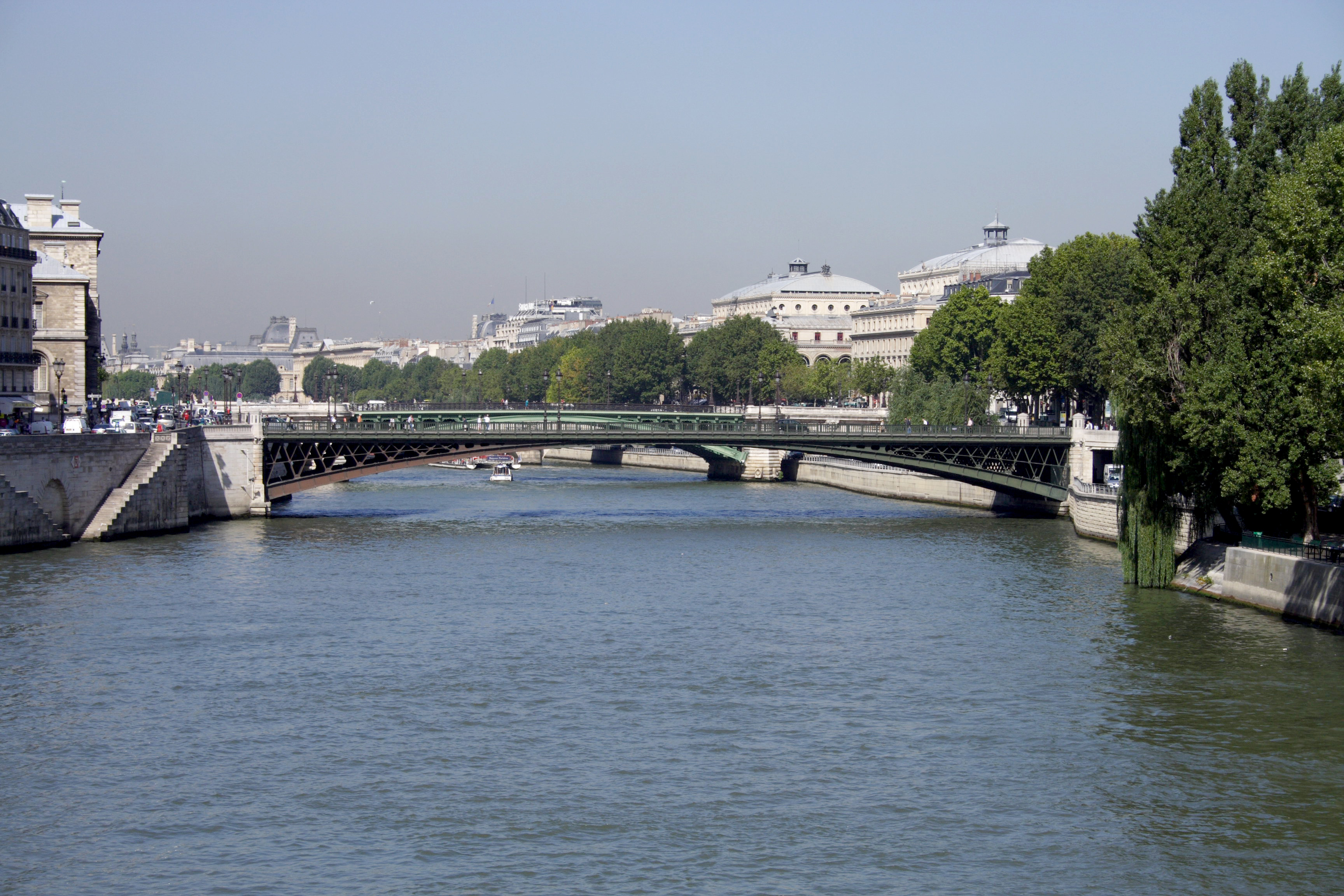
Pont d’Arcole

### Pont d’Arcole
Die Pont d’Arcole ist eine Bogenbrücke aus Schmiedeeisen und verbindet die Île de la Cité mit dem rechten Ufer (Rive droite). Entworfen von Alphonse Oudry und Nicolas Cadiat löste diese Brücke 1856 eine reine Fußgängerbrücke als Vorgängerin ab.

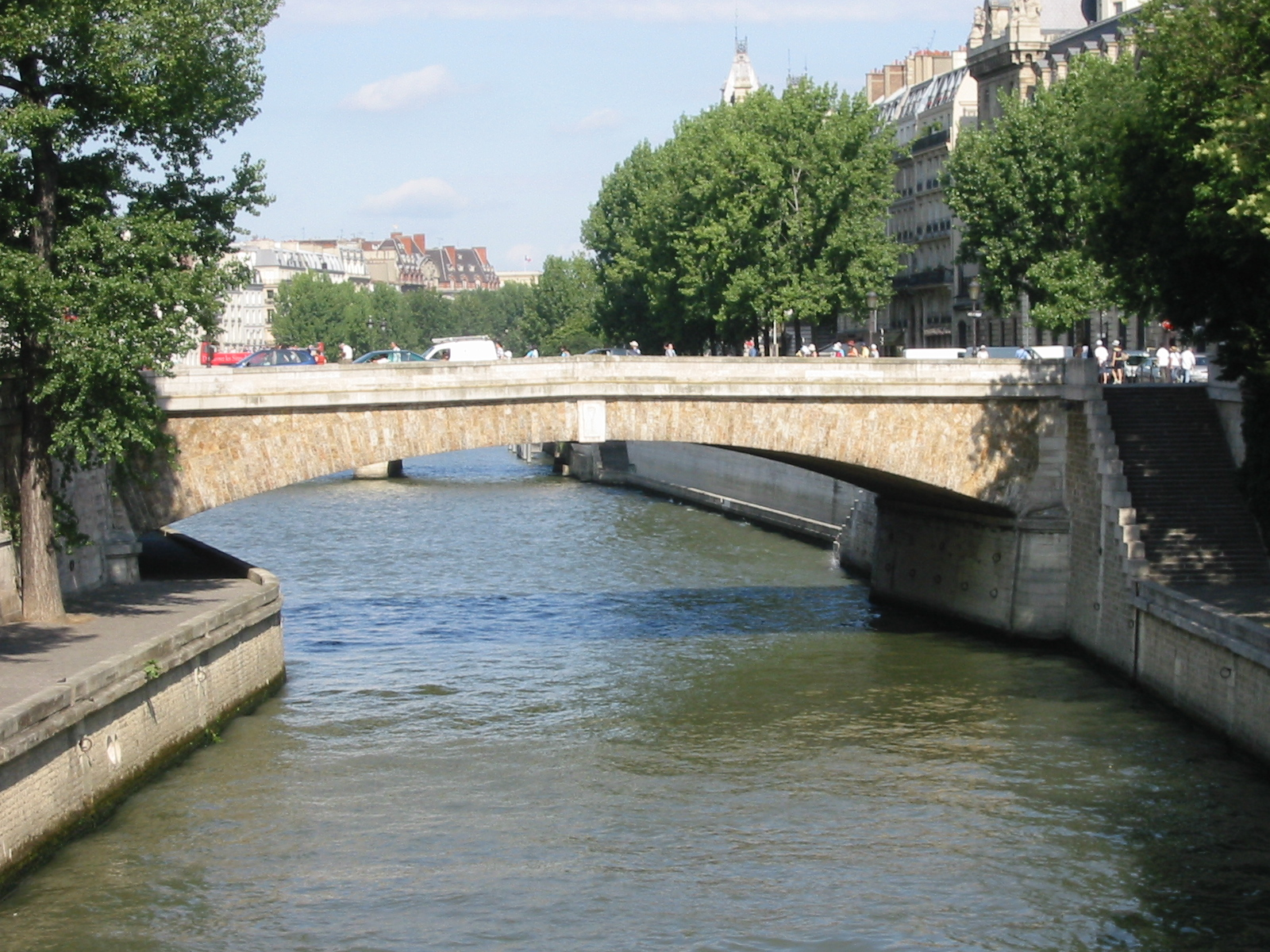
Petit Pont

### Petit Pont (Petit-Pont-Cardinal-Lustiger)
Die Petit Pont (deutsch: Kleine Brücke, seit 2013 mit dem erweiterten Namen Petit-Pont-Cardinal-Lustiger) verbindet zwischen der Île de la Cité und dem Rive Gauche seit 1853 den Quai de Montebello und den Quai Saint-Michel. Vorgängerbauwerke gab es bereits im Mittelalter oder früher.

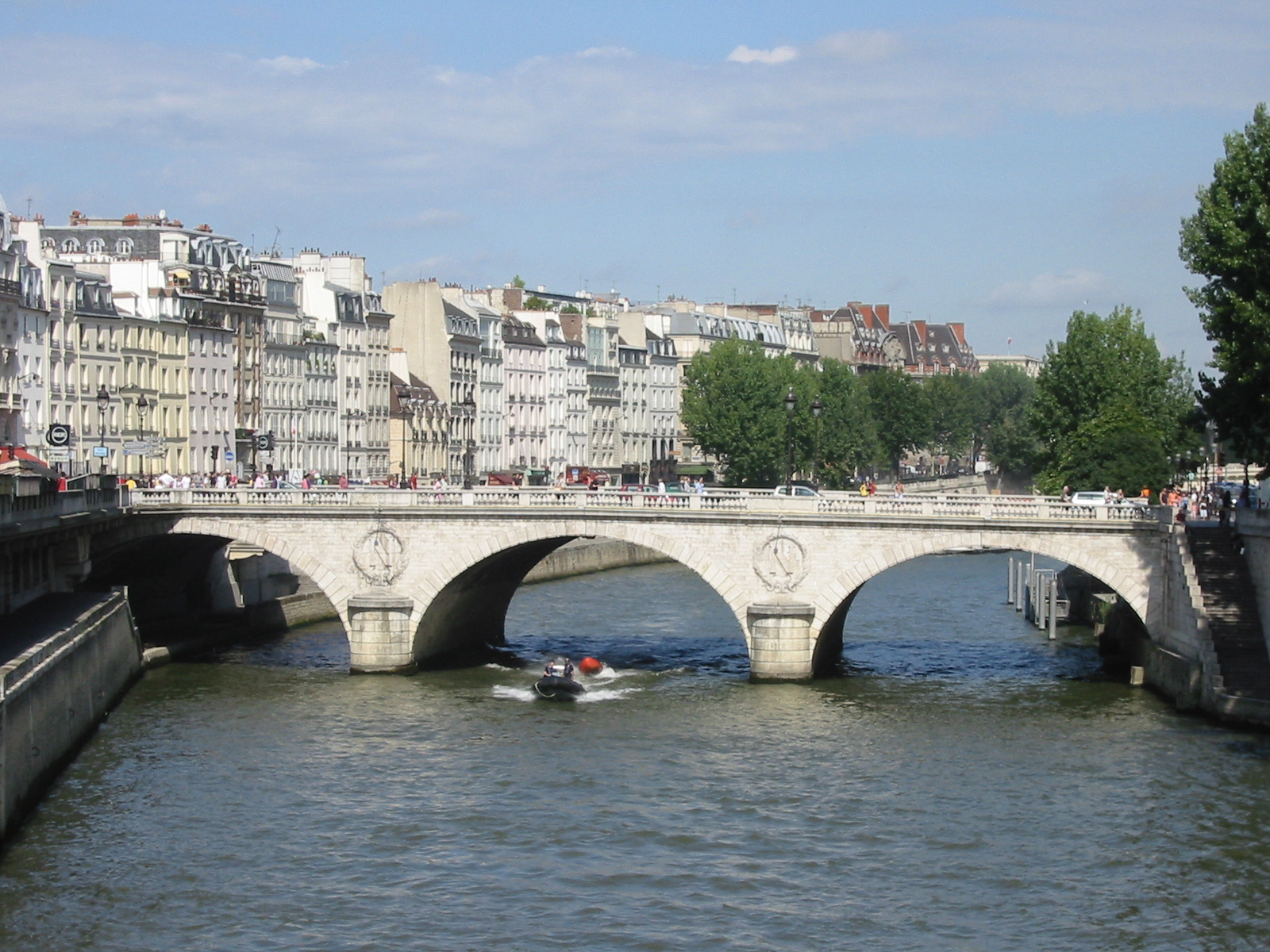
Pont Saint-Michel

### Pont Notre-Dame
Die Pont Notre-Dame verbindet die Île de la Cité mit dem rechten Ufer und führt zu der gleichnamigen Kathedrale Notre Dame. Vorgängerbauwerke wie die Grand Pont gab es bereits zur Zeit der Kelten und Römer und im Mittelalter. Als Zugang zur Insel wird sie von der Petit Pont nach Süden hin ergänzt.

### Pont Saint-Michel
Die Pont Saint-Michel (1378 bzw. 1855) verbindet die Île de la Cité mit dem Rive Gauche. Der Boulevard Saint-Michel wurde nach ihr benannt. Der Erzengel Michael wird als Wächter des Paradiestores verehrt und war Patron einer Kapelle im früher benachbarten Königspalast.
Am 17. Oktober 2001 wurde vom Bürgermeister von Paris, Bertrand Delanoë, eine Gedenktafel an der Brücke eingeweiht, die an das Massaker von Paris 1961 der Polizei an Demonstranten während des Algerienkriegs erinnert.
Verwaltungsgrenze zwischen 4./5. und 1./6. Arrondissement

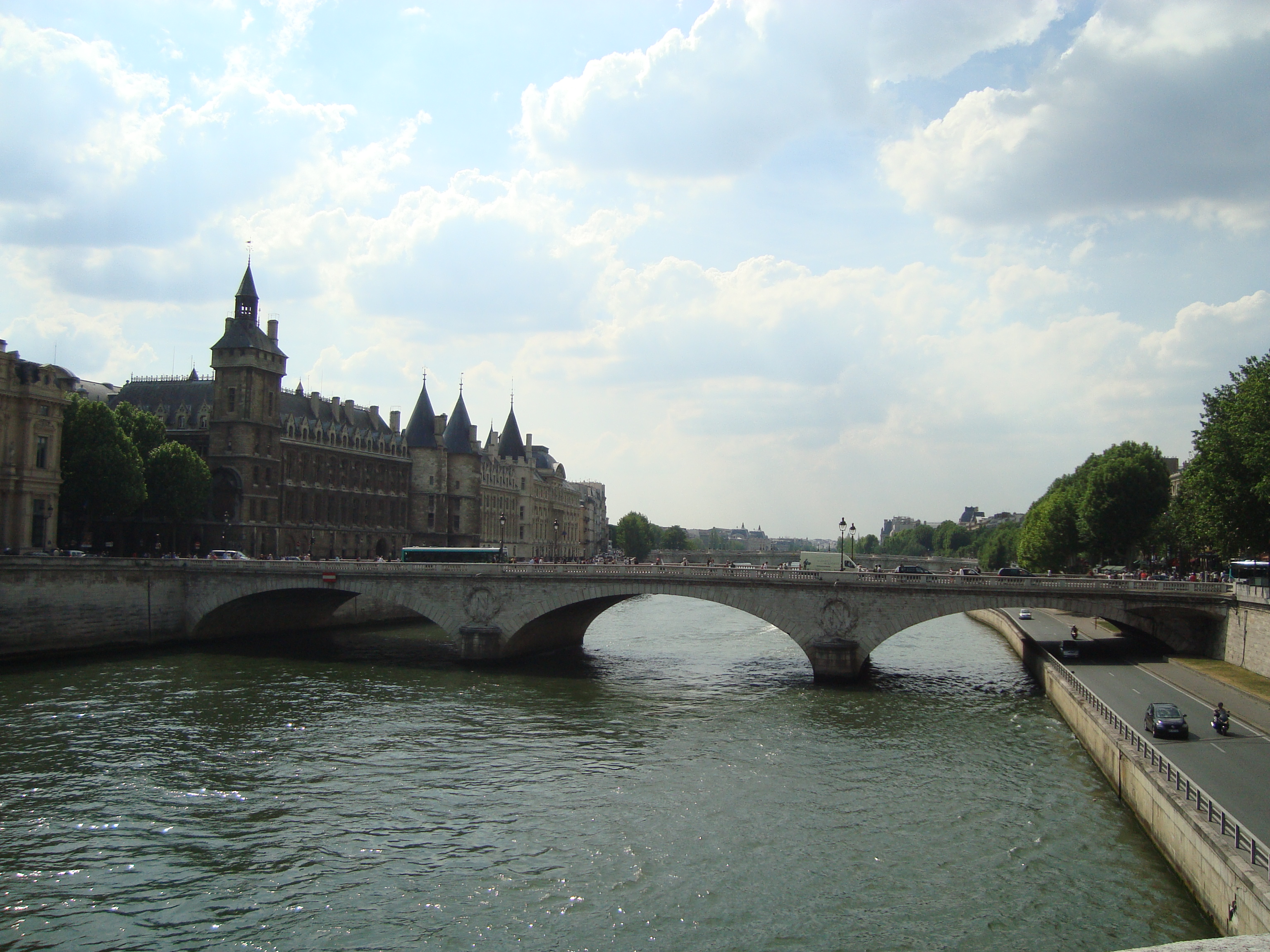
Blick auf die Pont au Change; am linken Ufer die Conciergerie

### Pont au Change

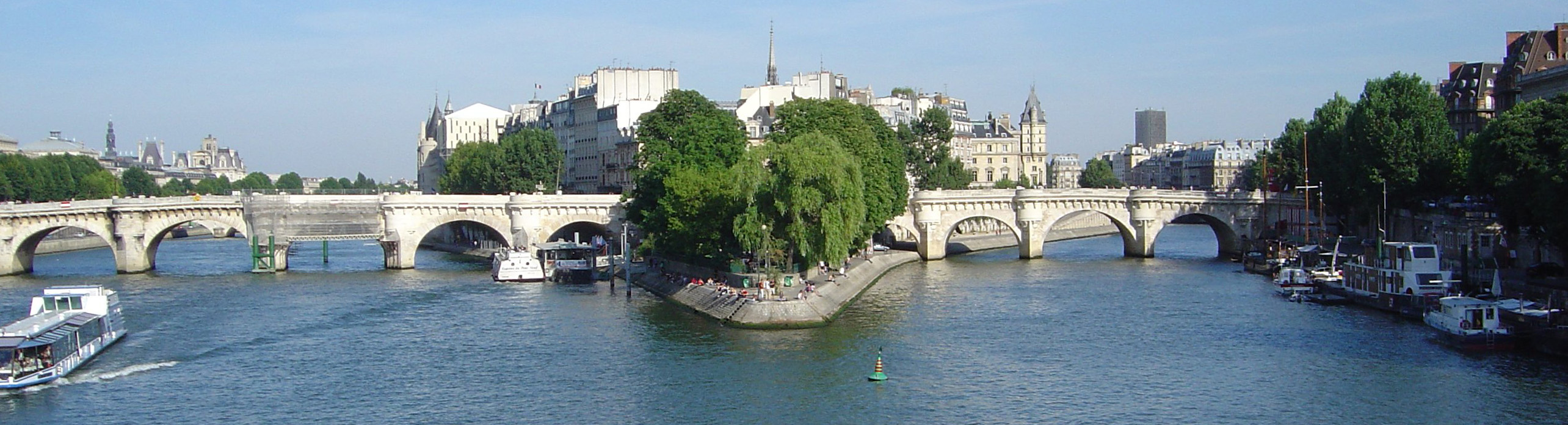
Pont Neuf mit Île de la Cité

Die Pont au Change (deutsch: „Tauschbrücke“ im Sinne von Geldwechsel) verbindet die Île de la Cité mit dem rechten Ufer. Bis 1788 standen auf ihr die Brückenhäuser der Geldwechsler. Vorgängerbauwerk im Mittelalter war die Grand Pont. An dieser Brücke beginnt seit 2002 auch das Ferien-Strandvergnügen der Pariser, der 4 km lange Sandstrand Paris-Plages mit Liegestühlen, Palmen usw.

### Pont Neuf
Die Pont Neuf (deutsch: Neue Brücke) führt über die Westspitze der Île de la Cité und verbindet beide Ufer. Sie ist die älteste der heutigen Pariser Seinebrücken.

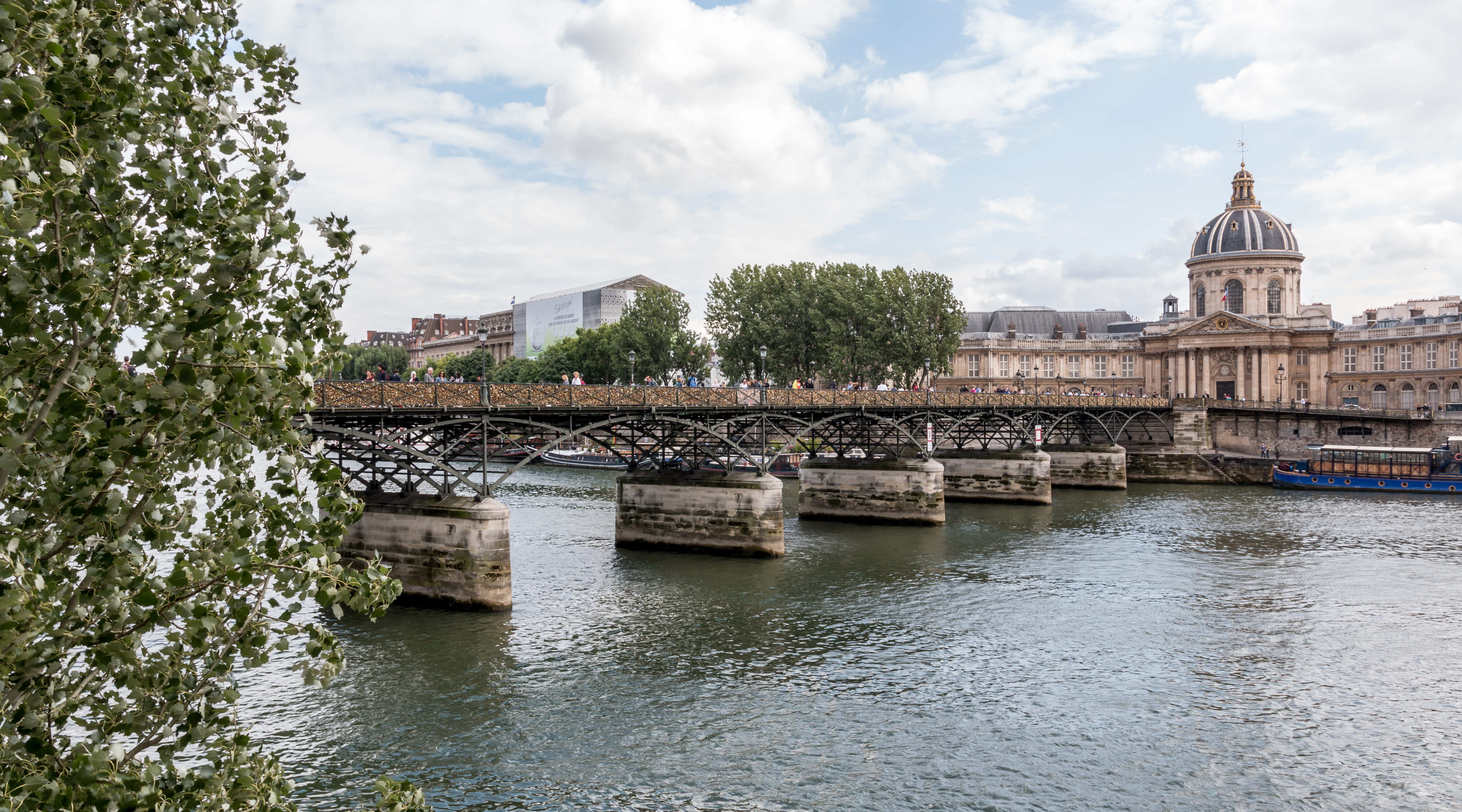
Pont des Arts

### Pont des Arts
Die Pont des Arts ist eine 155 Meter lange und 11 Meter breite Fußgängerbrücke, die den Quai du Louvre am rechten Seineufer mit dem Quai de Malaquais am linken Seineufer und damit den Louvre und das Institut de France verbindet.
Verwaltungsgrenze zwischen 6. und 7. Arrondissement

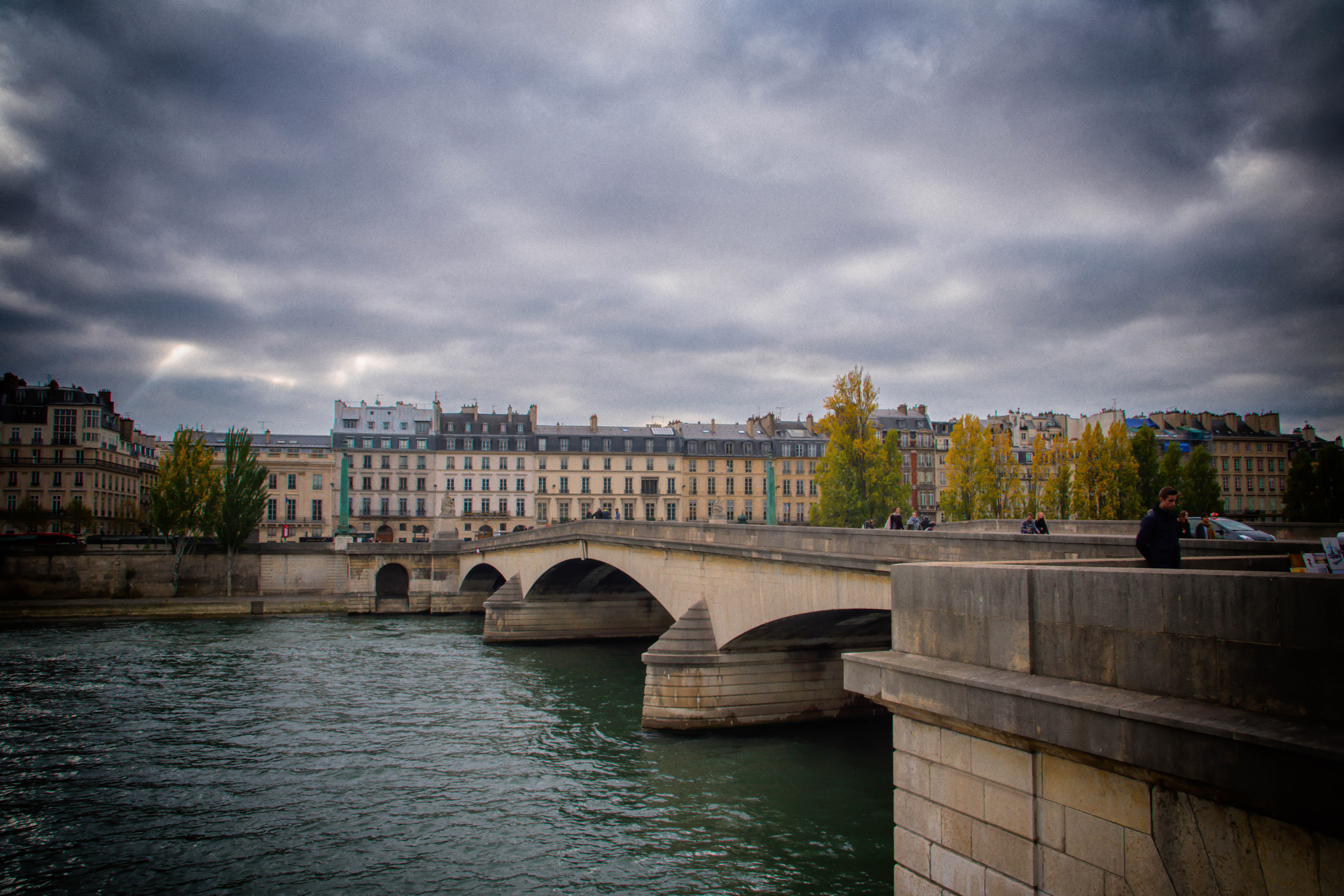
Pont du Carrousel

### Pont du Carrousel

Pont Royal

Die Pont du Carrousel liegt vis-à-vis zu den Tuilerien und dem Louvre und hat eine Länge von 168 m und eine Breite von 33 m. Sie wurde 1935–1939 gebaut. Ihre Architekten waren Gaspard, G. Umbdenstock, Tourry, H. Lang. Die drei flachen Stahlbetonbögen sind mit Naturstein verkleidet. An ihren Ecken befinden sich vier von Louis Petitot geschaffene Allegorien mit bronzenem Leuchtenpfeiler im Stil des Art déco für die Seine, die Stadt Paris, den Wohlstand und die Industrie.

### Pont Royal
Die hölzerne Vorgängerbrücke der Pont Royal (deutsch: königliche Brücke) hieß Pont Sainte-Anne (1632, nach Anna von Österreich) oder auch Pont Rouge (rote Brücke) nach ihrer Farbe. Ludwig XIV. ließ 1689 die Brücke aus Stein errichten. Das „königlich“ in ihrem Namen bezieht sich deshalb auf ihn. Sie wurde im 19. Jahrhundert überarbeitet. Sie verbindet die linksseitige Rue du Bac und die rechtsseitige Avenue du Général Lemonnier. In der Nähe befinden sich die Reste der Tuilerien und die gleichnamige Station der Metrolinie 1. Die Brücke ist 110 m lang und 16 m breit. Die Spannweiten der Bogen sind 20, 22, 23, 22 und 20 m. Architekten waren Jacques IV Gabriel, Jules Hardouin-Mansart und François Romain.

### Passerelle Léopold-Sédar-Senghor(bis 2006Pont Solférino)

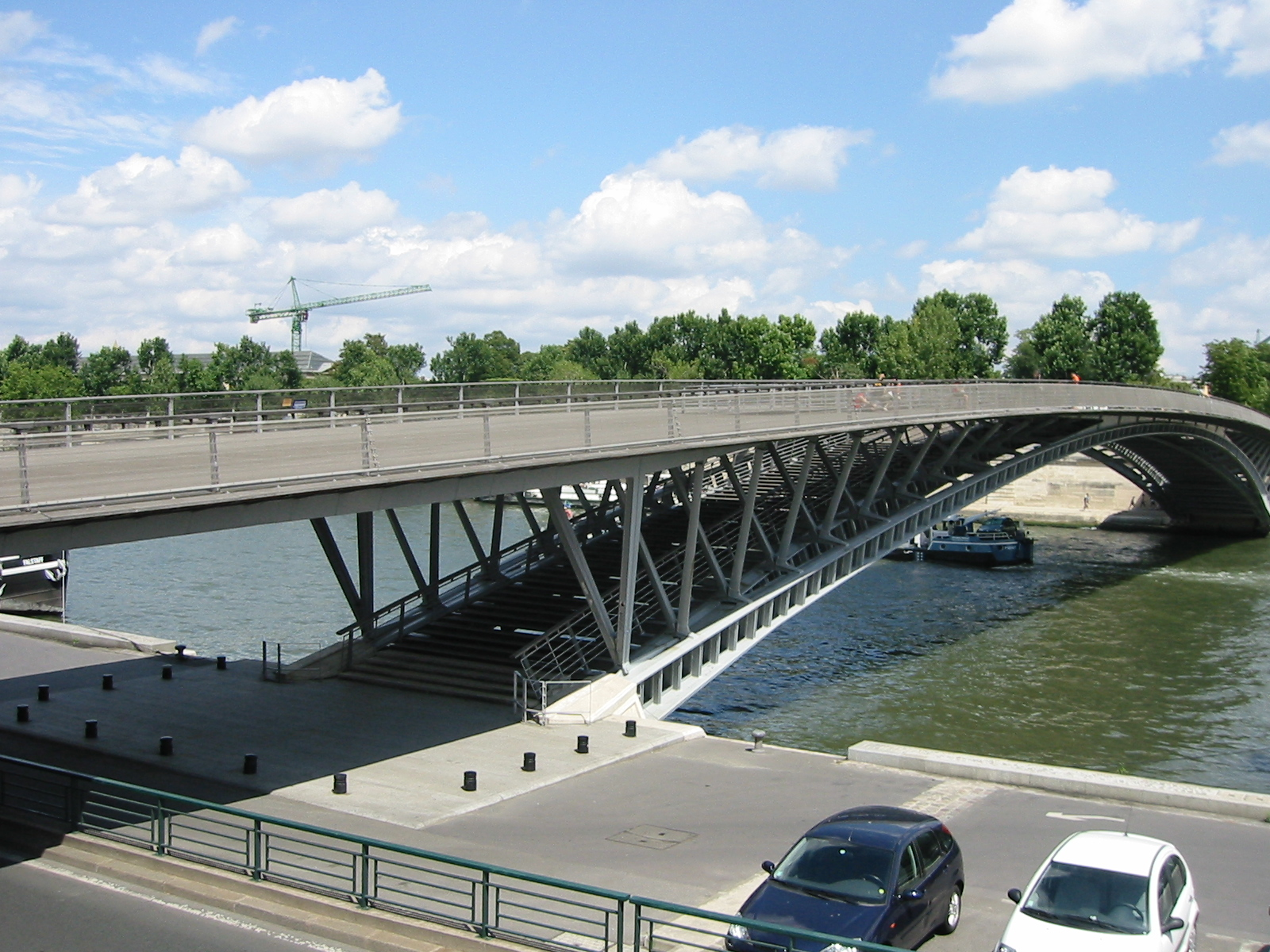
Passarelle Léopold-Sédar-Senghor

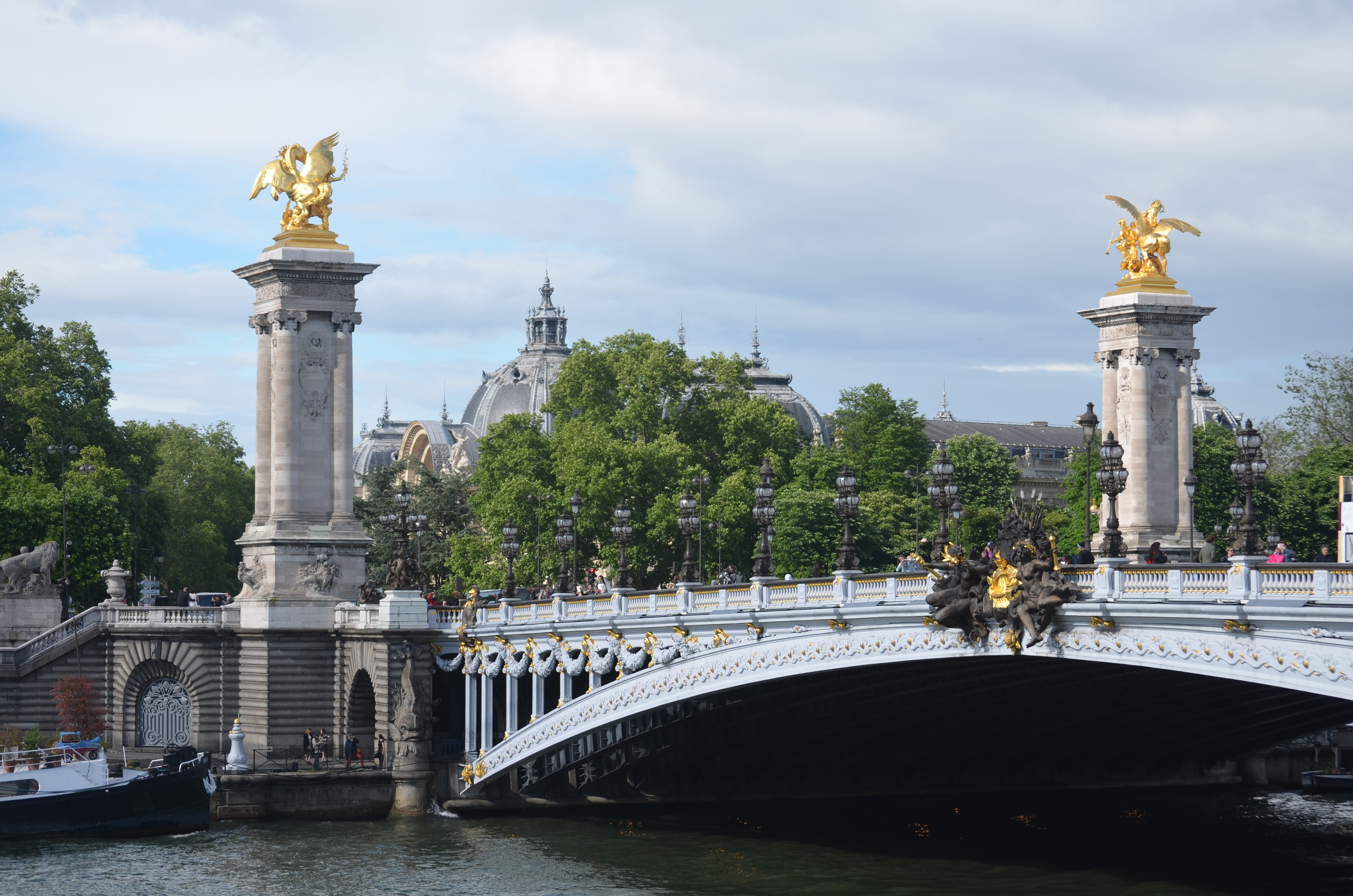
Pont Alexandre III

Die Passerelle Léopold-Sédar-Senghor oder kurz Passerelle Senghor hieß bis 2006 Passerelle Solférino. Sie verbindet den Quai Anatole-France am linken Ufer und den Quai des Tuileries. Sie stammt von 1999 und hatte Vorgängerbauwerke von 1861 (aus Gusseisen) und 1961 (aus Stahl). Sie hat auf beiden Ufern zwei unterschiedliche Abgänge zur Uferpromenade und zum höheren Straßenniveau. Ihre Länge beträgt 140 m, die Spannweite 106 m. Sie wurde nach dem ersten Staatspräsidenten des Senegals, Léopold Sédar Senghor (1960–1980) umbenannt. Er wirkte auch als Dichter und war bereits ab 1934 als Abgeordneter für seine Heimat in der französischen Nationalversammlung tätig. Der vorhergehende Name erinnerte an die Schlacht von Solferino und den gleichnamigen Anlegeplatz Port de Solférino am linken Ufer.

### Pont de la Concorde
Die Pont de la Concorde verbindet die Place de la Concorde und den Quai des Tuileries mit dem Quai d’Orsay und läuft dabei genau auf das Palais Bourbon zu, den Sitz der Assemblée Nationale, der französischen Nationalversammlung.

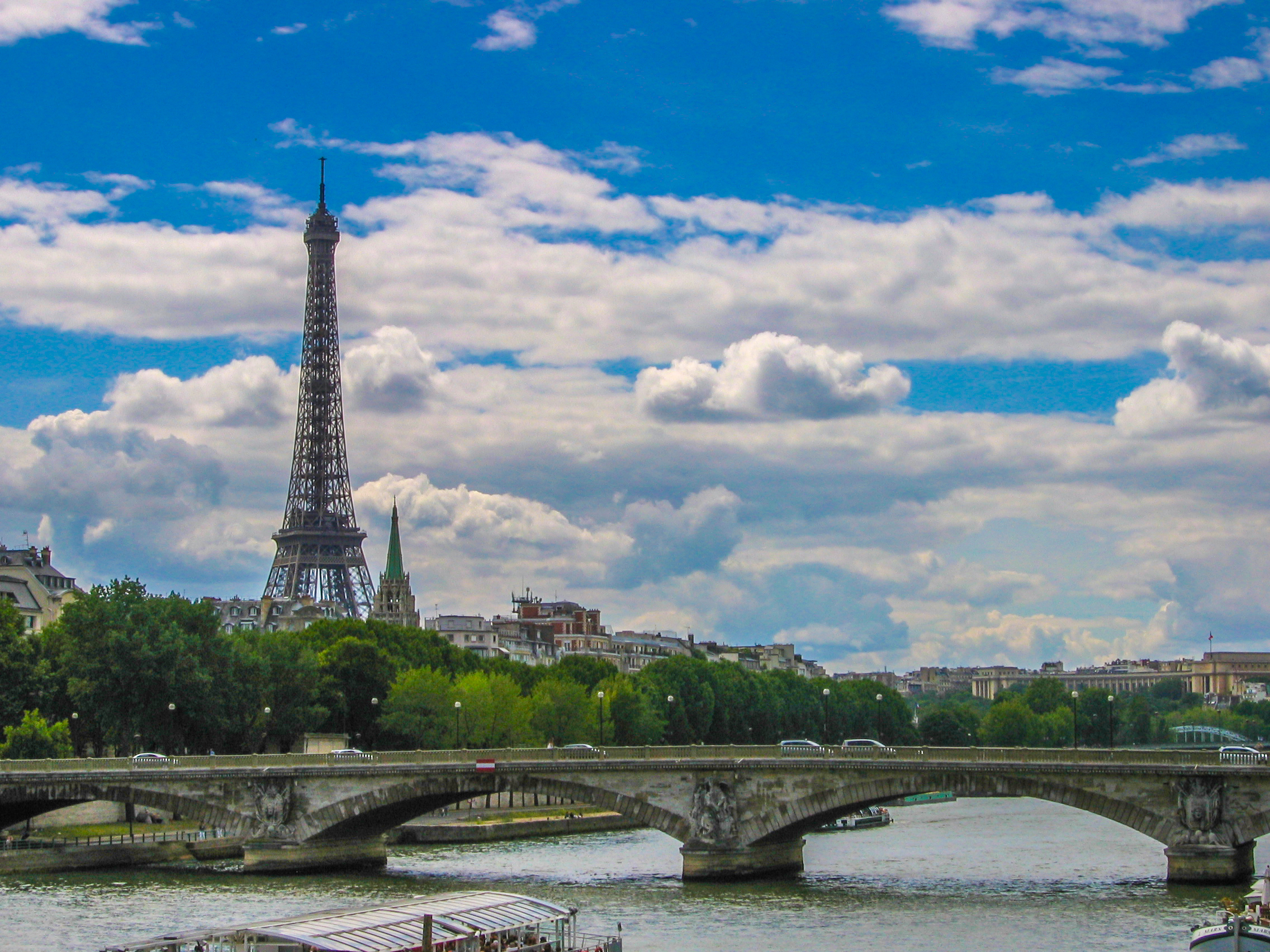
Pont des Invalides mit Eiffelturm im Hintergrund

### Pont Alexandre III
Die Pont Alexandre III von 1900 ist ein 109 m langer Stahlbogen (vorgefertigt unter anderem in Le Creusot), die Architekten waren Jean Résal, Amédée Alby, Cassien-Bernard, Gaston Cousin. Sie verbindet den Invalidendom mit dem Grand und Petit Palais in den Jardins du Champs-Élysées. Der Name bezieht sich auf Zar Alexander III. (1845–1894). Sie wurde im Rahmen der Weltausstellung 1900 erbaut.

### Pont des Invalides
Die vierbogige Brücke hat ihren Namen vom Denkmal Hôtel des Invalides, in dessen Sichtachse sie ursprünglich stand. Diese Brücke wurde nicht nur mehrmals abgerissen, sondern sogar von ihrem ursprünglichen Standort entfernt und 1900 wurde die Pont Alexandre III an ihrem alten Platz gebaut. Sie ist die niedrigste Seine-Brücke in Paris.

### Pont de l’Alma

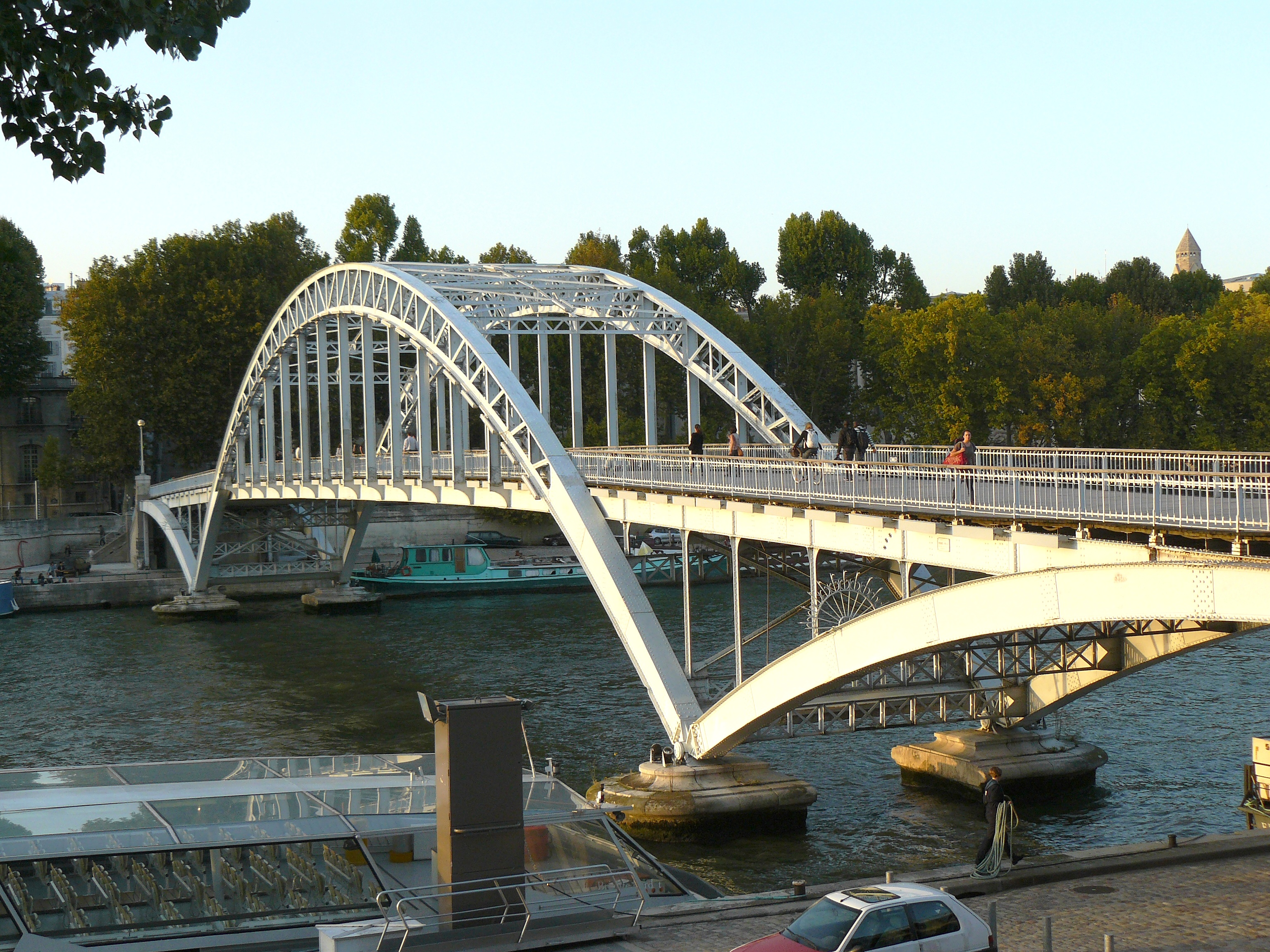
Passerelle Debilly

Der Vorgänger der heutigen, 142,5 m langen und 42 m breiten stählernen Pont de l’Alma war eine 1856 von Napoleon III. eröffnete Bogenbrücke. Sie war an jedem Ende von je zwei Statuen gesäumt. Besondere Bedeutung hat dabei eine Zuaven-Figur, die als inoffizieller Hochwasserindikator gilt. Wenn das Seinewasser ihre Füße erreicht, werden die Uferwege gesperrt, wenn es bis zu ihren Hüften steht, ist der Fluss nicht mehr schiffbar. Napoleon ließ die Brücke nach der Schlacht an der Alma benennen.

### Passerelle Debilly
Die Passarelle Debilly ist eine Fußgängerbrücke, die zur Weltausstellung Paris 1900 eröffnet wurde.
Verwaltungsgrenze zwischen 7. und 15. Arrondissement

### Pont d’Iéna

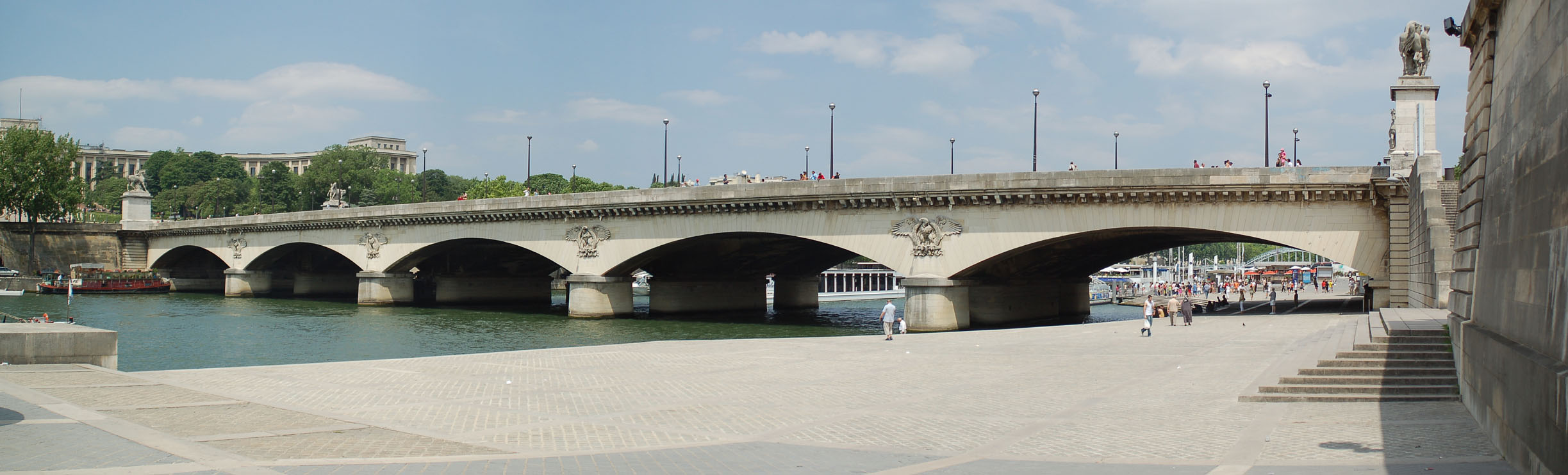
Le Pont d’Iéna

Die Pont d’Iéna liegt zwischen dem Eiffelturm und den Jardins du Trocadéro. Sie wurde 1808–1814 erbaut und nach der Schlacht bei Jena und Auerstedt benannt. Sie besteht aus 5 Brückenbögen mit je 28 m Spannweite.
In Hinblick auf die geplante Weltausstellung 1937 erhielt die Brücke im Jahr 1935 ihre jetzige Breite, statt 19 m misst sie nun 35 m. Dazu wurde sie auf beiden Seiten verbreitert. Die Verbreiterungen ruhen auf Brückenbögen gleicher Abmessung wie die Bögen der ursprünglichen Konstruktion, welche wiederum auf zusätzlichen Pfeilern aufliegen.
Bis hierher einschließlich geht flussaufwärts, ab der Pont de Sully auf beiden Ufern, seit 1991 das Gebiet des UNESCO-Weltkulturerbes.

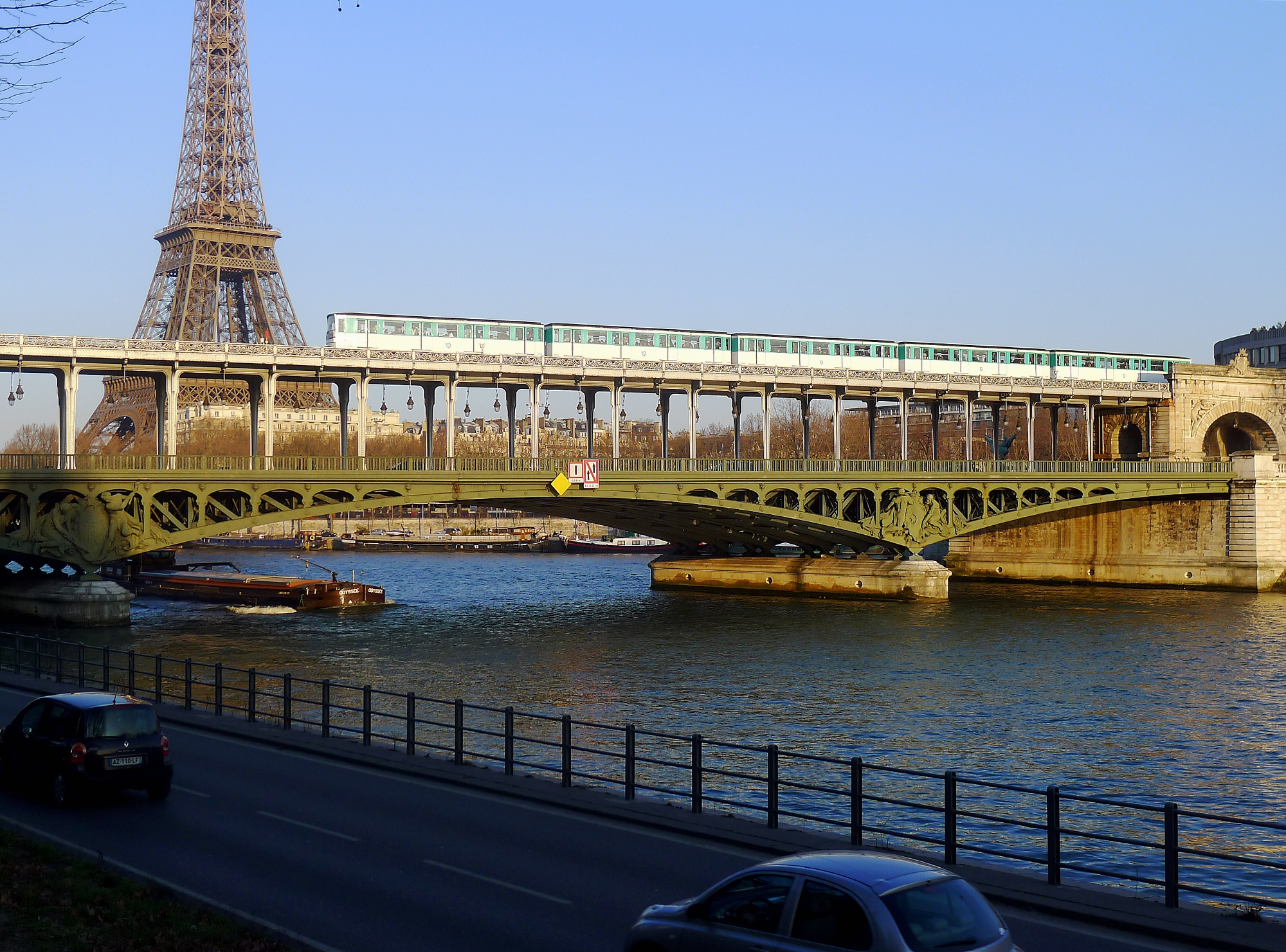
Pont de Bir-Hakeim, im Hintergrund der Eiffelturm

### Pont de Bir-Hakeim
Die Pont de Bir-Hakeim wurde 1905 erbaut. Sie ersetzte eine eiserne Fußgängerbrücke aus dem Jahr 1878 und verbindet das 15. und 16. Arrondissement von Paris über die Île aux Cygnes. Es handelt sich um eine Doppelstockbrücke: Auf dem Straßenniveau befindet sich eine Straßenbrücke mit Gehsteigen und Radwegen. Darüber verlaufen auf einer eisernen Brücke die Gleise der Métrolinie 6.
Der ursprüngliche Name der Brücke war Viaduc de Passy. 1949 erhielt sie am Jahrestag des Appel du 18 juin bei einer feierlichen Gedenkveranstaltung ihren jetzigen Namen. Damit soll an die Schlacht von Bir Hakeim erinnert werden.

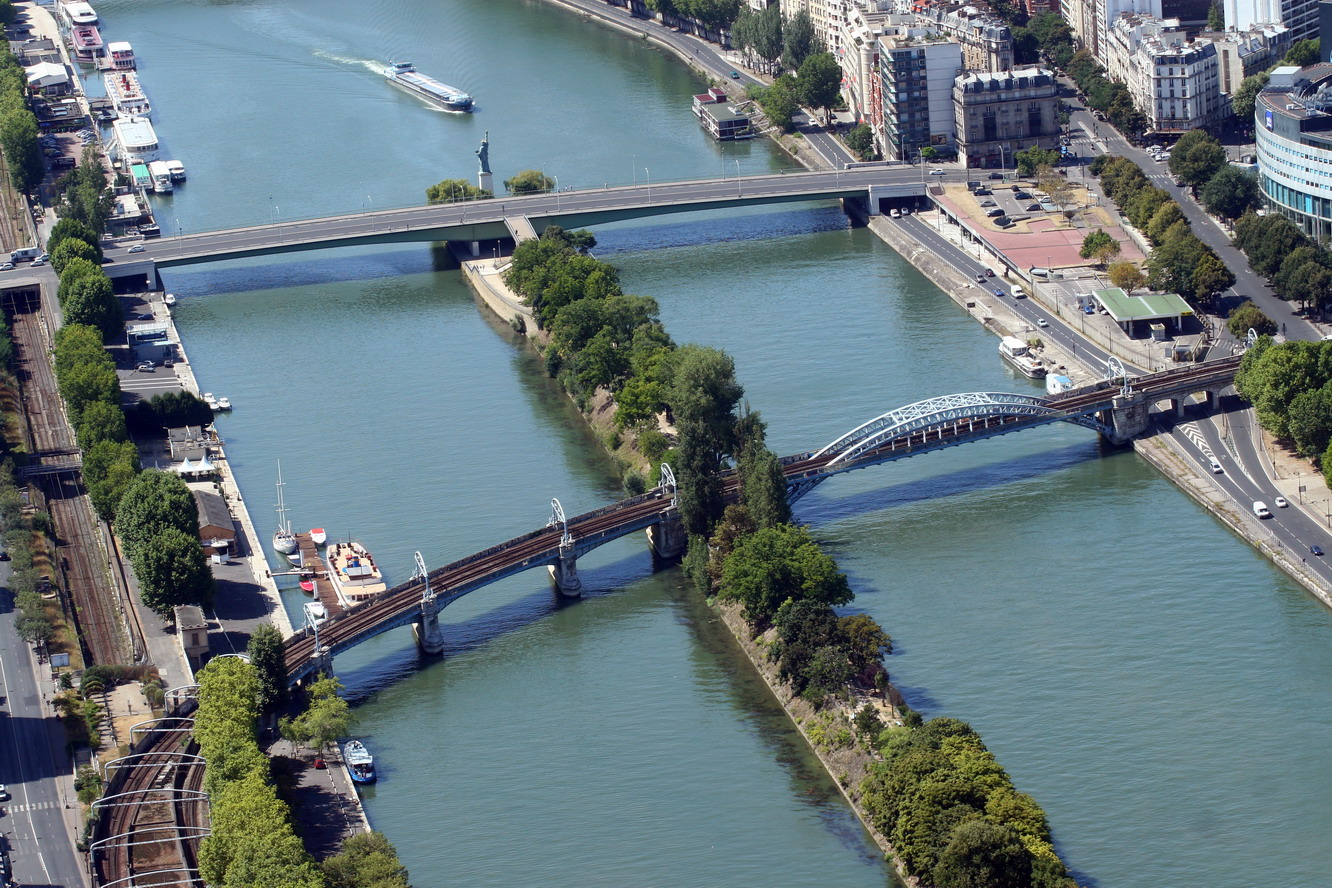
Blick vom Eiffelturm auf die Seine, vorn Pont Rouelle

### Pont Rouelle
Die Pont Rouelle überquert die Seine in Höhe der Île aux Cygnes, auf der auch einer ihrer Pfeiler steht.
Die Pont Rouelle ist eine Eisenbahnbrücke, die anlässlich der Weltausstellung im Jahre 1900 erbaut wurde. 1937 wurde sie stillgelegt und erst seit 1988 ist sie wieder in Betrieb. Heute wird sie von den RER-Zügen der Linie C benutzt.
Sie ist benannt nach der Rue de Rouelle, die zu Ehren des französischen Chemikers Guillaume-François Rouelle ihren Namen trägt

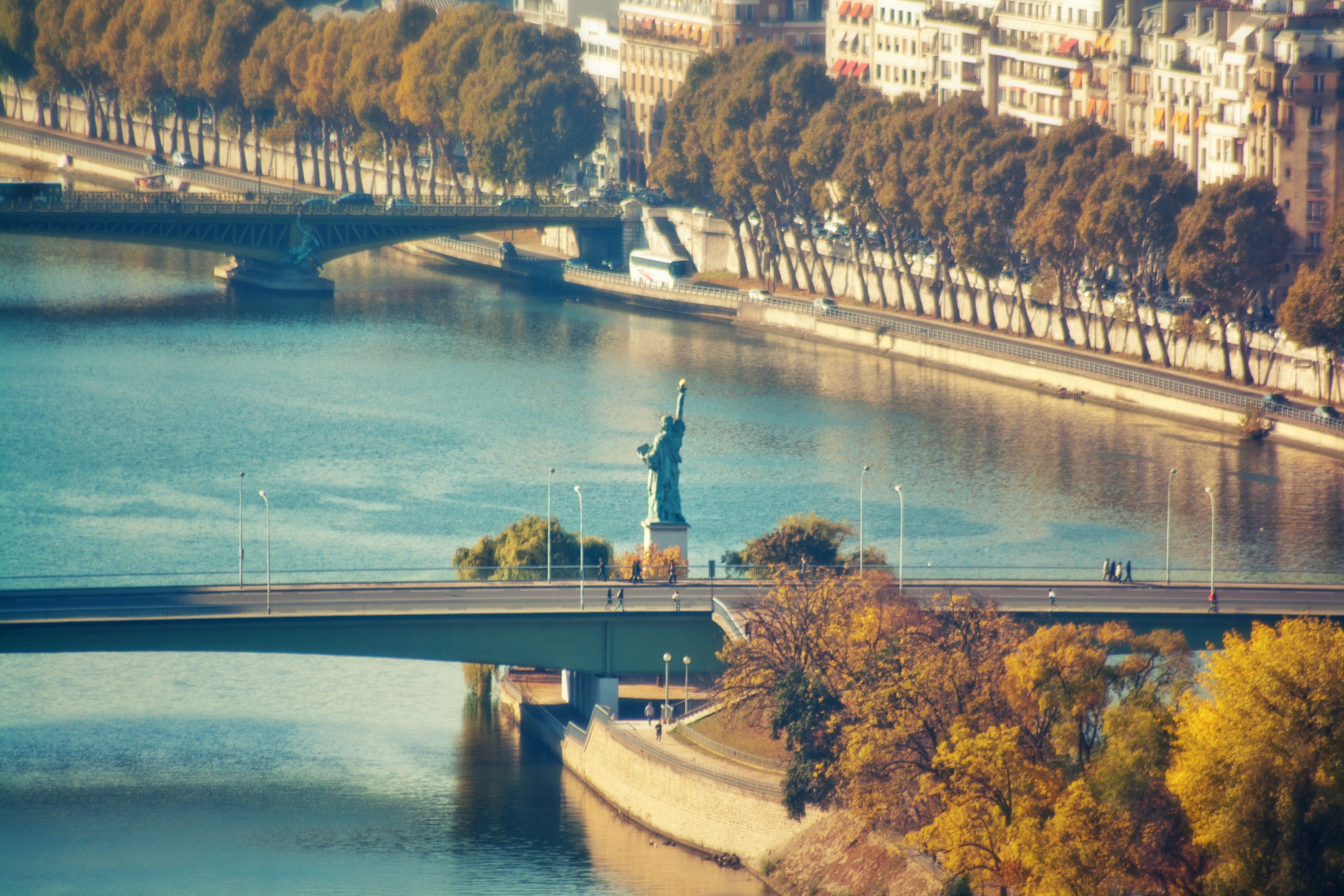
Pont de Grenelle mit kleiner Freiheitsstatue

### Pont de Grenelle
Der Vorgänger der Pont de Grenelle war eine Eisenkonstruktion von Mallet aus dem Jahr 1827. Die Seine mit ihrer Breite von 200 m wird hier durch die längste Seinebrücke von 220 m Länge überspannt. 1873 folgte ihr eine Konstruktion der Ingenieure Vaudrey und Pesson. 1966 bis 1968 bauten Thenault, Grattesat und Pilon die heutige Brücke.
Auf ihren Auflagern auf der Île aux Cygnes steht eine kleine Replik der Freiheitsstatue (franz. Statue de la Liberté), im Original 1886 ein Geschenk des französischen an das amerikanische Volk. In der Nähe liegt die Metro-Station Mirabeau der Linie 10.

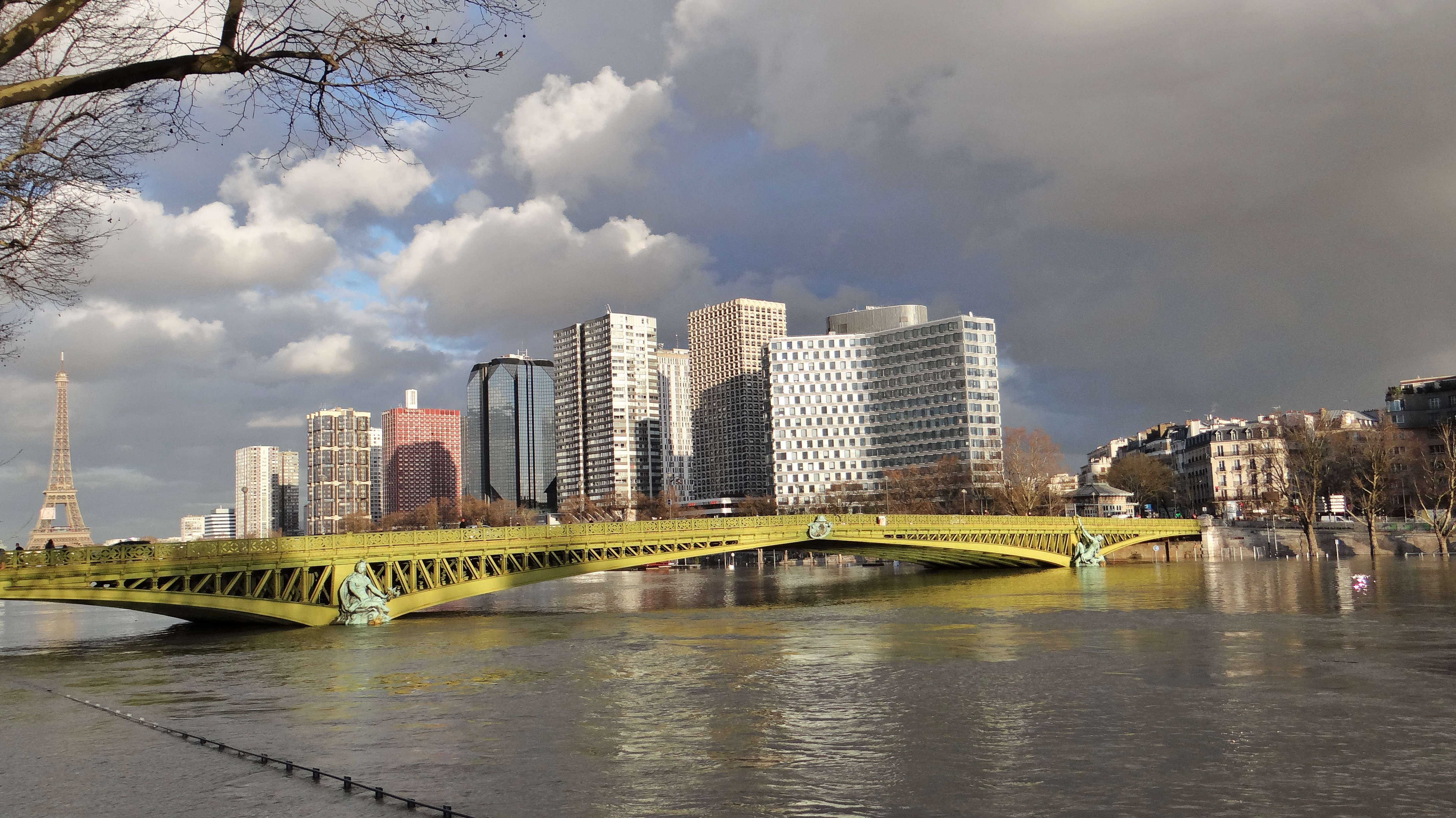
Pont Mirabeau

### Pont Mirabeau
Die Pont Mirabeau ist eine Bogenbrücke für den Straßenverkehr, die zwischen 1893 und 1896 erbaut wurde.

### Pont du Garigliano

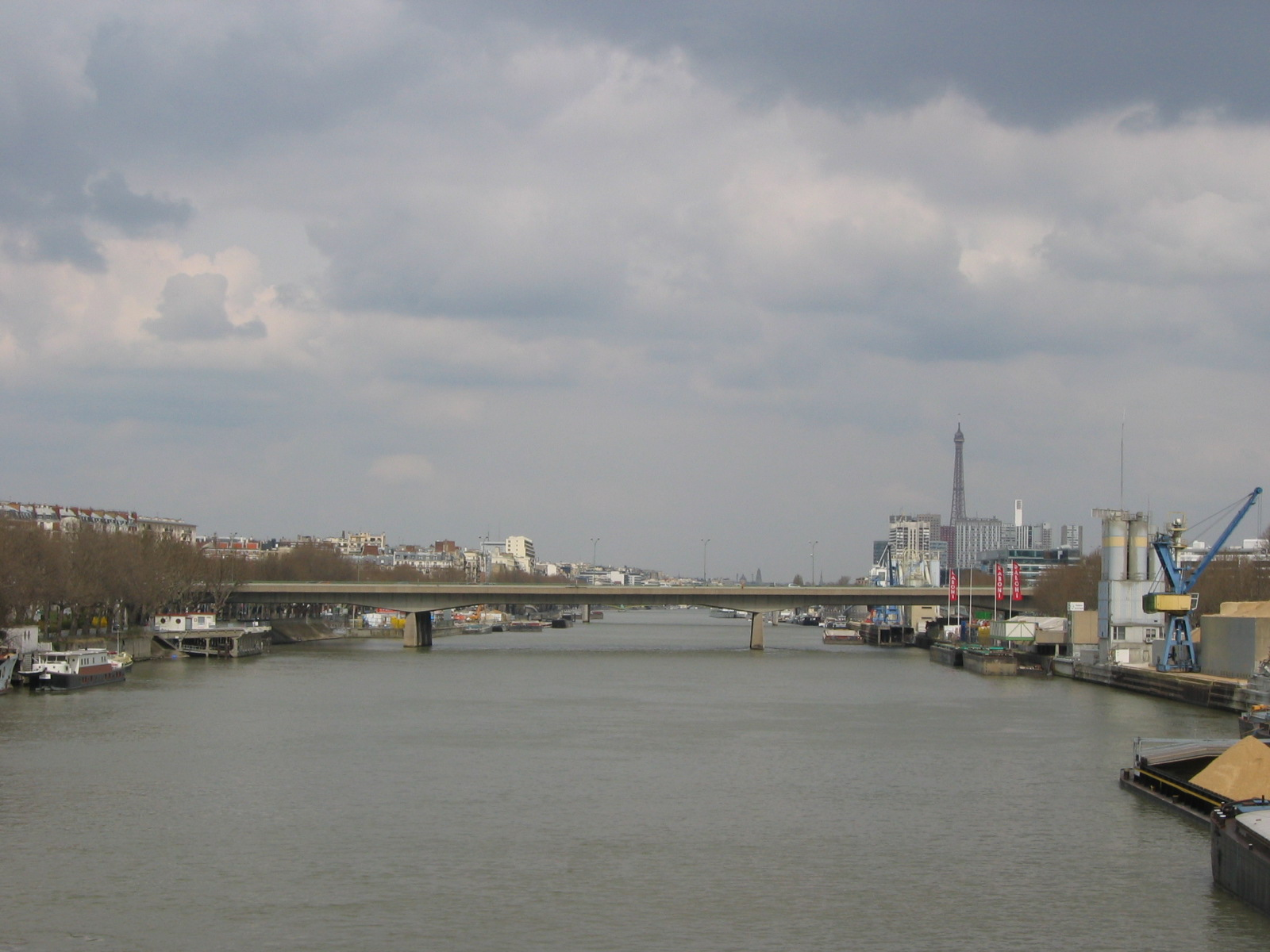
Pont Aval

Die Pont du Garigliano ersetzte den Viaduc d’Auteuil. Sie wurde zur Erinnerung an einen Sieg im Zweiten Weltkrieg in der Schlacht um Monte Cassino durch General Alphonse Juin benannt. Sophie Calle und Frank Gehry weihten 2006 ihr erstes gemeinsames Werk, eine Telefonkabine, auf dieser Brücke ein.

### Pont Aval
Da die Brücke keinen offiziellen Namen hat und gleichzeitig flussabwärts die letzte Straßenbrücke auf Pariser Gemeindegebiet ist, wird sie im Volksmund Pont Aval (deutsch Flussabwärts-Brücke) genannt. Sie wurde in den Jahren 1967–68 erbaut und führt den Pariser Autobahnring Boulevard périphérique westlich über die Seine. Sie besteht aus zwei 1968 unabhängig voneinander aufgeständerten identischen Brücken, deren Betonträger über vier unterschiedlich lange Felder (71,5 m, 81,5 m, 92 m, 67,5 m) jeweils auf zwei Pfeilern ruhen. Mit einer Gesamtlänge von 312,5 m ist sie die längste Pariser Seinebrücke. Breite: 34,6 m aus zwei Straßen à 14 m und zwei Bürgersteige von 1,8 m, Zwischenstreifen 3 m.

## Kanalbrücken in Paris
Die folgenden Brücken überspannen Pariser Kanäle:

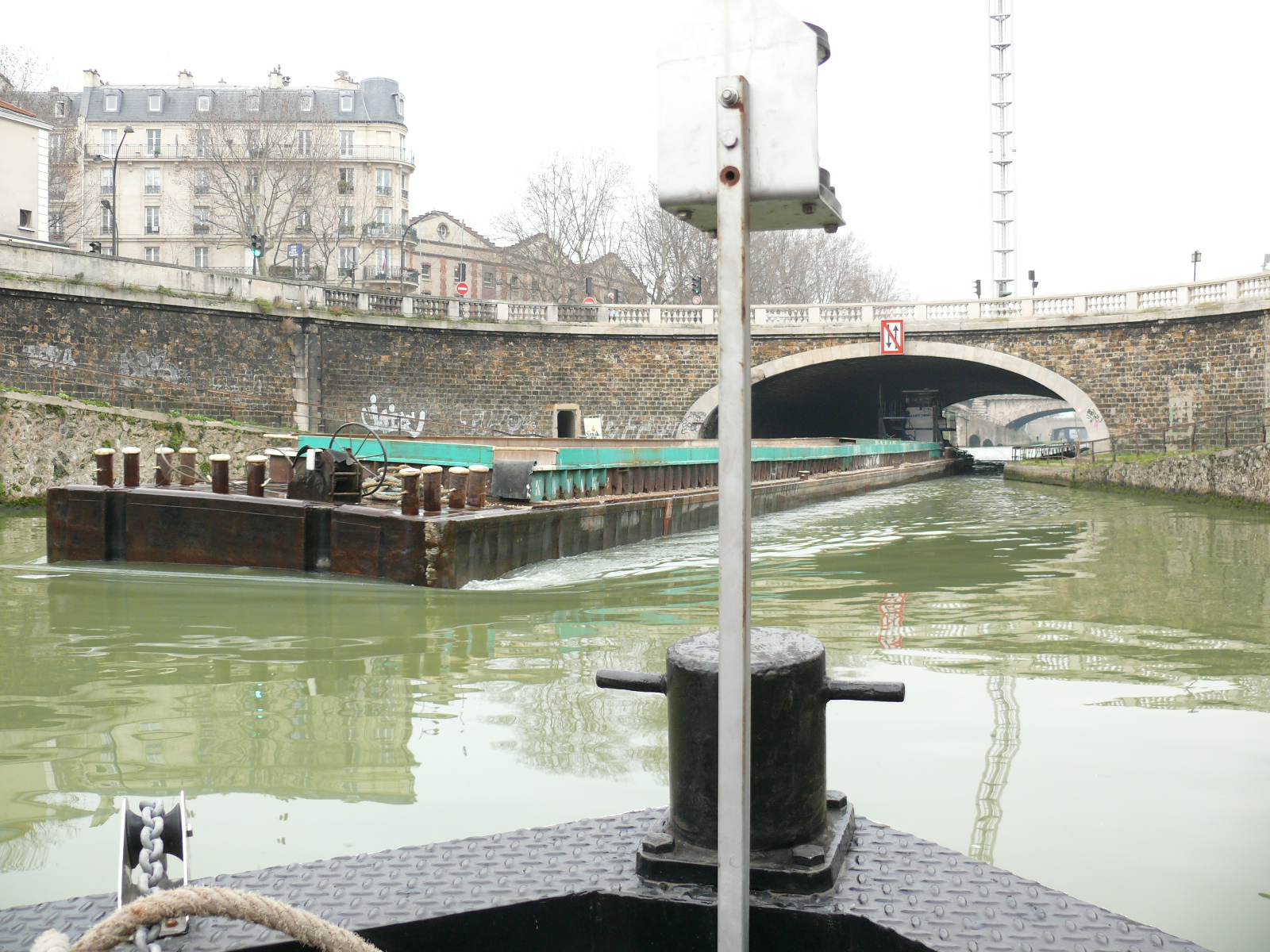
Flandernbrücke

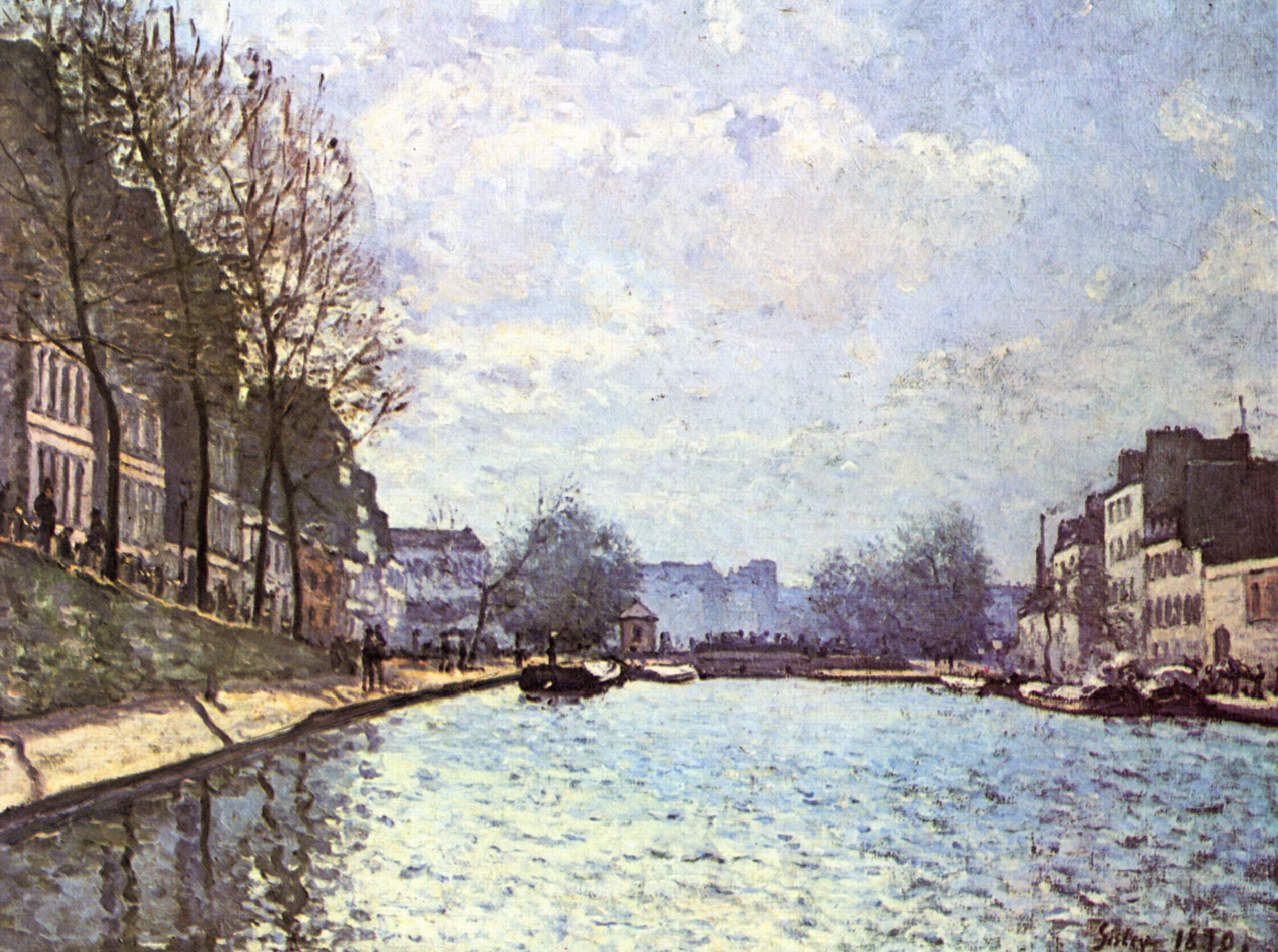
Vue du canal Saint-Martin à Paris (Alfred Sisley, 1870, jetzt Musée d’Orsay)

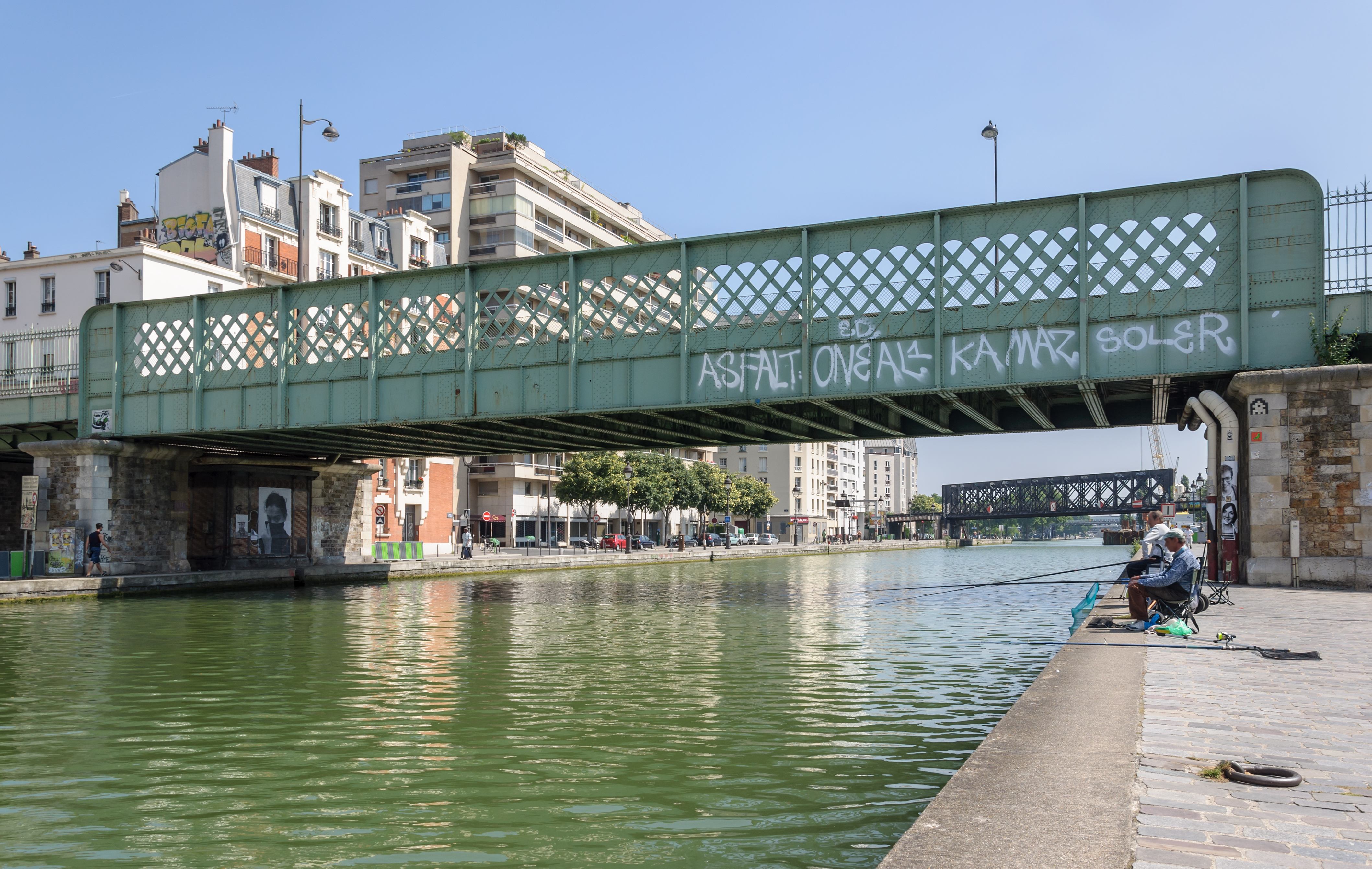
Pont de la rue de l’Ourcq

### Canal de l’Ourcq
- Pont du canal de l’Ourcq (für Straßenbahn 3b)
- Boulevard périphérique
- Boulevard Macdonald
- Fußgängerbrücke im Parc de la Villette
- Galerie de la Villette
- Passerelle des Ardennes
- Pont de la rue de l’Ourcq
- Pont levant de la rue de Crimée

### Canal Saint-Denis
- Boulevard périphérique
- Boulevard Macdonald
- Avenue Corentin-Cariou

### Bassin de la Villette
- Passerelle des écluses de la Villette

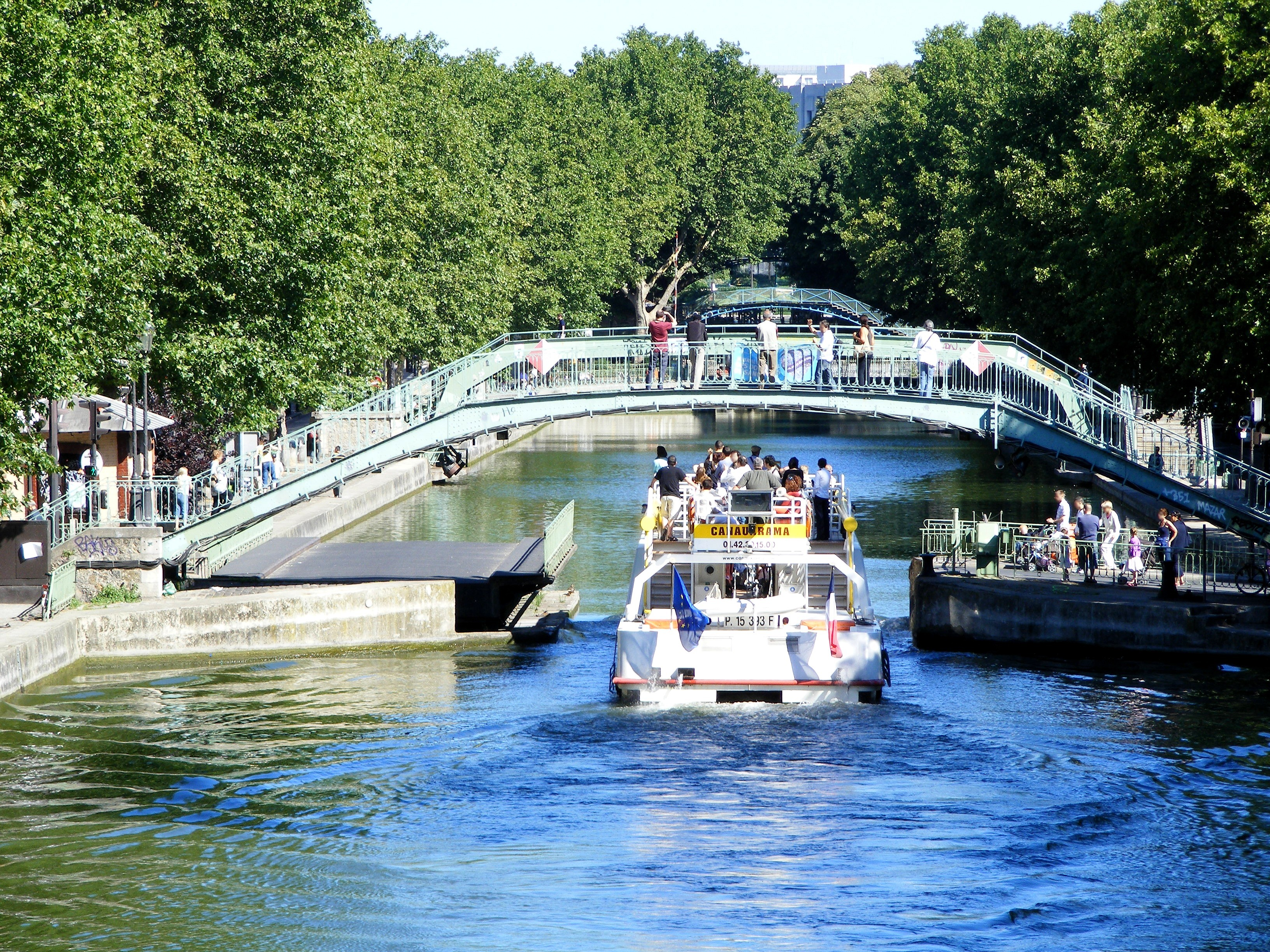
Passerelle Alibert über den Canal Saint-Martin

- Passerelle de la Moselle

### Canal Saint-Martin
- Pont de la rue Louis Blanc
- Pont Eugène-Varlin
- Passerelle Bichat
- Passerelle de la Grange-aux-Belles
- Drehbrücke de la Grange-aux-Belles

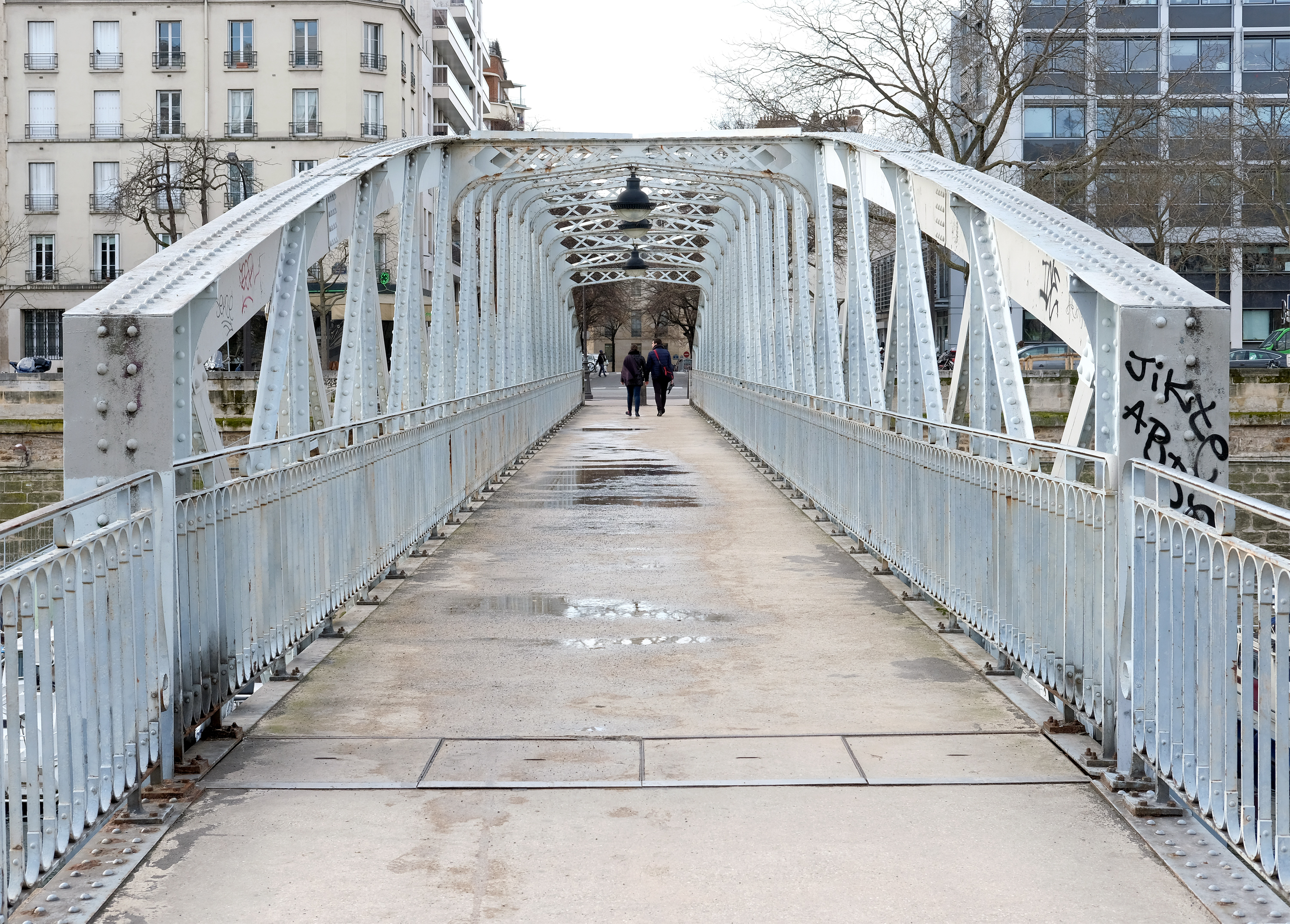
Passerelle Mornay

- Passerelle Richerand
- Passerelle Alibert
- Drehbrücke der Rue Dieu
- Passerelle des Douanes

### Port de l’Arsenal

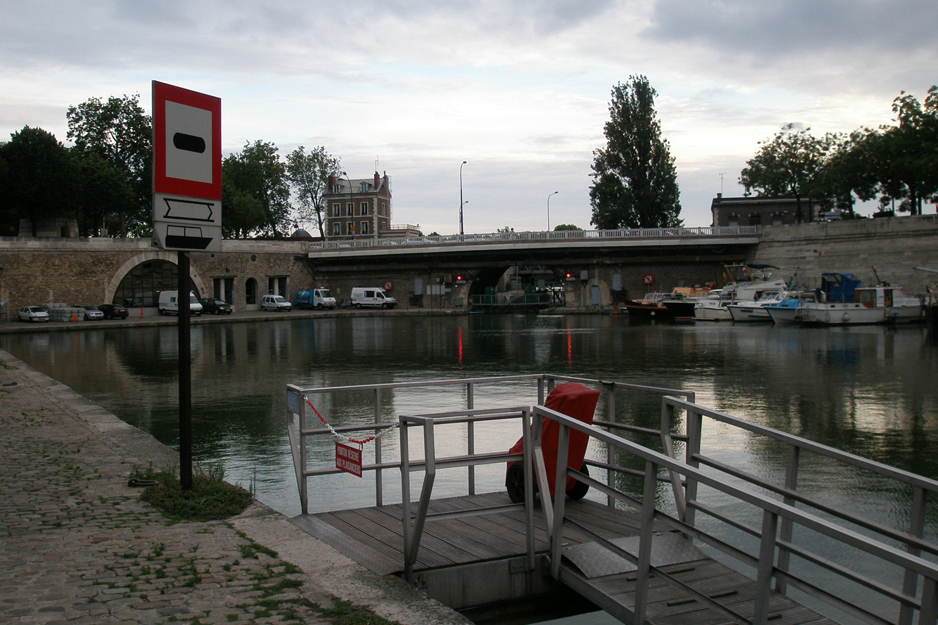
Pont Morland

- Passerelle de Mornay
- Pont Morland
- Pont-métro Morland

## Weitere Brücken
Im 10. Arrondissement führen die Rue La Fayette und die Rue de l’Aqueduc über die Bahngleise des Gare de l’Est. An der Grenze zwischen dem 5. und 13. Arrondissement überspannt der Boulevard de Port-Royal die Rue Broca und die Rue Pascal. Im 18. Arrondissement wird die Rue Caulaincourt von einer Brücke über den Friedhof von Montmartre getragen. Im 20. Arrondissement überspannt die Rue Charles-Renouvier die Rue des Pyrénées. Im 8. Arrondissement überquert die Rue du Rocher die Rue de Madrid.
Auch die Métrolinien 2 und 6 verfügen über mehrere oberirdische Viadukte. Die RER C verfügt neben der Pont Rouelle auf der Länge des Quai André-Citroën ebenfalls über ein Viadukt.
Fußgängerbrücken sind auch im Parc des Buttes Chaumont und im Parc de Reuilly zu finden. Die Promenade Plantée nutzt unter anderem den alten Viaduc Daumesnil. Im Bois de Vincennes sind die Inseln von Bercy und von Reuilly miteinander verbunden, der Osten der letzteren mit dem Rest des Parks.

## Pariser Brücken in der Kunst

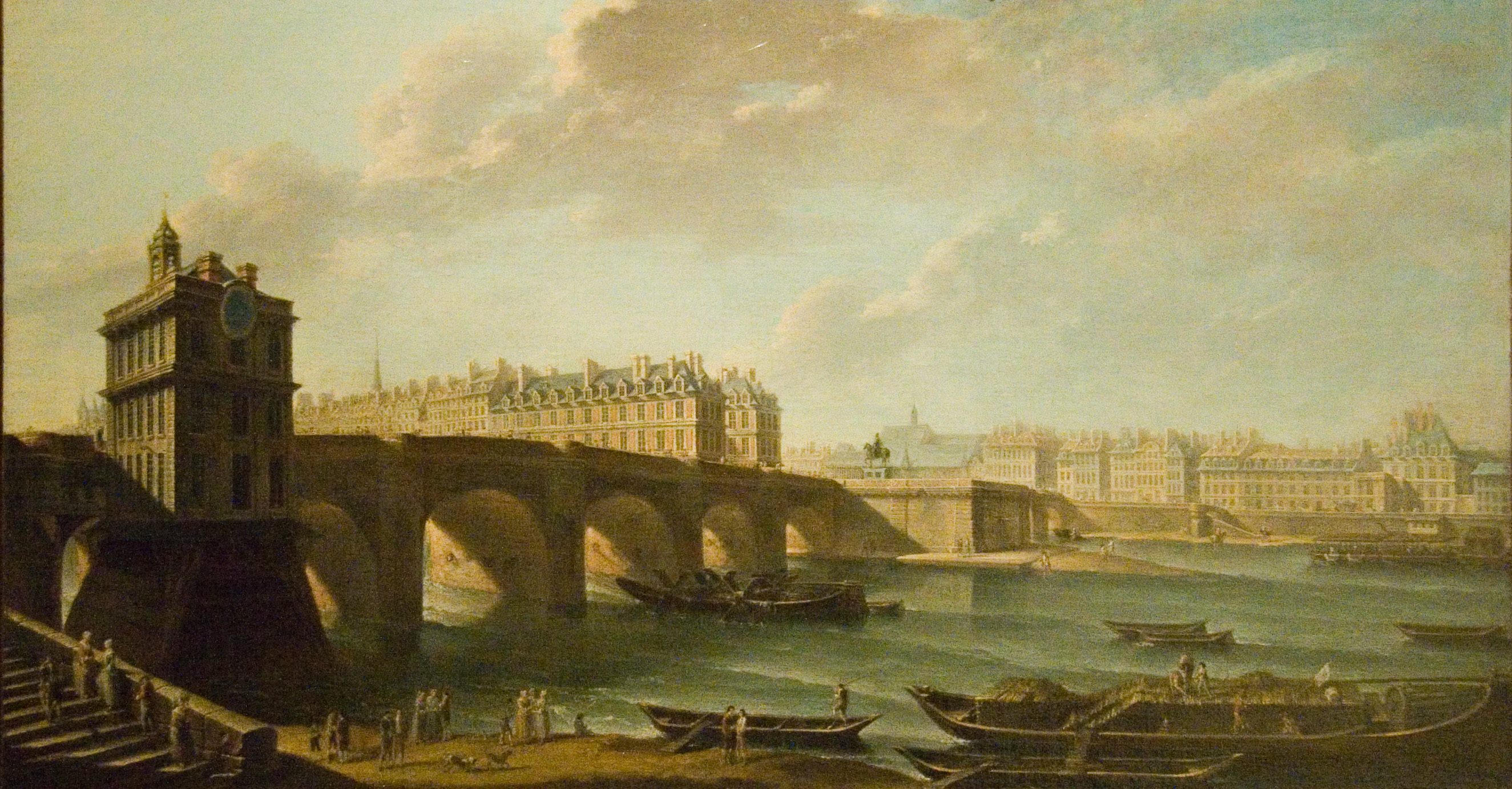
Raguenet: Pont Neuf, Samaritaine und Spitze der Île de la Cité, 18. Jh.

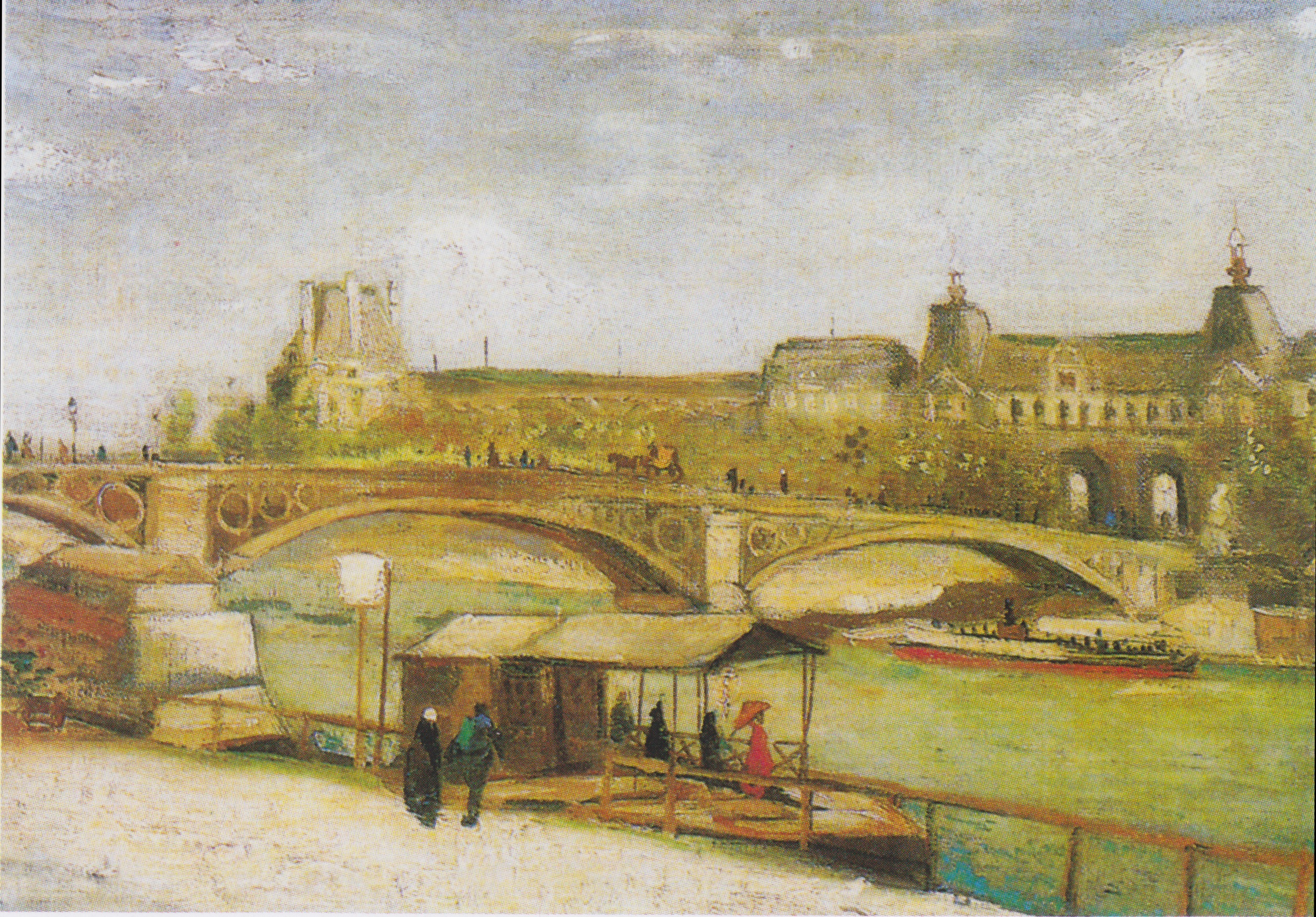
Van Gogh: Pont du Carrousel mit Louvre, 1886

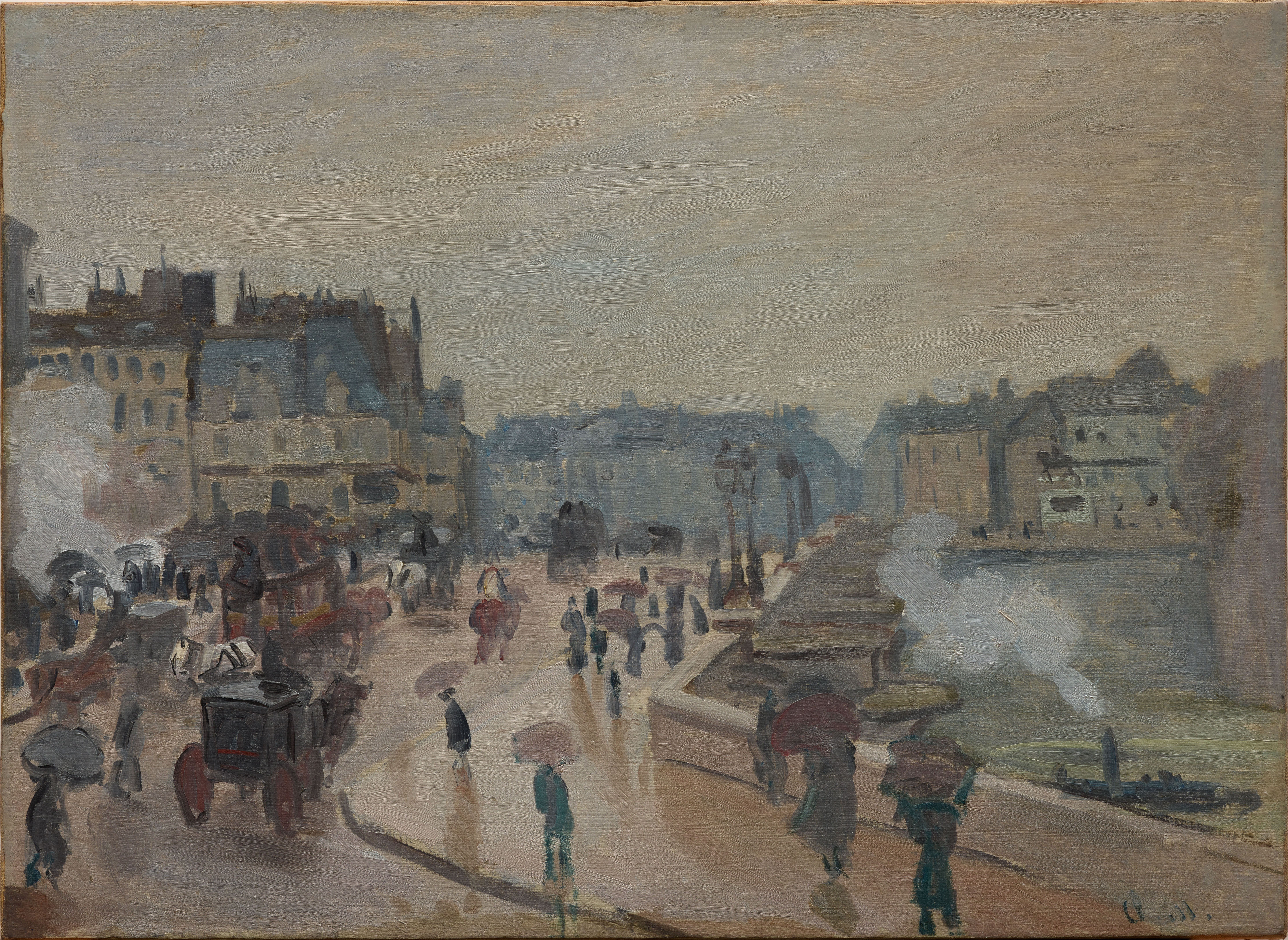
Monet: Pont Neuf, 1871

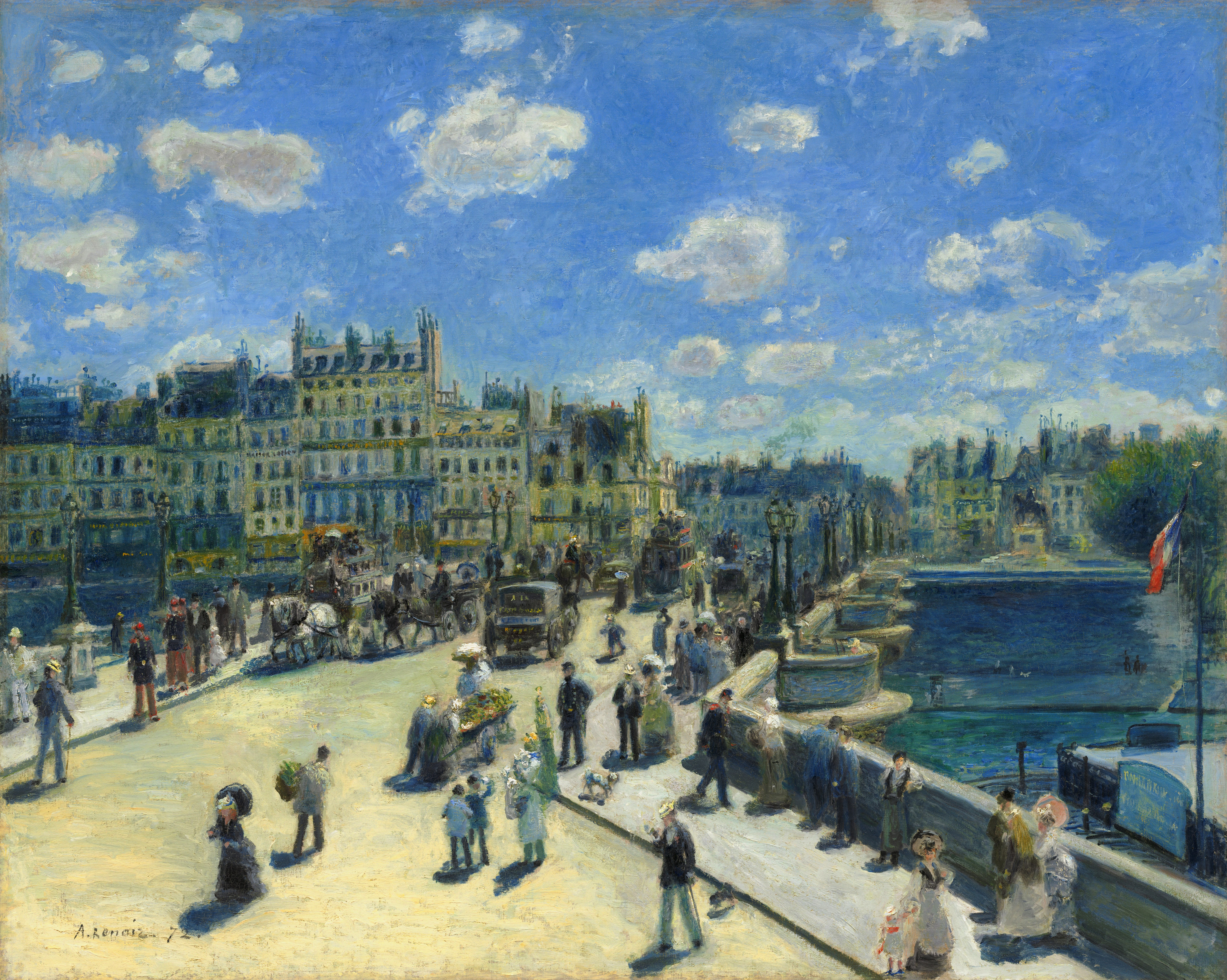
Renoir: Pont Neuf, 1872

### Bildende Kunst
Der Fluss und seine Brücken waren zu allen Zeiten beliebte Motive für Maler. Der Flussspiegel ist wegen seines Farbenspiels ähnlich dem Horizont von großem Interesse. Die Brücken erschienen im 18. und 19. Jahrhundert auch als Symbole des Fortschritts in den Bildern. Siehe die Beispiele von Monet, Renoir, Sisley, van Gogh und von Maximilien Luce die Pont Marie.
Beispiele dafür sind auch die Bilder von Nicolas Raguenet aus diesen 4 Jahren
- 1750: Vue de l’Archevêché, de Île Saint-Louis et du Pont de la Tournelle, Paris, Musée Carnavalet
- 1754: La Seine en aval du Pont-Neuf à Paris. Paris, Musée du Louvre
- 1755: Le Pont-Neuf et la Samaritaine à Paris. Paris, Musée du Louvre
- 1757: Le Pont Marie et l’Île Saint-Louis, Paris, Musée Carnavalet
- 1899 Gemälde der Pont Marie von Maximilien Luce, einem französischen Maler des Spätimpressionismus (Neue Pinakothek in München).
- 1985 wurde die Pont Neuf von Christo und Jeanne-Claude mit sandfarbenem Stoff verhüllt.

### Das Beleuchtungskonzept von 1993
Außer dem Eiffelturm werden in Paris noch über 200 historische Bauwerke beleuchtet. Für die Seinebrücken gibt es seit 1993 ein spezielles Beleuchtungskonzept. Es wurde abschnittsweise erprobt und eingeführt: 1994 die Pont au Change und Pont Notre-Dame; 1995 die Pont de l’Archevêché, Pont Saint-Michel, Pont au Double, Petit Pont; 1996 die Pont d’Arcole, Pont Louis-Philippe und die Pont Neuf. Danach wurden auch die anderen Brücken (ohne die Umgehungsstraßen) einbezogen.
Dabei sollte bei den Steinbrücken vor allem das Material und bei den Eisenbrücken von innen heraus deren Strukturen beleuchtet werden.
Eine Ausnahme stellt die Louvrebrücke, die Pont des Arts, dar, die weitgehend im Halbschatten bleibt und nur durch die Reflexion der Scheinwerfer unterhalb der Brücke auf dem Wasser konturiert wird. Betont werden nur die steinernen Pfeiler.
Beim Konzept musste auch berücksichtigt werden, dass die Uferbefestigungen der Seine, die Quais, Teil eines Baudenkmals im Weltkulturerbe der UNESCO darstellen.

### Film
- La Seine a rencontré Paris (1957), französische Kurzdokumentation von Joris Ivens nach einem Drehbuch von Jacques Prévert. Der Film über den Alltag am Fluss gewann 1958 die Goldene Palme bei den Internationalen Filmfestspielen von Cannes.
- Die Pont de Bir-Hakeim am östlichen Ende der Île des Cygnes erscheint in den Filmen Fahrstuhl zum Schafott (1958) und Zazie (1960) von Louis Malle.
- Die Pont Neuf war zentrale Kulisse zum Beispiel in Die Liebenden von Pont-Neuf (1991) von Leos Carax.